# ITF Femenino World Tennis Tour 2022
El Tour Mundial de Tenis Femenino 2022 de la Federación Internacional de Tenis (ITF) es el tour de nivel de entrada y de nivel medio para el tenis profesional femenino. Está organizado por la Federación Internacional de Tenis y es un nivel por debajo del Tour de la Asociación de Tenis Femenino (WTA). El Tour Mundial de Tenis Femenino de la ITF, proporciona un camino profesional entre el ITF Junior World Tennis Tour y el WTA Tour. Los resultados de los torneos de la ITF se incorporan al Ranking WTA, que permite a las profesionales avanzar a los niveles de élite del tenis profesional femenino. El ITF Femenino World Tennis Tour ofrece aproximadamente 500 torneos en 65 países e incorpora cinco niveles de premios en metálico de torneos: $15,000, $25,000, $60,000, $80,000 y $100,000.
Los torneos a un nivel de $ 15,000 incluyen lugares reservados para el sorteo principal para los 100 mejores clasificados de la ITF Junior, lo que proporciona un camino sin problemas para que los mejores nuevos talentos ingresen al tenis profesional de élite. El Tour Mundial de Tenis Femenino de la ITF también está diseñado para orientar los premios en efectivo de manera efectiva para ayudar a reducir los costos para los jugadores y, en última instancia, permitir que más jugadores se ganen la vida.

## Calendario
Las distintas categorías de torneos aparecen ordenadas por la jerarquía marcada por la distribución de puntos en el ITF World Tennis Ranking.

### Torneos en enero
| 3 de enero  | Traralgon International Traralgon, Australia Dura W60+H Cuadro individual y dobles                               | Yuan Yue 6–3, 6–2                                          | Paula Ormaechea                       |
| 3 de enero  | Traralgon International Traralgon, Australia Dura W60+H Cuadro individual y dobles                               | Emina Bektas Tara Moore 0–6, 7–6(7–1), [10–8]              | Catherine Harrison Aldila Sutjiadi    |
| 3 de enero  | Bendigo International Bendigo, Australia Dura W60+H Cuadro individual y dobles                                   | Ysaline Bonaventure 6–3, 6–1                               | Victoria Jiménez Kasintseva           |
| 3 de enero  | Bendigo International Bendigo, Australia Dura W60+H Cuadro individual y dobles                                   | Fernanda Contreras Alycia Parks 6–3, 6–1                   | Alison Bai Alana Parnaby              |
| 3 de enero  | Monastir, Túnez Dura W25 Cuadro individual y dobles                                                              | Irina Khromacheva 1–6, 6–4, 7–5                            | Arlinda Rushiti                       |
| 3 de enero  | Monastir, Túnez Dura W25 Cuadro individual y dobles                                                              | Eudice Chong Cody Wong Hong-yi 7–6(7–3), 7–6(10–8)         | Ksenia Laskutova Fanny Östlund        |
| 3 de enero  | Cairo, Egipto Arcilla W15 Cuadro individual y dobles                                                             | Sapfo Sakellaridi 7–5, 6–3                                 | Anastasia Nefedova                    |
| 3 de enero  | Cairo, Egipto Arcilla W15 Cuadro individual y dobles                                                             | Mariia Tkacheva Anastasia Zolotareva 6–3, 1–6, [10–8]      | Mariia Bergen Ani Vangelova           |
| 10 de enero | Blumenau-Gaspar, Brasil Arcilla W25 Cuadro individual y dobles                                                   | Lena Papadakis 6–1, 7–6(8–6)                               | Pia Lovrič                            |
| 10 de enero | Blumenau-Gaspar, Brasil Arcilla W25 Cuadro individual y dobles                                                   | Andrea Gámiz Bárbara Gatica 6–4, 6–1                       | Sofia Sewing Eva Vedder               |
| 10 de enero | Monastir, Túnez Dura W25 Cuadro individual y dobles                                                              | Maja Chwalińska 6–4, 6–4                                   | Carole Monnet                         |
| 10 de enero | Monastir, Túnez Dura W25 Cuadro individual y dobles                                                              | Eudice Chong Cody Wong Hong-yi 6–2, 6–3                    | Nuria Brancaccio Lisa Pigato          |
| 10 de enero | GB Pro-Series Bath Bath, Reino Unido Dura (indoor) W25 Cuadro individual y dobles                                | Caijsa Hennemann 6–1, 7–5                                  | Eliz Maloney                          |
| 10 de enero | GB Pro-Series Bath Bath, Reino Unido Dura (indoor) W25 Cuadro individual y dobles                                | Caijsa Hennemann Elena Malõgina 6–4, 6–3                   | Arina Vasilescu Emily Webley-Smith    |
| 10 de enero | Vero Beach, Estados Unidos Arcilla W25 Cuadro individual y dobles                                                | Sophie Chang 6–1, 1–6, 6–2                                 | Vera Lapko                            |
| 10 de enero | Vero Beach, Estados Unidos Arcilla W25 Cuadro individual y dobles                                                | Sophie Chang Allie Kiick 6–3, 6–3                          | Anna Rogers Christina Rosca           |
| 10 de enero | Cairo, Egipto Arcilla W15 Cuadro individual y dobles                                                             | Sapfo Sakellaridi 6–1, 6–4                                 | Anastasia Zolotareva                  |
| 10 de enero | Cairo, Egipto Arcilla W15 Cuadro individual y dobles                                                             | Mariia Tkacheva Anastasia Zolotareva 6–1, 6–4              | Sapfo Sakellaridi Youmi Zhuoma        |
| 10 de enero | Antalya, Turquía Arcilla W15 Cuadro individual y dobles                                                          | Hurricane Tyra Black 6–0, 6–4                              | Barbora Palicová                      |
| 10 de enero | Antalya, Turquía Arcilla W15 Cuadro individual y dobles                                                          | Doğa Türkmen Melis Ayda Uyar 2–6, 6–2, [10–8]              | Daria Shalamanova Beatris Spasova     |
| 17 de enero | Florianópolis, Brasil Dura W25 Cuadro individual y dobles                                                        | Elizabeth Mandlik 6–0, 6–4                                 | Bárbara Gatica                        |
| 17 de enero | Florianópolis, Brasil Dura W25 Cuadro individual y dobles                                                        | Andrea Gámiz Sofia Sewing 6–4, 6–1                         | Bárbara Gatica Rebeca Pereira         |
| 17 de enero | Manacor, España Dura W25 Cuadro individual y dobles                                                              | Justina Mikulskytė 6–3, 6–3                                | Yuki Naito                            |
| 17 de enero | Manacor, España Dura W25 Cuadro individual y dobles                                                              | Anastasia Dețiuc Yana Sizikova 6–2, 6–3                    | Quirine Lemoine Bibiane Schoofs       |
| 17 de enero | Monastir, Túnez Dura W25 Cuadro individual y dobles                                                              | Han Na-lae 6–3, 6–2                                        | Katherine Sebov                       |
| 17 de enero | Monastir, Túnez Dura W25 Cuadro individual y dobles                                                              | Eudice Chong Cody Wong Hong-yi 6–0, 6–1                    | Amina Anshba Maria Timofeeva          |
| 17 de enero | Cairo, Egipto Arcilla W15 Cuadro individual y dobles                                                             | Anastasia Zolotareva 1–6, 6–3, 6–2                         | Sapfo Sakellaridi                     |
| 17 de enero | Cairo, Egipto Arcilla W15 Cuadro individual y dobles                                                             | Oana Georgeta Simion Anna Ureke 6–3, 7–6(7–4)              | Mariia Tkacheva Anastasia Zolotareva  |
| 17 de enero | Cancún, México Dura W15 Cuadro individual y dobles                                                               | Hina Inoue 1–6, 6–3, 7–6(8–6)                              | María José Portillo Ramírez           |
| 17 de enero | Cancún, México Dura W15 Cuadro individual y dobles                                                               | Natsuho Arakawa Hina Inoue 6–4, 7–5                        | Julie Belgraver Jade Bornay           |
| 17 de enero | Tatarstan Open Kazan, Rusia Dura (en pista cubierta) W15 Cuadro individual y dobles                              | Polina Kudermetova 6–0, 6–4                                | Anastasia Kovaleva                    |
| 17 de enero | Tatarstan Open Kazan, Rusia Dura (en pista cubierta) W15 Cuadro individual y dobles                              | Anna Ukolova Kseniya Yersh 6–7(0–7), 6–3, [10–7]           | Polina Iatcenko Daria Kudashova       |
| 17 de enero | Antalya, Turquía Arcilla W15 Cuadro individual y dobles                                                          | Barbora Palicová 6–3, 7–6(7–2)                             | İlay Yörük                            |
| 17 de enero | Antalya, Turquía Arcilla W15 Cuadro individual y dobles                                                          | Doğa Türkmen Melis Ayda Uyar 6–7(5–7), 6–4, [10–4]         | Julia Stamatova Stéphanie Visscher    |
| 24 de enero | Open Andrézieux-Bouthéon 42 Andrézieux-Bouthéon, Francia Dura (en pista cubierta) W60 Cuadro individual y dobles | Ana Bogdan 7–5, 6–3                                        | Anna Blinkova                         |
| 24 de enero | Open Andrézieux-Bouthéon 42 Andrézieux-Bouthéon, Francia Dura (en pista cubierta) W60 Cuadro individual y dobles | Estelle Cascino Jessika Ponchet 6–4, 6–1                   | Alicia Barnett Olivia Nicholls        |
| 24 de enero | Orlando USTA Pro Circuit Event Orlando, Estados Unidos Dura W60 Cuadro individual y dobles                       | Qinwen Zheng 6–0, 6–1                                      | Christina McHale                      |
| 24 de enero | Orlando USTA Pro Circuit Event Orlando, Estados Unidos Dura W60 Cuadro individual y dobles                       | Hailey Baptiste Whitney Osuigwe 7–6(9–7), 7–5              | Angela Kulikov Rianna Valdes          |
| 24 de enero | Florianópolis, Brasil Dura W25 Cuadro individual y dobles                                                        | Elizabeth Mandlik 6–3, 6–4                                 | Eva Vedder                            |
| 24 de enero | Florianópolis, Brasil Dura W25 Cuadro individual y dobles                                                        | Andrea Gámiz Sofia Sewing 7–6(7–2), 6–4                    | Jessie Aney Ingrid Gamarra Martins    |
| 24 de enero | Cairo, Egipto Arcilla W25 Cuadro individual y dobles                                                             | Séléna Janicijevic 7–5, 3–6, 6–3                           | Sinja Kraus                           |
| 24 de enero | Cairo, Egipto Arcilla W25 Cuadro individual y dobles                                                             | Melanie Klaffner Sinja Kraus 7–5, 6–3                      | Adrienn Nagy Prarthana Thombare       |
| 24 de enero | Manacor, España Dura W25 Cuadro individual y dobles                                                              | Yvonne Cavallé Reimers 6–2, 6–2                            | İpek Öz                               |
| 24 de enero | Manacor, España Dura W25 Cuadro individual y dobles                                                              | Fernanda Contreras Andrea Lázaro García 6–1, 6–4           | Tereza Mihalíková Linda Nosková       |
| 24 de enero | Monastir, Túnez Dura W25 Cuadro individual y dobles                                                              | Nigina Abduraimova 6–3, 4–6, 7–6(9–7)                      | Han Na-lae                            |
| 24 de enero | Monastir, Túnez Dura W25 Cuadro individual y dobles                                                              | Eudice Chong Han Na-lae 7–5, 6–3                           | Anna Kubareva Maria Timofeeva         |
| 24 de enero | GB Pro-Series Loughborough Loughborough, Reino Unido Dura (en pista cubierta) W25 Cuadro individual y dobles     | Sofia Nami Samavati 6–2, 5–5, ret.                         | Mariam Bolkvadze                      |
| 24 de enero | GB Pro-Series Loughborough Loughborough, Reino Unido Dura (en pista cubierta) W25 Cuadro individual y dobles     | Anna Gabric Arina Vasilescu 6–4, 7–5                       | Emily Appleton Ali Collins            |
| 24 de enero | Cancún, México Dura W15 Cuadro individual y dobles                                                               | Stacey Fung 7–6(7–1), 7–5                                  | Julie Belgraver                       |
| 24 de enero | Cancún, México Dura W15 Cuadro individual y dobles                                                               | Miharu Imanishi Haine Ogata 6–2, 6–3                       | Julie Belgraver Jade Bornay           |
| 24 de enero | Antalya, Turquía Arcilla W15 Cuadro individual y dobles                                                          | İlay Yörük 6-2, 6-3                                        | Claudia Hoste Ferrer                  |
| 24 de enero | Antalya, Turquía Arcilla W15 Cuadro individual y dobles                                                          | La competición de dobles se suspendió debido al mal tiempo |                                       |
| 31 de enero | Georgia's Rome Tennis Open Rome, Estados Unidos Dura W60 Cuadro individual y dobles                              | Tatjana Maria 6–4, 4–6, 6–2                                | Alycia Parks                          |
| 31 de enero | Georgia's Rome Tennis Open Rome, Estados Unidos Dura W60 Cuadro individual y dobles                              | Sophie Chang Angela Kulikov 6–3, 6–7(2–7), [10–7]          | Emina Bektas Tara Moore               |
| 31 de enero | Tucumán, Argentina Arcilla W25 Cuadro individual y dobles                                                        | Brenda Fruhvirtová 6–3, 6–3                                | Carolina Alves                        |
| 31 de enero | Tucumán, Argentina Arcilla W25 Cuadro individual y dobles                                                        | Bárbara Gatica Rebeca Pereira 6–3, 7–5                     | Andrea Gámiz Paula Ormaechea          |
| 31 de enero | Sharm El Sheikh, Egipto Dura W25 Cuadro individual y dobles                                                      | Lucrezia Stefanini 6–2, 3–0, ret.                          | Alexandra Cadanțu-Ignatik             |
| 31 de enero | Sharm El Sheikh, Egipto Dura W25 Cuadro individual y dobles                                                      | Isabelle Haverlag Justina Mikulskytė 6–1, 6–2              | Irina Fetecău Simona Waltert          |
| 31 de enero | Manacor, España Dura W25 Cuadro individual y dobles                                                              | Andrea Lázaro García 2–6, 7–6(7–2), 6–1                    | Elsa Jacquemot                        |
| 31 de enero | Manacor, España Dura W25 Cuadro individual y dobles                                                              | Fernanda Contreras Andrea Lázaro García 6–1, 3–6, [10–6]   | Tereza Mihalíková Linda Nosková       |
| 31 de enero | Cancún, México Dura W15 Cuadro individual y dobles                                                               | Julie Belgraver 1–6, 6–3, 7–5                              | Miharu Imanishi                       |
| 31 de enero | Cancún, México Dura W15 Cuadro individual y dobles                                                               | Jacqueline Cabaj Awad Ana Filipa Santos 6–4, 6–3           | Astrid Cirotte Anastasia Sysoeva      |
| 31 de enero | Monastir, Túnez Dura W15 Cuadro individual y dobles                                                              | Chiara Scholl 6–2, 6–4                                     | Haruna Arakawa                        |
| 31 de enero | Monastir, Túnez Dura W15 Cuadro individual y dobles                                                              | Haruna Arakawa Jasmijn Gimbrère 6–4, 6–0                   | Kélia Le Bihan Nina Radovanovic       |
| 31 de enero | Antalya, Turquía Arcilla W15 Cuadro individual y dobles                                                          | Hurricane Tyra Black 6–2, 4–6, 6–4                         | İlay Yörük                            |
| 31 de enero | Antalya, Turquía Arcilla W15 Cuadro individual y dobles                                                          | Doğa Türkmen Melis Ayda Uyar 4–6, 7–6(7–4), [10–7]         | Evgeniya Burdina Aleksandra Pospelova |

### Torneos en febrero
| 7 de febrero  | Open de l'Isère Grenoble, Francia Dura (en pista cubierta) W60 Cuadro individual y dobles            | Katie Boulter 7–6(7–2), 6–7(6–8), 6–2                            | Anna Blinkova                                 |
| 7 de febrero  | Open de l'Isère Grenoble, Francia Dura (en pista cubierta) W60 Cuadro individual y dobles            | Yuriko Miyazaki Prarthana Thombare 6–3, 6–3                      | Alicia Barnett Olivia Nicholls                |
| 7 de febrero  | Tucumán, Argentina Arcilla W25 Cuadro individual y dobles                                            | Brenda Fruhvirtová 6–3, 1–6, 6–4                                 | Paula Ormaechea                               |
| 7 de febrero  | Tucumán, Argentina Arcilla W25 Cuadro individual y dobles                                            | María Lourdes Carlé Julieta Estable 3–6, 6–0, [10–7]             | Nicole Fossa Huergo Noelia Zeballos           |
| 7 de febrero  | Canberra, Australia Dura W25 Cuadro individual y dobles                                              | Asia Muhammad 6–7(6–8), 6–3, 6–2                                 | Priscilla Hon                                 |
| 7 de febrero  | Canberra, Australia Dura W25 Cuadro individual y dobles                                              | Asia Muhammad Arina Rodionova 6–3, 3–6, [10–6]                   | Alison Bai Jaimee Fourlis                     |
| 7 de febrero  | Sharm El Sheikh, Egipto Dura W25 Cuadro individual y dobles                                          | Alexandra Cadanțu-Ignatik 0–6, 6–3, 6–3                          | Marina Melnikova                              |
| 7 de febrero  | Sharm El Sheikh, Egipto Dura W25 Cuadro individual y dobles                                          | Sapfo Sakellaridi Cody Wong Hong-yi 7–5, 4–6, [10–6]             | Yuliya Hatouka Anastasia Zakharova            |
| 7 de febrero  | Cancún, México Dura W25 Cuadro individual y dobles                                                   | Darja Semenistaja 4–6, 7–6(7–5), 6–2                             | Lina Glushko                                  |
| 7 de febrero  | Cancún, México Dura W25 Cuadro individual y dobles                                                   | Kateryna Bondarenko Carol Zhao 7–5, 6–7(5–7), [10–7]             | Jacqueline Cabaj Awad Lina Glushko            |
| 7 de febrero  | Oporto, Portugal Dura (en pista cubierta) W25 Cuadro individual y dobles                             | Julia Grabher 6–3, 6–7(2–7), 7–5                                 | Maja Chwal                                    |
| 7 de febrero  | Oporto, Portugal Dura (en pista cubierta) W25 Cuadro individual y dobles                             | Valentini Grammatikopoulou Quirine Lemoine 6–2, 6–3              | Audrey Albié Léolia Jeanjean                  |
| 7 de febrero  | Birmingham, Reino Unido Dura (en pista cubierta) W25 Cuadro individual y dobles                      | Sonay Kartal 5–7, 6–3, 6–2                                       | Talia Neilson Gatenby                         |
| 7 de febrero  | Birmingham, Reino Unido Dura (en pista cubierta) W25 Cuadro individual y dobles                      | Andrė Lukošiūtė Eliz Maloney 7–6(7–4), 3–6, [10–8]               | Quinn Gleason Catherine Harrison              |
| 7 de febrero  | Jhajjar, India Arcilla W15 Cuadro individual y dobles                                                | Anna Ureke 6–4, 4–6, 6–4                                         | Zeel Desai                                    |
| 7 de febrero  | Jhajjar, India Arcilla W15 Cuadro individual y dobles                                                | Punnin Kovapitukted Anna Ureke 7–5, 6–3                          | Vaidehi Chaudhari Mihika Yadav                |
| 7 de febrero  | Villena, España Dura W15 Cuadro individual y dobles                                                  | Jéssica Bouzas Maneiro 6–2, 6–1                                  | Ashley Lahey                                  |
| 7 de febrero  | Villena, España Dura W15 Cuadro individual y dobles                                                  | Lucía Cortez Llorca Joëlle Steur 6–2, 6–4                        | Katharina Hering Olga Parres Azcoitia         |
| 7 de febrero  | Monastir, Túnez Dura W15 Cuadro individual y dobles                                                  | Kristina Dmitruk 6–2, 6–1                                        | Valentina Ryser                               |
| 7 de febrero  | Monastir, Túnez Dura W15 Cuadro individual y dobles                                                  | Miyu Kato Kisa Yoshioka 6–4, 7–5                                 | Kristina Dmitruk Inès Ibbou                   |
| 7 de febrero  | Antalya, Turquía Arcilla W15 Cuadro individual y dobles                                              | Séléna Janicijevic 6–3, 6–2                                      | Angelica Moratelli                            |
| 7 de febrero  | Antalya, Turquía Arcilla W15 Cuadro individual y dobles                                              | Mariana Dražić Katharina Hobgarski 7–5, 6–4                      | Angelica Moratelli Amarissa Kiara Tóth        |
| 14 de febrero | AK Ladies Open Altenkirchen, Alemania Carpet (en pista cubierta) W60 Cuadro individual y dobles      | Greet Minnen 6–4, 6–3                                            | Daria Snigur                                  |
| 14 de febrero | AK Ladies Open Altenkirchen, Alemania Carpet (en pista cubierta) W60 Cuadro individual y dobles      | Mariam Bolkvadze Samantha Murray 6–3, 7–5                        | Susan Bandecchi Simona Waltert                |
| 14 de febrero | Canberra, Australia Dura W25 Cuadro individual y dobles                                              | Asia Muhammad 6–1, 7–6(9–7)                                      | Arina Rodionova                               |
| 14 de febrero | Canberra, Australia Dura W25 Cuadro individual y dobles                                              | Asia Muhammad Arina Rodionova 7–6(7–2), 7–6(7–5)                 | Alison Bai Jaimee Fourlis                     |
| 14 de febrero | Cancún, México Dura W25 Cuadro individual y dobles                                                   | Linda Fruhvirtová 6–3, 6–4                                       | Rebecca Marino                                |
| 14 de febrero | Cancún, México Dura W25 Cuadro individual y dobles                                                   | Anna Rogers Christina Rosca 6–1, 6–4                             | Maria Bondarenko Darja Semenistaja            |
| 14 de febrero | Oporto, Portugal Dura (en pista cubierta) W25 Cuadro individual y dobles                             | Moyuka Uchijima 6–3, 6–1                                         | Léolia Jeanjean                               |
| 14 de febrero | Oporto, Portugal Dura (en pista cubierta) W25 Cuadro individual y dobles                             | Valentini Grammatikopoulou Quirine Lemoine 6–2, 6–0              | Adrienn Nagy Prarthana Thombare               |
| 14 de febrero | Antalya, Turquía Arcilla W25 Cuadro individual y dobles                                              | Wang Yafan 7–5, 6–3                                              | Katharina Hobgarski                           |
| 14 de febrero | Antalya, Turquía Arcilla W25 Cuadro individual y dobles                                              | Amina Anshba Marie Benoît 7–5, 7–6(7–4)                          | Andreea Roșca Ioana Loredana Roșca            |
| 14 de febrero | Glasgow, Reino Unido Dura (en pista cubierta) W25 Cuadro individual y dobles                         | Sonay Kartal 7–6(7–5), 7–5                                       | Barbora Palicová                              |
| 14 de febrero | Glasgow, Reino Unido Dura (en pista cubierta) W25 Cuadro individual y dobles                         | Quinn Gleason Catherine Harrison 6–4, 6–1                        | Justina Mikulskytė Valeria Savinykh           |
| 14 de febrero | Sharm El Sheikh, Egipto Dura W15 Cuadro individual y dobles                                          | Hiromi Abe 6–2, 6–1                                              | Elena-Teodora Cadar                           |
| 14 de febrero | Sharm El Sheikh, Egipto Dura W15 Cuadro individual y dobles                                          | Lee Pei-chi Lee Ya-hsin 6–2, 3–6, [10–7]                         | Laura Hietaranta Michaela Laki                |
| 14 de febrero | Gurugram, India Dura W15 Cuadro individual y dobles                                                  | Punnin Kovapitukted 6–1, 6–2                                     | Vaidehi Chaudhari                             |
| 14 de febrero | Gurugram, India Dura W15 Cuadro individual y dobles                                                  | Humera Baharmus Shrivalli Rashmikaa Bhamidipaty 6–3, 1–6, [10–3] | Punnin Kovapitukted Anna Ureke                |
| 14 de febrero | Monastir, Túnez Dura W15 Cuadro individual y dobles                                                  | Mana Ayukawa 1–6, 6–1, 6–4                                       | Radka Zelníčková                              |
| 14 de febrero | Monastir, Túnez Dura W15 Cuadro individual y dobles                                                  | Kristina Dmitruk Maria Sholokhova 3–6, 6–2, [10–5]               | Sofia Costoulas Clervie Ngounoue              |
| 21 de febrero | Nur-Sultan Challenger Nur-Sultan, Kazajistán Dura (en pista cubierta) W60 Cuadro individual y dobles | Anzhelika Isaeva 6–4, 0–0, ret.                                  | Greet Minnen                                  |
| 21 de febrero | Nur-Sultan Challenger Nur-Sultan, Kazajistán Dura (en pista cubierta) W60 Cuadro individual y dobles | Ekaterina Makarova Linda Nosková 6–2, 6–3                        | Anna Sisková Maria Timofeeva                  |
| 21 de febrero | Santo Domingo, República Dominicana Dura W25 Cuadro individual y dobles                              | Katie Swan 6–4, 6–3                                              | Sachia Vickery                                |
| 21 de febrero | Santo Domingo, República Dominicana Dura W25 Cuadro individual y dobles                              | Anna Rogers Christina Rosca 6–2, 6–2                             | Jasmijn Gimbrère Isabelle Haverlag            |
| 21 de febrero | Mâcon, Francia Dura (en pista cubierta) W25 Cuadro individual y dobles                               | Vitalia Diatchenko 6–4, 6–3                                      | Cristiana Ferrando                            |
| 21 de febrero | Mâcon, Francia Dura (en pista cubierta) W25 Cuadro individual y dobles                               | Xenia Knoll Andreea Mitu 6–1, 6–1                                | Emily Appleton Ali Collins                    |
| 21 de febrero | Antalya, Turquía Arcilla W25 Cuadro individual y dobles                                              | Réka Luca Jani 6–4, 6–3                                          | Wang Yafan                                    |
| 21 de febrero | Antalya, Turquía Arcilla W25 Cuadro individual y dobles                                              | Miriam Kolodziejová Jesika Malečková 7–6(7–2), 7–6(7–4)          | Funa Kozaki Naho Sato                         |
| 21 de febrero | Sharm El Sheikh, Egipto Dura W15 Cuadro individual y dobles                                          | Cody Wong Hong-yi 6–4, 6–1                                       | Mirra Andreeva                                |
| 21 de febrero | Sharm El Sheikh, Egipto Dura W15 Cuadro individual y dobles                                          | Hiromi Abe Lee Pei-chi 5–7, 7–5, [10–2]                          | Elena-Teodora Cadar Cody Wong Hong-yi         |
| 21 de febrero | Ahmedabad, India Arcilla W15 Cuadro individual y dobles                                              | Emily Seibold 6–2, 6–1                                           | Zeel Desai                                    |
| 21 de febrero | Ahmedabad, India Arcilla W15 Cuadro individual y dobles                                              | Punnin Kovapitukted Anna Ureke 6–3, 6–1                          | Sharmada Balu Sravya Shivani Chilakalapudi    |
| 21 de febrero | Monastir, Túnez Dura W15 Cuadro individual y dobles                                                  | Haruna Arakawa Walkover                                          | Ayumi Morita                                  |
| 21 de febrero | Monastir, Túnez Dura W15 Cuadro individual y dobles                                                  | Clervie Ngounoue Hanne Vandewinkel 6–1, 6–2                      | Mara Guth Mia Mack                            |
| 28 de febrero | Arcadia Women's Pro Open Arcadia, Estados Unidos Dura W60 Cuadro individual y dobles                 | Rebecca Marino 7–6(7–0), 6–1                                     | Alycia Parks                                  |
| 28 de febrero | Arcadia Women's Pro Open Arcadia, Estados Unidos Dura W60 Cuadro individual y dobles                 | Ashlyn Krueger Robin Montgomery Walkover                         | Harriet Dart Giuliana Olmos                   |
| 28 de febrero | Bendigo, Australia Dura W25 Cuadro individual y dobles                                               | Asia Muhammad 6–2, 6–4                                           | Olivia Gadecki                                |
| 28 de febrero | Bendigo, Australia Dura W25 Cuadro individual y dobles                                               | Jaimee Fourlis Ellen Perez 6–1, 6–1                              | Gabriella Da Silva-Fick Alana Parnaby         |
| 28 de febrero | Santo Domingo, República Dominicana Dura W25 Cuadro individual y dobles                              | Adriana Reami 6–3, 7–5                                           | Joanne Züger                                  |
| 28 de febrero | Santo Domingo, República Dominicana Dura W25 Cuadro individual y dobles                              | Irina Khromacheva Natalija Stevanović 6–1, 7–6(7–5)              | Darja Semenistaja Anastasia Tikhonova         |
| 28 de febrero | Guayaquil, Ecuador Dura W25 Cuadro individual y dobles                                               | Tessah Andrianjafitrimo 6–3, 6–3                                 | Hanna Chang                                   |
| 28 de febrero | Guayaquil, Ecuador Dura W25 Cuadro individual y dobles                                               | Andrea Gámiz Sofia Sewing 6–4, 7–5                               | Nicole Fossa Huergo Noelia Zeballos           |
| 28 de febrero | Joué-lès-Tours, Francia Dura (en pista cubierta) W25 Cuadro individual y dobles                      | Magali Kempen 6–3, 6–4                                           | Nastasja Schunk                               |
| 28 de febrero | Joué-lès-Tours, Francia Dura (en pista cubierta) W25 Cuadro individual y dobles                      | Emily Appleton Ali Collins 2–6, 6–4, [10–6]                      | Mona Barthel Yanina Wickmayer                 |
| 28 de febrero | Nur-Sultan, Kazajistán Dura (indoor) W25 Cuadro individual y dobles                                  | Anastasia Zakharova 6–3, 6–1                                     | Mariia Tkacheva                               |
| 28 de febrero | Nur-Sultan, Kazajistán Dura (indoor) W25 Cuadro individual y dobles                                  | Kamilla Bartone Ekaterina Makarova 1–6, 7–5, [10–8]              | Anna Sisková Maria Timofeeva                  |
| 28 de febrero | Sharm El Sheikh, Egipto Dura W15 Cuadro individual y dobles                                          | Polina Iatcenko Walkover                                         | Darya Shauha                                  |
| 28 de febrero | Sharm El Sheikh, Egipto Dura W15 Cuadro individual y dobles                                          | Lee Pei-chi Lee Ya-hsin 6–3, 6–0                                 | Polina Iatcenko Darya Shauha                  |
| 28 de febrero | Nagpur, India Arcilla W15 Cuadro individual y dobles                                                 | Sahaja Yamalapalli 6–5, ret.                                     | Emily Seibold                                 |
| 28 de febrero | Nagpur, India Arcilla W15 Cuadro individual y dobles                                                 | Sai Samhitha Chamarthi Soha Sadiq 3–6, 6–4, [13–11]              | Shrivalli Rashmikaa Bhamidipaty Sathwika Sama |
| 28 de febrero | Monastir, Túnez Dura W15 Cuadro individual y dobles                                                  | Julia Terziyska 7–5, 5–7, 6–1                                    | Kathleen Kanev                                |
| 28 de febrero | Monastir, Túnez Dura W15 Cuadro individual y dobles                                                  | Eleni Christofi Michaela Laki 7–5, 6–3                           | Haruna Arakawa Natsuho Arakawa                |
| 28 de febrero | Antalya, Turquía Arcilla W15 Cuadro individual y dobles                                              | Rosa Vicens Mas 6–4, 5–7, 6–1                                    | Dejana Radanović                              |
| 28 de febrero | Antalya, Turquía Arcilla W15 Cuadro individual y dobles                                              | Miriam Kolodziejová Jesika Malečková 6–2, 6–4                    | Sapfo Sakellaridi Anastasia Zolotareva        |

### Torneos en marzo
| 7 de marzo  | Guanajuato Open Irapuato, México Dura W60+H Cuadro individual y dobles                                    | Zhu Lin 6–4, 6–1                                               | Rebecca Marino                            |
| 7 de marzo  | Guanajuato Open Irapuato, México Dura W60+H Cuadro individual y dobles                                    | Kaitlyn Christian Lidziya Marozava 6–0, 6–2                    | Anastasia Tikhonova Daniela Vismane       |
| 7 de marzo  | Bendigo, Australia Dura W25 Cuadro individual y dobles                                                    | Jaimee Fourlis 6–3, 0–0, ret.                                  | Olivia Gadecki                            |
| 7 de marzo  | Bendigo, Australia Dura W25 Cuadro individual y dobles                                                    | Rutuja Bhosale Ankita Raina 4–6, 6–3, [10–4]                   | Alexandra Bozovic Weronika Falkowska      |
| 7 de marzo  | Salinas, Ecuador Dura W25 Cuadro individual y dobles                                                      | Bárbara Gatica 6–4, 7–6(7–2)                                   | Suzan Lamens                              |
| 7 de marzo  | Salinas, Ecuador Dura W25 Cuadro individual y dobles                                                      | Bárbara Gatica Rebeca Pereira 6–4, 6–0                         | María Herazo González María Paulina Pérez |
| 7 de marzo  | Antalya, Turquía Arcilla W25 Cuadro individual y dobles                                                   | Petra Marčinko 6–4, 6–1                                        | Carole Monnet                             |
| 7 de marzo  | Antalya, Turquía Arcilla W25 Cuadro individual y dobles                                                   | Funa Kozaki Naho Sato 6–2, 6–4                                 | Marie Benoît Nicoleta Dascălu             |
| 7 de marzo  | Sharm El Sheikh, Egipto Dura W15 Cuadro individual y dobles                                               | Mariia Tkacheva 3–6, 6–3, 6–3                                  | Cody Wong Hong-yi                         |
| 7 de marzo  | Sharm El Sheikh, Egipto Dura W15 Cuadro individual y dobles                                               | Hiromi Abe Ivana Šebestová 6–4, 1–6, [10–4]                    | Silvia Ambrosio Elena-Teodora Cadar       |
| 7 de marzo  | Amiens, Francia Arcilla (en pista cubierta) W15+H Cuadro individual y dobles                              | Lucie Nguyen Tan 6–4, 7–5                                      | Nicole Rivkin                             |
| 7 de marzo  | Amiens, Francia Arcilla (en pista cubierta) W15+H Cuadro individual y dobles                              | Océane Babel Lucie Nguyen Tan 6–3, 6–4                         | Tatiana Pieri Federica Rossi              |
| 7 de marzo  | Monastir, Túnez Dura W15 Cuadro individual y dobles                                                       | Céline Naef 3–6, 6–2, 7–5                                      | Lara Schmidt                              |
| 7 de marzo  | Monastir, Túnez Dura W15 Cuadro individual y dobles                                                       | Michika Ozeki Lauren Proctor 7–5, 7–6(9–7)                     | Julia Terziyska Eliessa Vanlangendonck    |
| 7 de marzo  | Naples, Estados Unidos Arcilla W15 Cuadro individual y dobles                                             | Madison Sieg 6–2, 1–0, ret.                                    | Samantha Crawford                         |
| 7 de marzo  | Naples, Estados Unidos Arcilla W15 Cuadro individual y dobles                                             | Līga Dekmeijere Maria Kononova 6–7(0–7), 6–3, [19–17]          | Qavia Lopez Madison Sieg                  |
| 14 de marzo | Anapoima, Colombia Arcilla W25 Cuadro individual y dobles                                                 | Marina Melnikova 6–2, 6–1                                      | Paula Ormaechea                           |
| 14 de marzo | Anapoima, Colombia Arcilla W25 Cuadro individual y dobles                                                 | Ylena In-Albon Réka Luca Jani 1–6, 6–3, [10–7]                 | María Carlé Laura Pigossi                 |
| 14 de marzo | Antalya, Turquía Arcilla W25 Cuadro individual y dobles                                                   | Petra Marčinko 1–6, 6–4, 6–4                                   | Elisabetta Cocciaretto                    |
| 14 de marzo | Antalya, Turquía Arcilla W25 Cuadro individual y dobles                                                   | Diana Shnaider Amarissa Kiara Tóth 6–4, 6–2                    | Amina Anshba Maria Timofeeva              |
| 14 de marzo | Sharm El Sheikh, Egipto Dura W15 Cuadro individual y dobles                                               | Elena-Teodora Cadar 7–5, 6–3                                   | Elisabetta Cocciaretto                    |
| 14 de marzo | Sharm El Sheikh, Egipto Dura W15 Cuadro individual y dobles                                               | Eudice Chong Cody Wong Hong-yi 6–3, 6–3                        | Karola Bejenaru Martha Matoula            |
| 14 de marzo | Gonesse, Francia Arcilla (en pista cubierta) W15 Cuadro individual y dobles                               | Lara Salden 6–2, 7–6(8–6)                                      | Sofia Nami Samavati                       |
| 14 de marzo | Gonesse, Francia Arcilla (en pista cubierta) W15 Cuadro individual y dobles                               | Flavie Brugnone Tamara Čurović 6–2, 6–3                        | Julia Middendorf Nicole Rivkin            |
| 14 de marzo | Marrakech, Marruecos Arcilla W15 Cuadro individual y dobles                                               | Eleonora Alvisi 6–3, 6–1                                       | Clervie Ngounoue                          |
| 14 de marzo | Marrakech, Marruecos Arcilla W15 Cuadro individual y dobles                                               | Naïma Karamoko Inês Murta 6–2, 6–7(2–7), [10–5]                | Lucija Ćirić Bagarić Clervie Ngounoue     |
| 14 de marzo | Palma Nova, España Arcilla W15 Cuadro individual y dobles                                                 | Guiomar Maristany 6–3, 6–2                                     | Solana Sierra                             |
| 14 de marzo | Palma Nova, España Arcilla W15 Cuadro individual y dobles                                                 | Veronika Erjavec Nina Potočnik 7–5, 6–3                        | Angelica Moratelli Aurora Zantedeschi     |
| 14 de marzo | Monastir, Túnez Dura W15 Cuadro individual y dobles                                                       | Sakura Hosogi 6–3, 6–3                                         | Manon Léonard                             |
| 14 de marzo | Monastir, Túnez Dura W15 Cuadro individual y dobles                                                       | Elena Milovanović Eliessa Vanlangendonck 6–4, 6–7(4–7), [10–3] | Anri Nagata Kisa Yoshioka                 |
| 21 de marzo | ACT Clay Court International Canberra, Australia Arcilla W60 Cuadro individual y dobles                   | Moyuka Uchijima 6–2, 6–2                                       | Olivia Gadecki                            |
| 21 de marzo | ACT Clay Court International Canberra, Australia Arcilla W60 Cuadro individual y dobles                   | Han Na-lae Jang Su-jeong 3–6, 6–2, [10–5]                      | Yuki Naito Moyuka Uchijima                |
| 21 de marzo | Medellín, Colombia Arcilla W25 Cuadro individual y dobles                                                 | Suzan Lamens 6–4, 6–2                                          | Ylena In-Albon                            |
| 21 de marzo | Medellín, Colombia Arcilla W25 Cuadro individual y dobles                                                 | Conny Perrin Daniela Seguel 6–2, 5–7, [10–8]                   | María Lourdes Carlé Laura Pigossi         |
| 21 de marzo | Le Havre, Francia Arcilla (en pista cubierta) W25 Cuadro individual y dobles                              | Tamara Korpatsch 3–6, 6–2, 6–2                                 | Anna Blinkova                             |
| 21 de marzo | Le Havre, Francia Arcilla (en pista cubierta) W25 Cuadro individual y dobles                              | Cristina Bucșa Georgina García Pérez 6–4, 6–3                  | Diāna Marcinkēviča Chiara Scholl          |
| 21 de marzo | Sharm El Sheikh, Egipto Dura W15 Cuadro individual y dobles                                               | Mariia Tkacheva 6–4, 6–2                                       | Liu Fangzhou                              |
| 21 de marzo | Sharm El Sheikh, Egipto Dura W15 Cuadro individual y dobles                                               | Dasha Ivanova Stéphanie Visscher 6–7(8–10), 7–6(8–6), [10–7]   | Jeong Bo-young Lee Eun-hye                |
| 21 de marzo | Marrakech, Marruecos Arcilla W15 Cuadro individual y dobles                                               | Carlota Martínez Círez 6–2, 6–0                                | Chantal Sauvant                           |
| 21 de marzo | Marrakech, Marruecos Arcilla W15 Cuadro individual y dobles                                               | Naïma Karamoko Inês Murta 6–2, 6–4                             | Melania Delai Pia Lovrič                  |
| 21 de marzo | Palma Nova, España Arcilla W15 Cuadro individual y dobles                                                 | Jéssica Bouzas Maneiro 6–4, 6–1                                | Yvonne Cavallé Reimers                    |
| 21 de marzo | Palma Nova, España Arcilla W15 Cuadro individual y dobles                                                 | Angelica Moratelli Aurora Zantedeschi 7–5, 6–2                 | Bianca Elena Bărbulescu Briana Szabó      |
| 21 de marzo | Monastir, Túnez Dura W15 Cuadro individual y dobles                                                       | Sakura Hosogi 3–6, 6–2, 6–1                                    | Emily Welker                              |
| 21 de marzo | Monastir, Túnez Dura W15 Cuadro individual y dobles                                                       | Andrė Lukošiūtė Eliz Maloney Walkover                          | Lu Jingjing Wang Meiling                  |
| 21 de marzo | Antalya, Turquía Arcilla W15 Cuadro individual y dobles                                                   | Lisa Pigato 6–2, 3–6, 3–1, ret.                                | İlay Yörük                                |
| 21 de marzo | Antalya, Turquía Arcilla W15 Cuadro individual y dobles                                                   | Ksenia Laskutova Amarissa Kiara Tóth 7–6(7–4), 1–6, [10–7]     | Sapfo Sakellaridi Anastasia Zolotareva    |
| 28 de marzo | ACT Clay Court International Canberra, Australia Arcilla W60 Cuadro individual y dobles                   | Jang Su-jeong 6–7(3–7), 6–1, 6–4                               | Yuki Naito                                |
| 28 de marzo | ACT Clay Court International Canberra, Australia Arcilla W60 Cuadro individual y dobles                   | Ankita Raina Arina Rodionova 4–6, 6–2, [11–9]                  | Fernanda Contreras Alana Parnaby          |
| 28 de marzo | Open de Seine-et-Marne Croissy-Beaubourg, Francia Dura (en pista cubierta) W60 Cuadro individual y dobles | Linda Nosková 6–3, 6–4                                         | Léolia Jeanjean                           |
| 28 de marzo | Open de Seine-et-Marne Croissy-Beaubourg, Francia Dura (en pista cubierta) W60 Cuadro individual y dobles | Isabelle Haverlag Justina Mikulskytė 6–4, 6–2                  | Sofya Lansere Oksana Selekhmeteva         |
| 28 de marzo | Tuks International Pretoria, Sudáfrica Dura W60 Cuadro individual y dobles                                | Anastasia Tikhonova 5–7, 6–3, 6–3                              | Lina Glushko                              |
| 28 de marzo | Tuks International Pretoria, Sudáfrica Dura W60 Cuadro individual y dobles                                | Eudice Chong Cody Wong Hong-yi 7–5, 5–7, [13–11]               | Tímea Babos Valeria Savinykh              |
| 28 de marzo | Sharm El Sheikh, Egipto Dura W15 Cuadro individual y dobles                                               | Lee Pei-chi 6–4, 6–7(6–8), 6–3                                 | Lee Ya-hsuan                              |
| 28 de marzo | Sharm El Sheikh, Egipto Dura W15 Cuadro individual y dobles                                               | Linda Klimovičová Dominika Šalková 6–1, 6–4                    | Mei Hasegawa Saki Imamura                 |
| 28 de marzo | Monastir, Túnez Dura W15 Cuadro individual y dobles                                                       | Sakura Hosogi 6–4, 1–6, 6–3                                    | Joanna Garland                            |
| 28 de marzo | Monastir, Túnez Dura W15 Cuadro individual y dobles                                                       | Yasmine Mansouri Nina Radovanovic 7–5, 6–3                     | Wang Meiling Yao Xinxin                   |
| 28 de marzo | Antalya, Turquía Arcilla W15 Cuadro individual y dobles                                                   | Sapfo Sakellaridi 6–4, 6–3                                     | Deborah Chiesa                            |
| 28 de marzo | Antalya, Turquía Arcilla W15 Cuadro individual y dobles                                                   | Vlada Koval Daria Lodikova 6–4, 3–6, [10–4]                    | Julia Avdeeva Sapfo Sakellaridi           |

### Torneos en abril
| 4 de abril  | Oeiras Ladies Open Oeiras, Portugal Arcilla W80 Cuadro individual y dobles                                    | Elisabetta Cocciaretto 7–6(7–5), 2–6, 7–5                                                | Viktoriya Tomova                                                                         |
| 4 de abril  | Oeiras Ladies Open Oeiras, Portugal Arcilla W80 Cuadro individual y dobles                                    | Katarzyna Piter Kimberley Zimmermann 6–1, 6–1                                            | Katharina Gerlach Natalija Stevanović                                                    |
| 4 de abril  | Tuks International Pretoria, Sudáfrica Dura W25 Cuadro individual y dobles                                    | Eudice Chong vs La competencia de individuales y dobles se abandonó debido al mal tiempo | Eudice Chong vs La competencia de individuales y dobles se abandonó debido al mal tiempo |
| 4 de abril  | Tuks International Pretoria, Sudáfrica Dura W25 Cuadro individual y dobles                                    | Eudice Chong / Cody Wong Hong-yi vs Anna Rogers / Christina Rosca                        |                                                                                          |
| 4 de abril  | Chiang Rai, Tailandia Dura W25 Cuadro individual y dobles                                                     | Alex Eala 6–4, 6–2                                                                       | Luksika Kumkhum                                                                          |
| 4 de abril  | Chiang Rai, Tailandia Dura W25 Cuadro individual y dobles                                                     | Kyōka Okamura Peangtarn Plipuech 4–6, 6–3, [10–5]                                        | Ma Yexin Xun Fangying                                                                    |
| 4 de abril  | Sharm El Sheikh, Egipto Dura W15 Cuadro individual y dobles                                                   | Liu Fangzhou 6–2, 7–6(7–5)                                                               | Yang Yidi                                                                                |
| 4 de abril  | Sharm El Sheikh, Egipto Dura W15 Cuadro individual y dobles                                                   | Gabriella Mujan María Fernanda Navarro 6–3, 7–5                                          | Dasha Ivanova Stéphanie Visscher                                                         |
| 4 de abril  | Monastir, Túnez Dura W15 Cuadro individual y dobles                                                           | Joanna Garland 7–5, 6–1                                                                  | Rebeka Stolmár                                                                           |
| 4 de abril  | Monastir, Túnez Dura W15 Cuadro individual y dobles                                                           | Wang Meiling Yao Xinxin 6–2, 4–6, [10–3]                                                 | Victoria Muntean Rebeka Stolmár                                                          |
| 4 de abril  | Antalya, Turquía Arcilla W15 Cuadro individual y dobles                                                       | Mirra Andreeva 6–7(6–8), 6–0, 6–2                                                        | Martina Colmegna                                                                         |
| 4 de abril  | Antalya, Turquía Arcilla W15 Cuadro individual y dobles                                                       | Vlada Koval Gergana Topalova 7–6(11–9), 6–2                                              | Ksenia Laskutova Sapfo Sakellaridi                                                       |
| 11 de abril | U.S. Pro Women's Clay Court Championships Palm Harbor, Estados Unidos Arcilla W100 Cuadro individual y dobles | Katie Volynets 6–4, 6–3                                                                  | Wang Xiyu                                                                                |
| 11 de abril | U.S. Pro Women's Clay Court Championships Palm Harbor, Estados Unidos Arcilla W100 Cuadro individual y dobles | Sophie Chang Angela Kulikov 6–4, 3–6, [10–8]                                             | Irina Bara Lucrezia Stefanini                                                            |
| 11 de abril | Bellinzona Ladies Open Bellinzona, Suiza Arcilla W60 Cuadro individual y dobles                               | Raluca Șerban 6–3, 6–0                                                                   | Ekaterine Gorgodze                                                                       |
| 11 de abril | Bellinzona Ladies Open Bellinzona, Suiza Arcilla W60 Cuadro individual y dobles                               | Alicia Barnett Olivia Nicholls 6–7(7–9), 6–4, [10–7]                                     | Xenia Knoll Oksana Selekhmeteva                                                          |
| 11 de abril | Calvi, Francia Dura W25+H Cuadro individual y dobles                                                          | Léolia Jeanjean 6–2, 6–2                                                                 | Tessah Andrianjafitrimo                                                                  |
| 11 de abril | Calvi, Francia Dura W25+H Cuadro individual y dobles                                                          | Sofya Lansere Valeriya Strakhova 6–4, 7–6(7–5)                                           | Estelle Cascino Jessika Ponchet                                                          |
| 11 de abril | Santa Margherita di Pula, Italia Arcilla W25 Cuadro individual y dobles                                       | Eva Vedder 6–2, 6–3                                                                      | Lina Gjorcheska                                                                          |
| 11 de abril | Santa Margherita di Pula, Italia Arcilla W25 Cuadro individual y dobles                                       | Lina Gjorcheska Eva Vedder 7–5, 6–2                                                      | Lea Bošković Tena Lukas                                                                  |
| 11 de abril | Oeiras, Portugal Arcilla W25 Cuadro individual y dobles                                                       | Diana Shnaider 6–4, 6–2                                                                  | Martina Di Giuseppe                                                                      |
| 11 de abril | Oeiras, Portugal Arcilla W25 Cuadro individual y dobles                                                       | Jéssica Bouzas Maneiro Guiomar Maristany 3–6, 6–4, [10–8]                                | Francisca Jorge Matilde Jorge                                                            |
| 11 de abril | Chiang Rai, Tailandia Dura W25 Cuadro individual y dobles                                                     | Luksika Kumkhum 6–3, 6–3                                                                 | Peangtarn Plipuech                                                                       |
| 11 de abril | Chiang Rai, Tailandia Dura W25 Cuadro individual y dobles                                                     | Gozal Ainitdinova Maria Timofeeva 2–6, 7–5, [10–4]                                       | Momoko Kobori Luksika Kumkhum                                                            |
| 11 de abril | Nottingham, Reino Unido Dura W25 Cuadro individual y dobles                                                   | Eudice Chong 6–2, 0–0, ret.                                                              | Jana Fett                                                                                |
| 11 de abril | Nottingham, Reino Unido Dura W25 Cuadro individual y dobles                                                   | Eudice Chong Cody Wong Hong-yi 6–2, 6–3                                                  | Isabelle Haverlag Ioana Loredana Roșca                                                   |
| 11 de abril | Cairo, Egipto Arcilla W15 Cuadro individual y dobles                                                          | Antonia Schmidt 6–4, 6–7(6–8), 7–6(7–4)                                                  | Giulia Crescenzi                                                                         |
| 11 de abril | Cairo, Egipto Arcilla W15 Cuadro individual y dobles                                                          | Ilinca Amariei Carolina Kuhl 6–2, 2–6, [10–3]                                            | Diletta Cherubini Emily Welker                                                           |
| 11 de abril | Monastir, Túnez Dura W15 Cuadro individual y dobles                                                           | Angelica Raggi 6–3, 3–6, 7–5                                                             | Francesca Curmi                                                                          |
| 11 de abril | Monastir, Túnez Dura W15 Cuadro individual y dobles                                                           | Dasha Ivanova Ekaterina Yashina 6–4, 6–7(1–7), [10–4]                                    | Oyinlomo Quadre Yang Yidi                                                                |
| 11 de abril | Antalya, Turquía Arcilla W15 Cuadro individual y dobles                                                       | Mirra Andreeva 7–5, 6–2                                                                  | Silvia Ambrosio                                                                          |
| 11 de abril | Antalya, Turquía Arcilla W15 Cuadro individual y dobles                                                       | Vanessa Ersöz Doğa Türkmen 7–6(7–2), 3–6, [10–5]                                         | Ksenia Laskutova Gergana Topalova                                                        |
| 18 de abril | Chiasso Open Chiasso, Suiza Arcilla W60 Cuadro individual y dobles                                            | Lucia Bronzetti 2–6, 6–3, 6–3                                                            | Simona Waltert                                                                           |
| 18 de abril | Chiasso Open Chiasso, Suiza Arcilla W60 Cuadro individual y dobles                                            | Anastasia Dețiuc Miriam Kolodziejová 6–3, 1–6, [10–8]                                    | Aliona Bolsova Oksana Selekhmeteva                                                       |
| 18 de abril | Boar's Head Resort Women's Open Charlottesville, Estados Unidos Arcilla W60 Cuadro individual y dobles        | Louisa Chirico 6–4, 6–3                                                                  | Wang Xiyu                                                                                |
| 18 de abril | Boar's Head Resort Women's Open Charlottesville, Estados Unidos Arcilla W60 Cuadro individual y dobles        | Sophie Chang Angela Kulikov 2–6, 6–3, [10–4]                                             | Valentini Grammatikopoulou Alycia Parks                                                  |
| 18 de abril | Santa Margherita di Pula, Italia Arcilla W25 Cuadro individual y dobles                                       | Camilla Rosatello 6–3, 6–4                                                               | Ekaterina Reyngold                                                                       |
| 18 de abril | Santa Margherita di Pula, Italia Arcilla W25 Cuadro individual y dobles                                       | Darya Astakhova Ekaterina Reyngold 7–6(8–6), 6–4                                         | Anna Turati Bianca Turati                                                                |
| 18 de abril | Monastir, Túnez Dura W25 Cuadro individual y dobles                                                           | Zhu Lin 6–1, 4–6, 6–4                                                                    | Victoria Mboko                                                                           |
| 18 de abril | Monastir, Túnez Dura W25 Cuadro individual y dobles                                                           | Estelle Cascino Jessika Ponchet 6–0, 4–6, [10–7]                                         | Polina Kudermetova Sofya Lansere                                                         |
| 18 de abril | Nottingham, Reino Unido Dura W25 Cuadro individual y dobles                                                   | Eden Silva 6–4, 6–4                                                                      | Robin Montgomery                                                                         |
| 18 de abril | Nottingham, Reino Unido Dura W25 Cuadro individual y dobles                                                   | Gabriela Knutson Katarína Strešnáková 7–6(7–5), 6–3                                      | Lauryn John-Baptiste Alice Robbe                                                         |
| 18 de abril | Orlando USTA Pro Circuit Event Orlando, Estados Unidos Arcilla W25 Cuadro individual y dobles                 | Mirjam Björklund 6–3, 6–4                                                                | Alexandra Cadanțu                                                                        |
| 18 de abril | Orlando USTA Pro Circuit Event Orlando, Estados Unidos Arcilla W25 Cuadro individual y dobles                 | Catherine Harrison Maegan Manasse 6–1, 6–0                                               | Hsieh Yu-chieh Hsu Chieh-yu                                                              |
| 18 de abril | Piracicaba, Brasil Arcilla W15 Cuadro individual y dobles                                                     | Bianca Behúlová 2–6, 6–1, 6–4                                                            | Jana Kolodynska                                                                          |
| 18 de abril | Piracicaba, Brasil Arcilla W15 Cuadro individual y dobles                                                     | Sabastiani León Laetitia Pulchartová 6–4, 7–6(7–4)                                       | Fernanda Astete Marie Mettraux                                                           |
| 18 de abril | Cairo, Egipto Arcilla W15 Cuadro individual y dobles                                                          | Anastasia Zolotareva 7–5, 6–3                                                            | Emily Welker                                                                             |
| 18 de abril | Cairo, Egipto Arcilla W15 Cuadro individual y dobles                                                          | Diletta Cherubini Mariia Tkacheva 3–6, 6–3, [10–8]                                       | Émeline Dartron Lucie Nguyen Tan                                                         |
| 18 de abril | Shymkent, Kazajistán Arcilla W15 Cuadro individual y dobles                                                   | Diana Shnaider 6–2, 7–5                                                                  | Ekaterina Maklakova                                                                      |
| 18 de abril | Shymkent, Kazajistán Arcilla W15 Cuadro individual y dobles                                                   | Zhibek Kulambayeva Anastasia Sukhotina 6–1, 6–4                                          | Ekaterina Maklakova Ksenia Zaytseva                                                      |
| 18 de abril | Chiang Rai, Tailandia Dura W15 Cuadro individual y dobles                                                     | Luksika Kumkhum 6–0, 6–1                                                                 | Talia Gibson                                                                             |
| 18 de abril | Chiang Rai, Tailandia Dura W15 Cuadro individual y dobles                                                     | Catherine Aulia Talia Gibson 6–3, 7–6(7–5)                                               | Ma Yexin Xun Fangying                                                                    |
| 18 de abril | Antalya, Turquía Arcilla W15 Cuadro individual y dobles                                                       | Julia Middendorf 6–1, 4–1, ret.                                                          | Victoria Kan                                                                             |
| 18 de abril | Antalya, Turquía Arcilla W15 Cuadro individual y dobles                                                       | Misaki Matsuda Riko Sawayanagi 7–6(7–1), 6–2                                             | Rina Saigo Yukina Saigo                                                                  |
| 25 de abril | LTP Charleston Pro Tennis Charleston, Estados Unidos Arcilla W100 Cuadro individual y dobles                  | Taylor Townsend 6–3, 6–2                                                                 | Wang Xiyu                                                                                |
| 25 de abril | LTP Charleston Pro Tennis Charleston, Estados Unidos Arcilla W100 Cuadro individual y dobles                  | Katarzyna Kawa Aldila Sutjiadi 6–1, 6–4                                                  | Sophie Chang Angela Kulikov                                                              |
| 25 de abril | Zagreb Ladies Open Zagreb, Croacia Arcilla W60 Cuadro individual y dobles                                     | Jule Niemeier 6–2, 6–2                                                                   | Réka Luca Jani                                                                           |
| 25 de abril | Zagreb Ladies Open Zagreb, Croacia Arcilla W60 Cuadro individual y dobles                                     | Anastasia Dețiuc Katarina Zavatska 6–4, 6–7(5–7), [11–9]                                 | Lina Gjorcheska Irina Khromacheva                                                        |
| 25 de abril | Edge Istanbul Estambul, Turquía Arcilla W60 Cuadro individual y dobles                                        | Diana Shnaider 7–5, 7–5                                                                  | Nikola Bartůňková                                                                        |
| 25 de abril | Edge Istanbul Estambul, Turquía Arcilla W60 Cuadro individual y dobles                                        | Maja Chwalińska Jesika Malečková 2–6, 6–4, [10–7]                                        | Berfu Cengiz Anastasia Tikhonova                                                         |
| 25 de abril | Cairo, Egipto Arcilla W25 Cuadro individual y dobles                                                          | Anastasia Zolotareva 7–6(7–5), 7–6(7–4)                                                  | Séléna Janicijevic                                                                       |
| 25 de abril | Cairo, Egipto Arcilla W25 Cuadro individual y dobles                                                          | Océane Babel Weronika Falkowska 6–4, 6–1                                                 | Caijsa Hennemann Mariia Tkacheva                                                         |
| 25 de abril | Santa Margherita di Pula, Italia Arcilla W25 Cuadro individual y dobles                                       | Arantxa Rus 6–4, 6–4                                                                     | Marie Benoît                                                                             |
| 25 de abril | Santa Margherita di Pula, Italia Arcilla W25 Cuadro individual y dobles                                       | Justina Mikulskytė Nika Radišić 4–6, 7–5, [10–7]                                         | Leyre Romero Gormaz Arantxa Rus                                                          |
| 25 de abril | Monastir, Túnez Dura W25 Cuadro individual y dobles                                                           | Nigina Abduraimova 3–6, 6–2, 6–2                                                         | Yvonne Cavallé Reimers                                                                   |
| 25 de abril | Monastir, Túnez Dura W25 Cuadro individual y dobles                                                           | Nigina Abduraimova Hiroko Kuwata 6–1, 3–6, [12–10]                                       | Paige Hourigan Valeria Savinykh                                                          |
| 25 de abril | São Paulo, Brasil Arcilla W15 Cuadro individual y dobles                                                      | Martina Capurro Taborda 6–1, 6–3                                                         | Nadine Keller                                                                            |
| 25 de abril | São Paulo, Brasil Arcilla W15 Cuadro individual y dobles                                                      | Martina Capurro Taborda Fernanda Labraña 6–2, 6–1                                        | Fernanda Astete Marian Gómez Pezuela Cano                                                |
| 25 de abril | Shymkent, Kazajistán Arcilla W15 Cuadro individual y dobles                                                   | Tatiana Barkova 6–2, 6–4                                                                 | Zhibek Kulambayeva                                                                       |
| 25 de abril | Shymkent, Kazajistán Arcilla W15 Cuadro individual y dobles                                                   | Zhibek Kulambayeva Stéphanie Visscher 7–6(7–4), 6–1                                      | Zhanel Rustemova Aruzhan Sagandikova                                                     |
| 25 de abril | Chiang Rai, Tailandia Dura W15 Cuadro individual y dobles                                                     | Ma Yexin 6–4, 6–1                                                                        | Haruna Arakawa                                                                           |
| 25 de abril | Chiang Rai, Tailandia Dura W15 Cuadro individual y dobles                                                     | Gao Xinyu Xun Fangying 6–3, 7–6(7–4)                                                     | Maggie Ng Wu Ho-ching                                                                    |
| 25 de abril | Antalya, Turquía Arcilla W15 Cuadro individual y dobles                                                       | Ksenia Laskutova 6–3, 2–6, 6–4                                                           | Inês Murta                                                                               |
| 25 de abril | Antalya, Turquía Arcilla W15 Cuadro individual y dobles                                                       | Ksenia Laskutova Misaki Matsuda 7–5, 6–4                                                 | Rina Saigo Yukina Saigo                                                                  |

### Torneos en mayo
| 2 de mayo  | Wiesbaden Tennis Open Wiesbaden, Alemania Arcilla W100 Cuadro individual y dobles                                       | Danka Kovinić 6–3, 7–6(7–0)                                    | Nastasja Schunk                                 |
| 2 de mayo  | Wiesbaden Tennis Open Wiesbaden, Alemania Arcilla W100 Cuadro individual y dobles                                       | Amina Anshba Panna Udvardy 6–2, 6–4                            | Andrea Gámiz Eva Vedder                         |
| 2 de mayo  | FineMark Women's Pro Tennis Championship Bonita Springs, Estados Unidos Arcilla W100 Cuadro individual y dobles         | Gabriela Lee 6–1, 6–3                                          | Katarzyna Kawa                                  |
| 2 de mayo  | FineMark Women's Pro Tennis Championship Bonita Springs, Estados Unidos Arcilla W100 Cuadro individual y dobles         | Tímea Babos Nao Hibino 6–4, 3–6, [10–7]                        | Olga Govortsova Katarzyna Kawa                  |
| 2 de mayo  | I.ČLTK Prague Open Praga, República Checa Arcilla W60 Cuadro individual y dobles                                        | Maja Chwalińska 7–5, 6–3                                       | Ekaterine Gorgodze                              |
| 2 de mayo  | I.ČLTK Prague Open Praga, República Checa Arcilla W60 Cuadro individual y dobles                                        | Bárbara Gatica Rebeca Pereira 6–4, 6–2                         | Miriam Kolodziejová Jesika Malečková            |
| 2 de mayo  | Koper Open Koper, Eslovenia Arcilla W60 Cuadro individual y dobles                                                      | Kathinka von Deichmann 3–6, 6–3, 6–2                           | Andrea Lázaro García                            |
| 2 de mayo  | Koper Open Koper, Eslovenia Arcilla W60 Cuadro individual y dobles                                                      | Xenia Knoll Samantha Murray Sharan 6–3, 6–2                    | Conny Perrin Joanne Züger                       |
| 2 de mayo  | Split, Croacia Arcilla W25 Cuadro individual y dobles                                                                   | Anastasia Kulikova 7–6(7–4), 6–1                               | Yuki Naito                                      |
| 2 de mayo  | Split, Croacia Arcilla W25 Cuadro individual y dobles                                                                   | Lea Bošković Veronika Erjavec 4–6, 6–1, [10–2]                 | Mana Kawamura Funa Kozaki                       |
| 2 de mayo  | Santa Margherita di Pula, Italia Arcilla W25 Cuadro individual y dobles                                                 | Sára Bejlek 7–6(7–4), 6–1                                      | Weronika Falkowska                              |
| 2 de mayo  | Santa Margherita di Pula, Italia Arcilla W25 Cuadro individual y dobles                                                 | Angelica Moratelli Camilla Rosatello 6–4, 7–5                  | Francisca Jorge Matilde Jorge                   |
| 2 de mayo  | Tosa de Mar, España Carpet W25+H Cuadro individual y dobles                                                             | Rosa Vicens Mas 7–5, 6–3                                       | Isabella Kruger                                 |
| 2 de mayo  | Tosa de Mar, España Carpet W25+H Cuadro individual y dobles                                                             | Marina Bassols Ribera Ioana Loredana Roșca 7–5, 6–0            | Yvonne Cavallé Reimers Celia Cerviño Ruiz       |
| 2 de mayo  | Båstad, Suecia Arcilla W25 Cuadro individual y dobles                                                                   | İpek Öz 6–3, 6–1                                               | Irina Khromacheva                               |
| 2 de mayo  | Båstad, Suecia Arcilla W25 Cuadro individual y dobles                                                                   | Mona Barthel Caijsa Hennemann 6–1, 6–4                         | Julie Belgraver Fanny Östlund                   |
| 2 de mayo  | Monastir, Túnez Dura W25 Cuadro individual y dobles                                                                     | Adithya Karunaratne 6–3, 6–3                                   | Sakura Hosogi                                   |
| 2 de mayo  | Monastir, Túnez Dura W25 Cuadro individual y dobles                                                                     | Liu Fangzhou Erika Sema 6–3, 6–2                               | Nigina Abduraimova Aleksandra Pospelova         |
| 2 de mayo  | Nottingham, Reino Unido Dura W25 Cuadro individual y dobles                                                             | Sonay Kartal 6–1, 6–0                                          | Danielle Lao                                    |
| 2 de mayo  | Nottingham, Reino Unido Dura W25 Cuadro individual y dobles                                                             | Mana Ayukawa Alana Parnaby 7–5, 6–4                            | Eudice Chong Cody Wong Hong-yi                  |
| 2 de mayo  | Daytona Beach, Estados Unidos Arcilla W25 Cuadro individual y dobles                                                    | Katrina Scott 6–2, 6–4                                         | Reese Brantmeier                                |
| 2 de mayo  | Daytona Beach, Estados Unidos Arcilla W25 Cuadro individual y dobles                                                    | Hsieh Yu-chieh Hsu Chieh-yu 7–5, 6–0                           | Chelsea Fontenel Hina Inoue                     |
| 2 de mayo  | Curitiba, Brasil Arcilla W15 Cuadro individual y dobles                                                                 | Bianca Behúlová 6–4, 7–6(7–2)                                  | Martina Capurro Taborda                         |
| 2 de mayo  | Curitiba, Brasil Arcilla W15 Cuadro individual y dobles                                                                 | Martina Capurro Taborda Fernanda Labraña 6–1, 6–4              | Ana Filipa Santos Noelia Zeballos               |
| 2 de mayo  | Cairo, Egipto Arcilla W15 Cuadro individual y dobles                                                                    | Yang Ya-yi 6–3, 6–3                                            | Melanie Klaffner                                |
| 2 de mayo  | Cairo, Egipto Arcilla W15 Cuadro individual y dobles                                                                    | Melanie Klaffner Anastasia Zolotareva 6–1, 7–5                 | Océane Babel Noa Liauw a Fong                   |
| 2 de mayo  | Antalya, Turquía Arcilla W15 Cuadro individual y dobles                                                                 | Rina Saigo 6–3, 6–0                                            | Daria Lodikova                                  |
| 2 de mayo  | Antalya, Turquía Arcilla W15 Cuadro individual y dobles                                                                 | Dia Evtimova Inês Murta 6–0, 6–2                               | Rina Saigo Yukina Saigo                         |
| 9 de mayo  | Torneig Internacional de Tennis Femení Solgironès La Bisbal d'Empordà, España Arcilla W100+H Cuadro individual y dobles | Wang Xinyu 3–6, 7–6(7–0), 6–0                                  | Erika Andreeva                                  |
| 9 de mayo  | Torneig Internacional de Tennis Femení Solgironès La Bisbal d'Empordà, España Arcilla W100+H Cuadro individual y dobles | Victoria Jiménez Kasintseva Renata Zarazúa 6–4, 2–6, [10–8]    | Alicia Barnett Olivia Nicholls                  |
| 9 de mayo  | Open Saint-Gaudens Occitanie Saint-Gaudens, Francia Arcilla W60 Cuadro individual y dobles                              | Ylena In-Albon 4–6, 6–4, 6–3                                   | Carolina Alves                                  |
| 9 de mayo  | Open Saint-Gaudens Occitanie Saint-Gaudens, Francia Arcilla W60 Cuadro individual y dobles                              | Fernanda Contreras Lulu Sun 7–5, 6–2                           | Valentini Grammatikopoulou Anastasia Tikhonova  |
| 9 de mayo  | Osijek, Croacia Arcilla W25 Cuadro individual y dobles                                                                  | Dominika Šalková 6–1, 6–2                                      | Antonia Ružić                                   |
| 9 de mayo  | Osijek, Croacia Arcilla W25 Cuadro individual y dobles                                                                  | Mana Kawamura Funa Kozaki 6–3, 2–6, [10–8]                     | Jessie Aney Ingrid Gamarra Martins              |
| 9 de mayo  | Santa Margherita di Pula, Italia Arcilla W25 Cuadro individual y dobles                                                 | Darja Semenistaja 6–4, 4–6, 6–1                                | Irina Khromacheva                               |
| 9 de mayo  | Santa Margherita di Pula, Italia Arcilla W25 Cuadro individual y dobles                                                 | Francisca Jorge Matilde Jorge 7–5, 0–6, [11–9]                 | Martina Colmegna Lisa Pigato                    |
| 9 de mayo  | Varberg, Suecia Arcilla W25 Cuadro individual y dobles                                                                  | Sofia Samavati 1–6, 6–1, 6–4                                   | Malene Helgø                                    |
| 9 de mayo  | Varberg, Suecia Arcilla W25 Cuadro individual y dobles                                                                  | Jacqueline Cabaj Awad Caijsa Hennemann 6–1, 6–3                | June Björk Julita Saner                         |
| 9 de mayo  | Nottingham, Reino Unido Dura W25 Cuadro individual y dobles                                                             | Sonay Kartal 6–3, 6–1                                          | Joanna Garland                                  |
| 9 de mayo  | Nottingham, Reino Unido Dura W25 Cuadro individual y dobles                                                             | Naiktha Bains Maia Lumsden 3–6, 7–6(8–6), [11–9]               | Kimberly Birrell Alexandra Osborne              |
| 9 de mayo  | Sarasota, Estados Unidos Arcilla W25 Cuadro individual y dobles                                                         | Elizabeth Halbauer 7–5, 6–2                                    | Ashlyn Krueger                                  |
| 9 de mayo  | Sarasota, Estados Unidos Arcilla W25 Cuadro individual y dobles                                                         | Ma Yexin Akvilė Paražinskaitė 6–2, 7–5                         | Hsieh Yu-chieh Hsu Chieh-yu                     |
| 9 de mayo  | São Paulo, Brasil Arcilla W15 Cuadro individual y dobles                                                                | Martina Capurro Taborda 2–6, 6–3, 6–0                          | Noelia Zeballos                                 |
| 9 de mayo  | São Paulo, Brasil Arcilla W15 Cuadro individual y dobles                                                                | Martina Capurro Taborda Fernanda Labraña 7–6(7–1), 3–6, [10–7] | Romina Ccuno Noelia Zeballos                    |
| 9 de mayo  | Cairo, Egipto Arcilla W15 Cuadro individual y dobles                                                                    | Noma Noha Akugue 6–1, 6–1                                      | Yang Ya-yi                                      |
| 9 de mayo  | Cairo, Egipto Arcilla W15 Cuadro individual y dobles                                                                    | Yasmin Ezzat Noa Liauw a Fong 3–6, 6–3, [11–9]                 | Noma Noha Akugue Ani Vangelova                  |
| 9 de mayo  | Heraklion, Grecia Arcilla W15 Cuadro individual y dobles                                                                | Tilwith Di Girolami 6–1, 6–4                                   | Michaela Laki                                   |
| 9 de mayo  | Heraklion, Grecia Arcilla W15 Cuadro individual y dobles                                                                | Michaela Laki Dimitra Pavlou 6–4, 7–6(7–3)                     | Ivana Šebestová Franziska Sziedat               |
| 9 de mayo  | Cancún, México Dura W15 Cuadro individual y dobles                                                                      | Jessica Hinojosa Gómez 6–4, 6–4                                | Rachel Gailis                                   |
| 9 de mayo  | Cancún, México Dura W15 Cuadro individual y dobles                                                                      | Saki Imamura Tsao Chia-yi 6–3, 6–1                             | Melissa Morales Kirsten-Andrea Weedon           |
| 9 de mayo  | Monastir, Túnez Dura W15 Cuadro individual y dobles                                                                     | Liu Fangzhou 6–4, 7–5                                          | Ayumi Koshiishi                                 |
| 9 de mayo  | Monastir, Túnez Dura W15 Cuadro individual y dobles                                                                     | Kristina Paskauskas Wei Sijia 6–3, 7–6(7–4)                    | Liu Fangzhou Wang Meiling                       |
| 9 de mayo  | Antalya, Turquía Arcilla W15 Cuadro individual y dobles                                                                 | Yana Karpovich 6–2, 6–4                                        | Valeriya Yushchenko                             |
| 9 de mayo  | Antalya, Turquía Arcilla W15 Cuadro individual y dobles                                                                 | Yana Karpovich Daria Lodikova 7–5, 6–7(2–7), [10–8]            | Evialina Laskevich Izabelle Persson             |
| 16 de mayo | Trofeo BMW Cup Roma, Italia Arcilla W60 Cuadro individual y dobles                                                      | Tena Lukas 6–1, 6–4                                            | Bárbara Gatica                                  |
| 16 de mayo | Trofeo BMW Cup Roma, Italia Arcilla W60 Cuadro individual y dobles                                                      | Matilde Paoletti Lisa Pigato 6–3, 7–6(9–7)                     | Darya Astakhova Daniela Vismane                 |
| 16 de mayo | Pelham Racquet Club Pro Classic Pelham, Estados Unidos Arcilla W60 Cuadro individual y dobles                           | María Carlé 6–1, 6–1                                           | Elvina Kalieva                                  |
| 16 de mayo | Pelham Racquet Club Pro Classic Pelham, Estados Unidos Arcilla W60 Cuadro individual y dobles                           | Carolyn Ansari Ariana Arseneault 7–5, 6–1                      | Reese Brantmeier Elvina Kalieva                 |
| 16 de mayo | Warmbad-Villach, Austria Arcilla W25 Cuadro individual y dobles                                                         | Sinja Kraus 7–5, 3–6, 6–4                                      | Weronika Falkowska                              |
| 16 de mayo | Warmbad-Villach, Austria Arcilla W25 Cuadro individual y dobles                                                         | Lea Bošković Veronika Erjavec 3–6, 6–3, [11–9]                 | Miharu Imanishi Kanako Morisaki                 |
| 16 de mayo | Akko, Israel Dura W25 Cuadro individual y dobles                                                                        | Haruna Arakawa 6–4, 6–2                                        | Elena-Teodora Cadar                             |
| 16 de mayo | Akko, Israel Dura W25 Cuadro individual y dobles                                                                        | Nicole Khirin Shavit Kimchi 5–7, 7–5, [10–8]                   | Haruna Arakawa Natsuho Arakawa                  |
| 16 de mayo | Montemor-o-Novo, Portugal Dura W25 Cuadro individual y dobles                                                           | Alice Robbe 6–1, 6–2                                           | Pemra Özgen                                     |
| 16 de mayo | Montemor-o-Novo, Portugal Dura W25 Cuadro individual y dobles                                                           | Francisca Jorge Matilde Jorge 6–3, 6–4                         | Alana Parnaby Prarthana Thombare                |
| 16 de mayo | Playa de Aro, España Arcilla W25 Cuadro individual y dobles                                                             | Guiomar Maristany 7–6(7–2), 6–4                                | Jéssica Bouzas Maneiro                          |
| 16 de mayo | Playa de Aro, España Arcilla W25 Cuadro individual y dobles                                                             | Ángela Fita Boluda Andrea Gámiz 6–4, 3–6, [10–3]               | Isabelle Haverlag Valeriya Strakhova            |
| 16 de mayo | Naples, Estados Unidos Arcilla W25 Cuadro individual y dobles                                                           | Kayla Day 6–1, 6–1                                             | Ana Sofía Sánchez                               |
| 16 de mayo | Naples, Estados Unidos Arcilla W25 Cuadro individual y dobles                                                           | Anna Rogers Christina Rosca 6–1, 6–4                           | Rasheeda McAdoo Ana Sofía Sánchez               |
| 16 de mayo | Oran, Argelia Arcilla W15 Cuadro individual y dobles                                                                    | Inès Ibbou 6–4, 6–2                                            | Lexie Stevens                                   |
| 16 de mayo | Oran, Argelia Arcilla W15 Cuadro individual y dobles                                                                    | Luisa Meyer auf der Heide Lexie Stevens 6–0, 6–1               | Elena Jamshidi Divine Dasam Nweke               |
| 16 de mayo | Cairo, Egipto Arcilla W15 Cuadro individual y dobles                                                                    | Barbora Matúšová 6–2, 7–5                                      | Noma Noha Akugue                                |
| 16 de mayo | Cairo, Egipto Arcilla W15 Cuadro individual y dobles                                                                    | Diletta Cherubini Antonia Schmidt 6–1, 6–2                     | Elizaveta Masnaia Sofiia Nagornaia              |
| 16 de mayo | Heraklion, Grecia Arcilla W15 Cuadro individual y dobles                                                                | Lola Radivojević 6–3, 6–3                                      | Martha Matoula                                  |
| 16 de mayo | Heraklion, Grecia Arcilla W15 Cuadro individual y dobles                                                                | Michaela Laki Lola Radivojević 6–1, 4–6, [10–8]                | Gabriella Da Silva-Fick Stéphanie Visscher      |
| 16 de mayo | Cancún, México Dura W15 Cuadro individual y dobles                                                                      | Dasha Ivanova 0–6, 6–3, 6–4                                    | Wu Ho-ching                                     |
| 16 de mayo | Cancún, México Dura W15 Cuadro individual y dobles                                                                      | Saki Imamura Miho Kuramochi 3–6, 6–3, [10–8]                   | Kariann Pierre-Louis Kelly Williford            |
| 16 de mayo | Monastir, Túnez Dura W15 Cuadro individual y dobles                                                                     | Ayumi Morita 7–6(7–4), 7–5                                     | Yao Xinxin                                      |
| 16 de mayo | Monastir, Túnez Dura W15 Cuadro individual y dobles                                                                     | Wei Sijia Yao Xinxin 6–1, 6–1                                  | Mei Hasegawa Chihiro Takayama                   |
| 16 de mayo | Antalya, Turquía Arcilla W15 Cuadro individual y dobles                                                                 | Daria Lodikova 6–2, 6–4                                        | Valeriya Yushchenko                             |
| 16 de mayo | Antalya, Turquía Arcilla W15 Cuadro individual y dobles                                                                 | Martina Colmegna Dia Evtimova 6–2, 3–6, [10–8]                 | Doğa Türkmen Melis Ayda Uyar                    |
| 23 de mayo | Città di Grado Tennis Cup Grado, Italia Arcilla W60 Cuadro individual y dobles                                          | Elisabetta Cocciaretto 6–2, 6–2                                | Ylena In-Albon                                  |
| 23 de mayo | Città di Grado Tennis Cup Grado, Italia Arcilla W60 Cuadro individual y dobles                                          | Alena Fomina-Klotz Dalila Jakupović 6–1, 6–4                   | Eudice Chong Liang En-shuo                      |
| 23 de mayo | Orlando USTA Pro Circuit Event Orlando, Estados Unidos Dura W60 Cuadro individual y dobles                              | Robin Anderson 7–5, 6–4                                        | Sachia Vickery                                  |
| 23 de mayo | Orlando USTA Pro Circuit Event Orlando, Estados Unidos Dura W60 Cuadro individual y dobles                              | Sophie Chang Angela Kulikov 6–3, 2–6, [10–6]                   | Hanna Chang Elizabeth Mandlik                   |
| 23 de mayo | Tbilisi, Georgia Dura W25 Cuadro individual y dobles                                                                    | Anna Brogan 6–3, 6–3                                           | Kristina Dmitruk                                |
| 23 de mayo | Tbilisi, Georgia Dura W25 Cuadro individual y dobles                                                                    | Nefisa Berberović Lu Jiajing 6–2, 4–6, [10–7]                  | Arlinda Rushiti Tess Sugnaux                    |
| 23 de mayo | Netanya, Israel Dura W25 Cuadro individual y dobles                                                                     | Priscilla Hon 6–1, 6–3                                         | Yanina Wickmayer                                |
| 23 de mayo | Netanya, Israel Dura W25 Cuadro individual y dobles                                                                     | Haruna Arakawa Natsuho Arakawa 6–2, 6–4                        | Emilie Lindh Nicole Nadel                       |
| 23 de mayo | Oran, Argelia Arcilla W15 Cuadro individual y dobles                                                                    | Lexie Stevens 7–6(7–4), ret.                                   | Inès Ibbou                                      |
| 23 de mayo | Oran, Argelia Arcilla W15 Cuadro individual y dobles                                                                    | Amira Benaïssa Inès Ibbou Walkover                             | Luisa Meyer auf der Heide Lexie Stevens         |
| 23 de mayo | Annenheim, Austria Arcilla W15 Cuadro individual y dobles                                                               | Silvia Ambrosio 6–1, 6–4                                       | Valeriia Olianovskaia                           |
| 23 de mayo | Annenheim, Austria Arcilla W15 Cuadro individual y dobles                                                               | Miharu Imanishi Kanako Morisaki 6–2, 6–4                       | Sebastianna Scilipoti Ingrid Vojčináková        |
| 23 de mayo | Heraklion, Grecia Arcilla W15 Cuadro individual y dobles                                                                | Lola Radivojević 6–0, 6–2                                      | Dimitra Pavlou                                  |
| 23 de mayo | Heraklion, Grecia Arcilla W15 Cuadro individual y dobles                                                                | Noelia Bouzó Zanotti Ani Vangelova 3–6, 6–4, [10–4]            | Elena Korokozidi Ellie Logotheti                |
| 23 de mayo | Cancún, México Dura W15 Cuadro individual y dobles                                                                      | Stacey Fung 6–4, 7–5                                           | Saki Imamura                                    |
| 23 de mayo | Cancún, México Dura W15 Cuadro individual y dobles                                                                      | Sophia Graver Malkia Ngounoue 6–2, 6–4                         | Stacey Fung Dasha Ivanova                       |
| 23 de mayo | Krško, Eslovenia Arcilla W15 Cuadro individual y dobles                                                                 | Aneta Kučmová 7–5, 6–1                                         | Kristina Novak                                  |
| 23 de mayo | Krško, Eslovenia Arcilla W15 Cuadro individual y dobles                                                                 | Aneta Kučmová Manca Pislak 6–1, 6–2                            | Victoria Borodulina Sashi Kempster              |
| 23 de mayo | Santa Margarida de Montbui, España Dura W15 Cuadro individual y dobles                                                  | Nahia Berecoechea 7–6(7–5), 6–3                                | Olga Parres Azcoitia                            |
| 23 de mayo | Santa Margarida de Montbui, España Dura W15 Cuadro individual y dobles                                                  | Shin Ji-ho Celine Simunyu 7–6(7–3), 6–3                        | Franciasca Curmi Mihaela Đaković                |
| 23 de mayo | Monastir, Túnez Dura W15 Cuadro individual y dobles                                                                     | Ayumi Morita 7–5, 6–0                                          | Milana Zhabrailova                              |
| 23 de mayo | Monastir, Túnez Dura W15 Cuadro individual y dobles                                                                     | Wei Sijia Yao Xinxin 6–3, 6–3                                  | Valeria Koussenkova Milana Zhabrailova          |
| 23 de mayo | Antalya, Turquía Arcilla W15 Cuadro individual y dobles                                                                 | Tatiana Barkova 7–6(7–4), 7–5                                  | Federica Bilardo                                |
| 23 de mayo | Antalya, Turquía Arcilla W15 Cuadro individual y dobles                                                                 | Viktoriya Petrenko Doğa Türkmen 7–5, 6–7(3–7), [14–12]         | Amarissa Kiara Tóth İlay Yörük                  |
| 30 de mayo | Surbiton Trophy Surbiton, Reino Unido Césped W100 Cuadro individual y dobles                                            | Alison Van Uytvanck 7–6(7–3), 6–2                              | Arina Rodionova                                 |
| 30 de mayo | Surbiton Trophy Surbiton, Reino Unido Césped W100 Cuadro individual y dobles                                            | Ingrid Neel Rosalie van der Hoek 6–3, 6–3                      | Fernanda Contreras Catherine Harrison           |
| 30 de mayo | Internazionali Femminili di Brescia Brescia, Italia Arcilla W60 Cuadro individual y dobles                              | Ángela Fita Boluda 6–2, 6–0                                    | Despina Papamichail                             |
| 30 de mayo | Internazionali Femminili di Brescia Brescia, Italia Arcilla W60 Cuadro individual y dobles                              | Nuria Brancaccio Lisa Pigato 6–4, 6–1                          | Zhibek Kulambayeva Diāna Marcinkēviča           |
| 30 de mayo | Brașov Open Brașov, Rumania Arcilla W60 Cuadro individual y dobles                                                      | Jaimee Fourlis 7–6(7–0), 6–2                                   | İpek Öz                                         |
| 30 de mayo | Brașov Open Brașov, Rumania Arcilla W60 Cuadro individual y dobles                                                      | Jesika Malečková Isabella Shinikova 7–6(7–5), 6–3              | Veronika Erjavec Weronika Falkowska             |
| 30 de mayo | Annenheim, Austria Arcilla W25 Cuadro individual y dobles                                                               | Laura Siegemund 6–3, 6–2                                       | Lena Papadakis                                  |
| 30 de mayo | Annenheim, Austria Arcilla W25 Cuadro individual y dobles                                                               | Jessie Aney Lena Papadakis 1–6, 6–3, [11–9]                    | Martha Matoula Arina Vasilescu                  |
| 30 de mayo | Tbilisi, Georgia Dura W25 Cuadro individual y dobles                                                                    | Anastasia Zakharova 6–4, 6–0                                   | Kristina Dmitruk                                |
| 30 de mayo | Tbilisi, Georgia Dura W25 Cuadro individual y dobles                                                                    | Angelina Gabueva Anastasia Zakharova 6–1, 6–2                  | Darya Astakhova Anna Kubareva                   |
| 30 de mayo | Changwon, Corea del Sur Dura W25 Cuadro individual y dobles                                                             | Kurumi Nara 6–3, 6–1                                           | Han Na-lae                                      |
| 30 de mayo | Changwon, Corea del Sur Dura W25 Cuadro individual y dobles                                                             | Choi Ji-hee Han Na-lae 6–3, 4–6, [15–13]                       | Lee Ya-hsuan Wu Fang-hsien                      |
| 30 de mayo | Chiang Rai, Tailandia Dura W25 Cuadro individual y dobles                                                               | Gao Xinyu 6–3, 6–3                                             | Peangtarn Plipuech                              |
| 30 de mayo | Chiang Rai, Tailandia Dura W25 Cuadro individual y dobles                                                               | Momoko Kobori Luksika Kumkhum 6–3, 6–3                         | Misaki Matsuda Naho Sato                        |
| 30 de mayo | Heraklion, Grecia Arcilla W15 Cuadro individual y dobles                                                                | Kajsa Rinaldo Persson 4–6, 6–4, 6–4                            | Irina Balus                                     |
| 30 de mayo | Heraklion, Grecia Arcilla W15 Cuadro individual y dobles                                                                | Eleni Christofi Gabriella Da Silva-Fick 6–0, 6–1               | Mariia Bergen Beatris Spasova                   |
| 30 de mayo | Cancún, México Dura W15 Cuadro individual y dobles                                                                      | Stacey Fung 6–3, 6–3                                           | Saki Imamura                                    |
| 30 de mayo | Cancún, México Dura W15 Cuadro individual y dobles                                                                      | La competición de dobles se suspendió debido al mal tiempo     |                                                 |
| 30 de mayo | Čatež ob Savi, Eslovenia Arcilla W15 Cuadro individual y dobles                                                         | Vivian Wolff 6–2, 6–7(0–7), 6–4                                | Ania Hertel                                     |
| 30 de mayo | Čatež ob Savi, Eslovenia Arcilla W15 Cuadro individual y dobles                                                         | Li Yu-yun Anna Zyryanova 6–4, 7–5                              | Bianca Behúlová Katarína Kužmová                |
| 30 de mayo | Monastir, Túnez Dura W15 Cuadro individual y dobles                                                                     | Alice Tubello 6–3, 7–6(7–4)                                    | Honoka Kobayashi                                |
| 30 de mayo | Monastir, Túnez Dura W15 Cuadro individual y dobles                                                                     | Kristina Paskauskas Wei Sijia 6–1, 6–2                         | Ashmitha Easwaramurthi Mei Hasegawa             |
| 30 de mayo | Rancho Santa Fe, Estados Unidos Dura W15 Cuadro individual y dobles                                                     | Talia Gibson 7–6(7–4), 3–6, 7–6(7–5)                           | Maria Kozyreva                                  |
| 30 de mayo | Rancho Santa Fe, Estados Unidos Dura W15 Cuadro individual y dobles                                                     | Maria Kozyreva Veronica Miroshnichenko 6–1, 6–3                | Solymar Colling Claudia de Las Heras Armenteras |

### Torneos en junio
| 6 de junio  | Carinthian Ladies Lake's Trophy Pörtschach am Wörthersee, Austria Arcilla W60 Cuadro individual y dobles   | Laura Siegemund 6–2, 6–2                                        | Viktória Kužmová                               |
| 6 de junio  | Carinthian Ladies Lake's Trophy Pörtschach am Wörthersee, Austria Arcilla W60 Cuadro individual y dobles   | Jessie Aney Anna Sisková 6–3, 6–4                               | Jenny Dürst Weronika Falkowska                 |
| 6 de junio  | Open de Biarritz Biarritz, Francia Arcilla W60 Cuadro individual y dobles                                  | Mina Hodzic 6–3, 6–3                                            | Lucie Nguyen Tan                               |
| 6 de junio  | Open de Biarritz Biarritz, Francia Arcilla W60 Cuadro individual y dobles                                  | Anna Danilina Valeriya Strakhova 2–6, 6–3, [14–12]              | María Carlé Maria Timofeeva                    |
| 6 de junio  | Internazionali Femminili di Tennis Città di Caserta Caserta, Italia Arcilla W60 Cuadro individual y dobles | Kristina Mladenovic 6–4, 4–6, 7–6(7–3)                          | Camilla Rosatello                              |
| 6 de junio  | Internazionali Femminili di Tennis Città di Caserta Caserta, Italia Arcilla W60 Cuadro individual y dobles | Despina Papamichail Camilla Rosatello 4–6, 6–2, [10–6]          | Francisca Jorge Matilde Jorge                  |
| 6 de junio  | Santo Domingo, República Dominicana Dura W25 Cuadro individual y dobles                                    | Jana Kolodynska 6–0, ret.                                       | Victoria Duval                                 |
| 6 de junio  | Santo Domingo, República Dominicana Dura W25 Cuadro individual y dobles                                    | Tiphanie Fiquet Mell Reasco 6–4, 6–4                            | Hina Inoue Taylor Ng                           |
| 6 de junio  | Tbilisi, Georgia Dura W25 Cuadro individual y dobles                                                       | Anastasia Zakharova 6–2, 3–6, 6–2                               | Darya Astakhova                                |
| 6 de junio  | Tbilisi, Georgia Dura W25 Cuadro individual y dobles                                                       | Angelina Gabueva Anastasia Zakharova 6–4, 6–3                   | Polina Kudermetova Sofya Lansere               |
| 6 de junio  | Incheon, Corea del Sur Dura W25 Cuadro individual y dobles                                                 | Carol Zhao 6–4, 6–1                                             | Mayuka Aikawa                                  |
| 6 de junio  | Incheon, Corea del Sur Dura W25 Cuadro individual y dobles                                                 | Choi Ji-hee Han Na-lae 5–7, 6–4, [10–6]                         | Lee Ya-hsuan Wu Fang-hsien                     |
| 6 de junio  | Madrid, España Dura W25 Cuadro individual y dobles                                                         | Jaimee Fourlis 6–4, 6–2                                         | Guiomar Maristany                              |
| 6 de junio  | Madrid, España Dura W25 Cuadro individual y dobles                                                         | Yvonne Cavallé Reimers Guiomar Maristany 6–4, 6–4               | Jacqueline Cabaj Awad Valeria Savinykh         |
| 6 de junio  | Chiang Rai, Tailandia Dura W25 Cuadro individual y dobles                                                  | Gao Xinyu 6–1, 1–6, 6–3                                         | Nao Hibino                                     |
| 6 de junio  | Chiang Rai, Tailandia Dura W25 Cuadro individual y dobles                                                  | Rutuja Bhosale Erika Sema 6–1, 6–3                              | Haruna Arakawa Natsuho Arakawa                 |
| 6 de junio  | Banja Luka, Bosnia y Herzegovina Arcilla W15 Cuadro individual y dobles                                    | Aneta Kučmová 6–3, 6–2                                          | Katarína Kužmová                               |
| 6 de junio  | Banja Luka, Bosnia y Herzegovina Arcilla W15 Cuadro individual y dobles                                    | Katarína Kužmová Nina Radovanovic 6–4, 6–2                      | Laura Böhner Giorgia Pinto                     |
| 6 de junio  | Norges-la-Ville, Francia Dura W15 Cuadro individual y dobles                                               | Alice Tubello 4–6, 6–0, 6–3                                     | Inès Nicault                                   |
| 6 de junio  | Norges-la-Ville, Francia Dura W15 Cuadro individual y dobles                                               | Anastasiia Gureva Luciana Moyano 6–0, 6–0                       | Natalia Orlova Lucie Wargnier                  |
| 6 de junio  | Monastir, Túnez Dura W15 Cuadro individual y dobles                                                        | Franciasca Curmi 6–2, 6–4                                       | Yao Xinxin                                     |
| 6 de junio  | Monastir, Túnez Dura W15 Cuadro individual y dobles                                                        | Wei Sijia Yao Xinxin 6–0, 6–1                                   | Abigail Amos Arabella Koller                   |
| 6 de junio  | San Diego, Estados Unidos Dura W15 Cuadro individual y dobles                                              | Han Jiangxue 6–2, 4–6, 6–4                                      | Yang Ya-yi                                     |
| 6 de junio  | San Diego, Estados Unidos Dura W15 Cuadro individual y dobles                                              | Kimmi Hance Makenna Jones 6–3, 6–3                              | Maria Kozyreva Veronica Miroshnichenko         |
| 13 de junio | Ilkley Trophy Ilkley, Reino Unido Césped W100 Cuadro individual y dobles                                   | Dalma Gálfi 7–5, 4–6, 6–3                                       | Jodie Burrage                                  |
| 13 de junio | Ilkley Trophy Ilkley, Reino Unido Césped W100 Cuadro individual y dobles                                   | Lizette Cabrera Jang Su-jeong 6–7(7–9), 6–0, [11–9]             | Naiktha Bains Maia Lumsden                     |
| 13 de junio | Macha Lake Open Česká Lípa, República Checa Arcilla W60 Cuadro individual y dobles                         | Sára Bejlek 6–4, 6–4                                            | Jesika Malečková                               |
| 13 de junio | Macha Lake Open Česká Lípa, República Checa Arcilla W60 Cuadro individual y dobles                         | Karolína Kubáňová Aneta Kučmová 6–2, 7–6(11–9)                  | Nuria Brancaccio Despina Papamichail           |
| 13 de junio | Open ITF Arcadis Brezo Osuna Madrid, España Dura W60 Cuadro individual y dobles                            | Marina Bassols Ribera 6–4, 7–5                                  | Alex Eala                                      |
| 13 de junio | Open ITF Arcadis Brezo Osuna Madrid, España Dura W60 Cuadro individual y dobles                            | Anna Danilina Anastasia Tikhonova 6–4, 6–2                      | Lu Jiajing You Xiaodi                          |
| 13 de junio | Pörtschach am Wörthersee, Austria Arcilla W25 Cuadro individual y dobles                                   | Sinja Kraus 6–1, 1–6, 6–2                                       | Ivana Jorović                                  |
| 13 de junio | Pörtschach am Wörthersee, Austria Arcilla W25 Cuadro individual y dobles                                   | Michaela Bayerlová Tina Cvetkovič 6–3, 6–3                      | Caijsa Hennemann Martyna Kubka                 |
| 13 de junio | Santo Domingo, República Dominicana Dura W25 Cuadro individual y dobles                                    | Hurricane Tyra Black 6–3, 6–3                                   | Jana Kolodynska                                |
| 13 de junio | Santo Domingo, República Dominicana Dura W25 Cuadro individual y dobles                                    | Alicia Herrero Liñana Melany Krywoj 6–2, 6–4                    | Gabriela Knutson Katarína Strešnáková          |
| 13 de junio | Denain, Francia Arcilla W25 Cuadro individual y dobles                                                     | Leyre Romero Gormaz 6–4, 3–6, 6–4                               | Aliona Bolsova                                 |
| 13 de junio | Denain, Francia Arcilla W25 Cuadro individual y dobles                                                     | Katharina Hobgarski Valeriya Strakhova 6–0, 6–4                 | Kamilla Bartone Anita Wagner                   |
| 13 de junio | Ra'anana, Israel Dura W25 Cuadro individual y dobles                                                       | Polina Kudermetova 4–6, 6–4, 7–5                                | Maria Timofeeva                                |
| 13 de junio | Ra'anana, Israel Dura W25 Cuadro individual y dobles                                                       | Lee Ya-hsuan Wu Fang-hsien 6–3, 6–1                             | Chihiro Muramatsu Rebeka Stolmár               |
| 13 de junio | Sumter, Estados Unidos Dura W25 Cuadro individual y dobles                                                 | Sophie Chang 6–2, 4–6, 7–6(7–5)                                 | Hanna Chang                                    |
| 13 de junio | Sumter, Estados Unidos Dura W25 Cuadro individual y dobles                                                 | Kylie Collins Peyton Stearns 6–3, 5–7, [10–7]                   | Allura Zamarripa Maribella Zamarripa           |
| 13 de junio | Chiang Rai, Tailandia Dura W15 Cuadro individual y dobles                                                  | Naho Sato 6–4, 6–2                                              | Mananchaya Sawangkaew                          |
| 13 de junio | Chiang Rai, Tailandia Dura W15 Cuadro individual y dobles                                                  | Anri Nagata Naho Sato 6–2, 6–4                                  | Liu Fangzhou Xun Fangying                      |
| 13 de junio | Monastir, Túnez Dura W15 Cuadro individual y dobles                                                        | Franciasca Curmi 6–2, 4–6, 7–5                                  | Sayaka Ishii                                   |
| 13 de junio | Monastir, Túnez Dura W15 Cuadro individual y dobles                                                        | Cho I-hsuan Matilde Mariani 7–5, 6–1                            | Chloé Cirotte Marie Villet                     |
| 13 de junio | San Diego, Estados Unidos Dura W15 Cuadro individual y dobles                                              | Makenna Jones 3–6, 6–3, 6–3                                     | Megan McCray                                   |
| 13 de junio | San Diego, Estados Unidos Dura W15 Cuadro individual y dobles                                              | Bunyawi Thamchaiwat Yang Ya-yi 6–3, 6–4                         | Sara Daavettila Makenna Jones                  |
| 20 de junio | Périgueux, Francia Arcilla W25 Cuadro individual y dobles                                                  | Séléna Janicijevic 6–3, 6–2                                     | Katharina Hobgarski                            |
| 20 de junio | Périgueux, Francia Arcilla W25 Cuadro individual y dobles                                                  | Rebeca Pereira Daniela Seguel 6–4, 6–1                          | Emily Appleton Alexandra Osborne               |
| 20 de junio | Gurugram, India Dura W25 Cuadro individual y dobles                                                        | Karman Thandi 6–4, 2–6, 6–1                                     | Sofia Costoulas                                |
| 20 de junio | Gurugram, India Dura W25 Cuadro individual y dobles                                                        | Saki Imamura Priska Madelyn Nugroho 6–4, 7–5                    | Momoko Kobori Misaki Matsuda                   |
| 20 de junio | Ra'anana, Israel Dura W25 Cuadro individual y dobles                                                       | Maria Timofeeva 6–1, 6–2                                        | Valeria Savinykh                               |
| 20 de junio | Ra'anana, Israel Dura W25 Cuadro individual y dobles                                                       | Sofya Lansere Maria Timofeeva 6–3, 7–6(7–5)                     | Elena-Teodora Cadar Fanny Stollár              |
| 20 de junio | Cantanhede, Portugal Carpet W25 Cuadro individual y dobles                                                 | Francisca Jorge 7–5, 7–5                                        | Vitalia Diatchenko                             |
| 20 de junio | Cantanhede, Portugal Carpet W25 Cuadro individual y dobles                                                 | Jessy Rompies Olivia Tjandramulia 6–2, 7–6(7–1)                 | Ingrid Gamarra Martins Emily Webley-Smith      |
| 20 de junio | Prokuplje, Serbia Arcilla W25 Cuadro individual y dobles                                                   | Natália Szabanin 6–4, 7–6(7–5)                                  | Tara Würth                                     |
| 20 de junio | Prokuplje, Serbia Arcilla W25 Cuadro individual y dobles                                                   | Zhibek Kulambayeva Prarthana Thombare Walkover                  | Leyre Romero Gormaz Tara Würth                 |
| 20 de junio | Ystad, Suecia Arcilla W25 Cuadro individual y dobles                                                       | Darja Semenistaja 3–6, 6–3, 6–1                                 | Sofia Samavati                                 |
| 20 de junio | Ystad, Suecia Arcilla W25 Cuadro individual y dobles                                                       | Caijsa Hennemann Martyna Kubka 4–6, 7–5, [10–7]                 | Ashley Lahey Lisa Zaar                         |
| 20 de junio | Klosters, Suiza Arcilla W25 Cuadro individual y dobles                                                     | Brenda Fruhvirtová 7–5, 7–5                                     | Michaela Bayerlová                             |
| 20 de junio | Klosters, Suiza Arcilla W25 Cuadro individual y dobles                                                     | Miriam Bulgaru Brenda Fruhvirtová 6–0, 6–1                      | Tayisiya Morderger Yana Morderger              |
| 20 de junio | Wichita, Estados Unidos Dura W25 Cuadro individual y dobles                                                | Elizabeth Mandlik 6–3, 6–3                                      | Kayla Day                                      |
| 20 de junio | Wichita, Estados Unidos Dura W25 Cuadro individual y dobles                                                | Allura Zamarripa Maribella Zamarripa 6–4, 6–2                   | Carolyn Ansari Ariana Arseneault               |
| 20 de junio | Alkmaar, Países Bajos Arcilla W15 Cuadro individual y dobles                                               | Maileen Nuudi 6–2, 5–7, 6–4                                     | Chiara Scholl                                  |
| 20 de junio | Alkmaar, Países Bajos Arcilla W15 Cuadro individual y dobles                                               | Valeriia Olianovskaia Stefania Rogozińska Dzik 6–3, 5–7, [10–6] | Chiara Scholl Lexie Stevens                    |
| 20 de junio | Bucharest, Rumania Arcilla W15 Cuadro individual y dobles                                                  | Chantal Sauvant 6–7(4–7), 6–3, 6–2                              | Anastasiia Gureva                              |
| 20 de junio | Bucharest, Rumania Arcilla W15 Cuadro individual y dobles                                                  | Simona Ogescu Mihaela Tsoneva 6–4, 6–2                          | Giorgia Pinto Gaia Squarcialupi                |
| 20 de junio | Chiang Rai, Tailandia Dura W15 Cuadro individual y dobles                                                  | Ramu Ueda 2–6, 6–2, 7–6(7–3)                                    | Thasaporn Naklo                                |
| 20 de junio | Chiang Rai, Tailandia Dura W15 Cuadro individual y dobles                                                  | Chompoothip Jundakate Tamachan Momkoonthod Walkover             | Anchisa Chanta Patcharin Cheapchandej          |
| 20 de junio | Monastir, Túnez Dura W15 Cuadro individual y dobles                                                        | Wei Sijia 6–3, 6–3                                              | Eri Shimizu                                    |
| 20 de junio | Monastir, Túnez Dura W15 Cuadro individual y dobles                                                        | Wei Sijia Yao Xinxin 6–3, 6–3                                   | Yuka Hosoki Eri Shimizu                        |
| 20 de junio | Colorado Springs, Estados Unidos Dura W15 Cuadro individual y dobles                                       | Katarina Kozarov 6–3, 6–4                                       | Veronica Miroshnichenko                        |
| 20 de junio | Colorado Springs, Estados Unidos Dura W15 Cuadro individual y dobles                                       | Carmen Corley Ivana Corley 7–6(7–4), 6–2                        | Daria Kuczer Veronica Miroshnichenko           |
| 27 de junio | LTP Charleston Pro Tennis Charleston, Estados Unidos Arcilla W100 Cuadro individual y dobles               | Carol Zhao 3–6, 6–4, 6–4                                        | Himeno Sakatsume                               |
| 27 de junio | LTP Charleston Pro Tennis Charleston, Estados Unidos Arcilla W100 Cuadro individual y dobles               | Alycia Parks Sachia Vickery 6–4, 5–7, [10–5]                    | Tímea Babos Marcela Zacarías                   |
| 27 de junio | Open International Féminin de Montpellier Montpellier, Francia Arcilla W60 Cuadro individual y dobles      | Oksana Selekhmeteva 6–3, 5–7, 7–5                               | Kateryna Baindl                                |
| 27 de junio | Open International Féminin de Montpellier Montpellier, Francia Arcilla W60 Cuadro individual y dobles      | Andrea Gámiz Andrea Lázaro García 6–4, 2–6, [13–11]             | Estelle Cascino Irina Khromacheva              |
| 27 de junio | Stuttgart-Vaihingen, Alemania Arcilla W25 Cuadro individual y dobles                                       | Katharina Hobgarski 7–5, 6–2                                    | Sinja Kraus                                    |
| 27 de junio | Stuttgart-Vaihingen, Alemania Arcilla W25 Cuadro individual y dobles                                       | Ángela Fita Boluda Emily Seibold 6–4, 7–6(7–5)                  | Weronika Falkowska Anna Sisková                |
| 27 de junio | Gurugram, India Dura W25 Cuadro individual y dobles                                                        | Sahaja Yamalapalli 6–3, 7–6(7–5)                                | Viktória Morvayová                             |
| 27 de junio | Gurugram, India Dura W25 Cuadro individual y dobles                                                        | Priska Madelyn Nugroho Ankita Raina 3–6, 6–0, [10–6]            | Momoko Kobori Misaki Matsuda                   |
| 27 de junio | Tarvisio, Italia Arcilla W25 Cuadro individual y dobles                                                    | Tara Würth 7–5, 6–0                                             | Lea Bošković                                   |
| 27 de junio | Tarvisio, Italia Arcilla W25 Cuadro individual y dobles                                                    | Lea Bošković Veronika Erjavec 6–1, 6–7(5–7), [10–7]             | Ilona Georgiana Ghioroaie Oana Georgeta Simion |
| 27 de junio | The Hague, Países Bajos Arcilla W25 Cuadro individual y dobles                                             | Natália Szabanin 7–6(7–3), 6–4                                  | Magali Kempen                                  |
| 27 de junio | The Hague, Países Bajos Arcilla W25 Cuadro individual y dobles                                             | Jasmijn Gimbrère Isabelle Haverlag 6–2, 6–4                     | Nikki Redelijk Bente Spee                      |
| 27 de junio | Porto, Portugal Dura W25 Cuadro individual y dobles                                                        | Pemra Özgen 6–3, 2–6, 6–2                                       | Eva Guerrero Álvarez                           |
| 27 de junio | Porto, Portugal Dura W25 Cuadro individual y dobles                                                        | Lee Ya-hsuan Wu Fang-hsien 5–7, 6–4, [10–1]                     | Lu Jiajing Alana Parnaby                       |
| 27 de junio | Palma del Río, España Dura W25+H Cuadro individual y dobles                                                | Marina Bassols Ribera 5–7, 6–4, 6–3                             | Jessika Ponchet                                |
| 27 de junio | Palma del Río, España Dura W25+H Cuadro individual y dobles                                                | Valeria Savinykh Fanny Stollár 7–6(7–3), 6–2                    | Celia Cerviño Ruiz Justina Mikulskytė          |
| 27 de junio | Columbus, Estados Unidos Dura W25 Cuadro individual y dobles                                               | Katrina Scott 7–5, 6–3                                          | Peyton Stearns                                 |
| 27 de junio | Columbus, Estados Unidos Dura W25 Cuadro individual y dobles                                               | Irina Cantos Siemers Sydni Ratliff 6–2, 5–7, [10–4]             | Madeline Atway Danielle Willson                |
| 27 de junio | Prokuplje, Serbia Arcilla W15 Cuadro individual y dobles                                                   | Lola Radivojević 6–2, 6–3                                       | Luisa Meyer auf der Heide                      |
| 27 de junio | Prokuplje, Serbia Arcilla W15 Cuadro individual y dobles                                                   | Katerina Dimitrova Maria Sholokhova 7–6(7–4), 6–2               | Polina Bakhmutkina Daria Lodikova              |
| 27 de junio | Monastir, Túnez Dura W15 Cuadro individual y dobles                                                        | Manon Léonard 6–2, 6–2                                          | Yasmine Mansouri                               |
| 27 de junio | Monastir, Túnez Dura W15 Cuadro individual y dobles                                                        | Yuka Hosoki Eri Shimizu 6–3, 6–2                                | Diana Chehoudi Yasmine Mansouri                |
| 27 de junio | Los Angeles, Estados Unidos Dura W15 Cuadro individual y dobles                                            | Eryn Cayetano 5–7, 6–4, 6–3                                     | Iva Jovic                                      |
| 27 de junio | Los Angeles, Estados Unidos Dura W15 Cuadro individual y dobles                                            | Eryn Cayetano Salma Ewing 6–3, 4–6, [10–8]                      | Bunyawi Thamchaiwat Yang Ya-yi                 |

### Torneos en julio
| 4 de julio  | Reinert Open Versmold, Alemania Arcilla W100 Cuadro individual y dobles                                     | Linda Nosková 6–1, 6–3                                       | Ysaline Bonaventure                            |
| 4 de julio  | Reinert Open Versmold, Alemania Arcilla W100 Cuadro individual y dobles                                     | Anna Danilina Arianne Hartono 6–7(4–7), 6–4, [10–6]          | Ankita Raina Rosalie van der Hoek              |
| 4 de julio  | Amstelveen Women's Open Amstelveen, Países Bajos Arcilla W60 Cuadro individual y dobles                     | Simona Waltert 7–6(12–10), 6–0                               | Emma Navarro                                   |
| 4 de julio  | Amstelveen Women's Open Amstelveen, Países Bajos Arcilla W60 Cuadro individual y dobles                     | Aliona Bolsova Guiomar Maristany 6–2, 6–2                    | Michaela Bayerlová Aneta Laboutková            |
| 4 de julio  | Corroios-Seixal, Portugal Dura W25 Cuadro individual y dobles                                               | Lesley Pattinama Kerkhove 6–4, 6–4                           | Lina Glushko                                   |
| 4 de julio  | Corroios-Seixal, Portugal Dura W25 Cuadro individual y dobles                                               | Justina Mikulskytė Cody Wong Hong-yi 6–2, 7–5                | Lee Ya-hsuan Wu Fang-hsien                     |
| 4 de julio  | Guecho, España Arcilla W25 Cuadro individual y dobles                                                       | Séléna Janicijevic 4–6, 6–4, 7–5                             | Sapfo Sakellaridi                              |
| 4 de julio  | Guecho, España Arcilla W25 Cuadro individual y dobles                                                       | Jéssica Bouzas Maneiro Leyre Romero Gormaz 7–5, 6–0          | Park So-hyun Sapfo Sakellaridi                 |
| 4 de julio  | Casablanca, Marruecos Arcilla W15 Cuadro individual y dobles                                                | Chantal Sauvant 7–6(7–2), 6–4                                | Nadine Keller                                  |
| 4 de julio  | Casablanca, Marruecos Arcilla W15 Cuadro individual y dobles                                                | Anastasiia Gureva Laïa Petretic 6–1, 6–2                     | Paula Arias Manjón Marie Mettraux              |
| 4 de julio  | Monastir, Túnez Dura W15 Cuadro individual y dobles                                                         | Yasmine Mansouri 6–2, 6–4                                    | Yao Xinxin                                     |
| 4 de julio  | Monastir, Túnez Dura W15 Cuadro individual y dobles                                                         | Valentina Ivanov Lisa Mays 6–4, 6–7(2–7), [10–8]             | Cho I-hsuan Yao Xinxin                         |
| 4 de julio  | Fountain Valley, Estados Unidos Dura W15 Cuadro individual y dobles                                         | Yang Ya-yi 6–2, 6–2                                          | Makenna Jones                                  |
| 4 de julio  | Fountain Valley, Estados Unidos Dura W15 Cuadro individual y dobles                                         | Hind Abdelouahid Yang Ya-yi 7–5, 2–6, [10–6]                 | Han Jiangxue Kim Da-bin                        |
| 11 de julio | Torneo Internazionale Femminile Antico Tiro a Volo Roma, Italia Arcilla W60+H Cuadro individual y dobles    | Tara Würth 6–3, 6–4                                          | Chloé Paquet                                   |
| 11 de julio | Torneo Internazionale Femminile Antico Tiro a Volo Roma, Italia Arcilla W60+H Cuadro individual y dobles    | Andrea Gámiz Eva Vedder 7–5, 2–6, [13–11]                    | Estelle Cascino Camilla Rosatello              |
| 11 de julio | Liepāja Open Liepāja, Letonia Arcilla W60 Cuadro individual y dobles                                        | Emma Navarro 6–4, 6–4                                        | Yuan Yue                                       |
| 11 de julio | Liepāja Open Liepāja, Letonia Arcilla W60 Cuadro individual y dobles                                        | Dalila Jakupović Ivana Jorović 6–4, 6–3                      | Emily Appleton Prarthana Thombare              |
| 11 de julio | Aschaffenburg, Alemania Arcilla W25 Cuadro individual y dobles                                              | Jéssica Bouzas Maneiro 6–1, 6–2                              | Katharina Hobgarski                            |
| 11 de julio | Aschaffenburg, Alemania Arcilla W25 Cuadro individual y dobles                                              | Irina Khromacheva Maria Timofeeva 6–2, 5–7, [10–3]           | Karolína Kubáňová Ivana Šebestová              |
| 11 de julio | Nur-Sultan, Kazajistán Dura W25 Cuadro individual y dobles                                                  | Mariia Tkacheva 7–6(7–2), 6–2                                | Moyuka Uchijima                                |
| 11 de julio | Nur-Sultan, Kazajistán Dura W25 Cuadro individual y dobles                                                  | Momoko Kobori Ankita Raina 6–2, 3–6, [10–8]                  | Choi Ji-hee Han Na-lae                         |
| 11 de julio | Guimarães, Portugal Dura W25 Cuadro individual y dobles                                                     | Rosa Vicens Mas 6–4, 6–1                                     | Alexandra Bozovic                              |
| 11 de julio | Guimarães, Portugal Dura W25 Cuadro individual y dobles                                                     | Francisca Jorge Matilde Jorge 6–3, 6–1                       | Sarah Beth Grey Jamie Loeb                     |
| 11 de julio | Roehampton, Reino Unido Dura W25 Cuadro individual y dobles                                                 | Danielle Lao 7–5, 6–4                                        | Lesley Pattinama Kerkhove                      |
| 11 de julio | Roehampton, Reino Unido Dura W25 Cuadro individual y dobles                                                 | Naiktha Bains Maia Lumsden 6–1, 7–6(7–4)                     | Lauryn John-Baptiste Katarína Strešnáková      |
| 11 de julio | Cancún, México Dura W15 Cuadro individual y dobles                                                          | Victoria Rodríguez 6–3, 6–1                                  | Lya Fernández                                  |
| 11 de julio | Cancún, México Dura W15 Cuadro individual y dobles                                                          | Jessica Hinojosa Gómez Victoria Rodríguez 6–2, 7–5           | Alicia Herrero Liñana Melany Krywoj            |
| 11 de julio | Casablanca, Marruecos Arcilla W15 Cuadro individual y dobles                                                | Yasmine Kabbaj 6–4, 6–3                                      | Chantal Sauvant                                |
| 11 de julio | Casablanca, Marruecos Arcilla W15 Cuadro individual y dobles                                                | Anastasiia Gureva Laura Hietaranta 6–2, 6–2                  | Marie Mettraux Federica Prati                  |
| 11 de julio | Don Benito, España Carpet W15 Cuadro individual y dobles                                                    | Valentina Ryser 4–6, 6–2, 6–1                                | Karola Bejenaru                                |
| 11 de julio | Don Benito, España Carpet W15 Cuadro individual y dobles                                                    | Emilie Lindh Valentina Ryser 7–6(7–5), 7–5                   | Tamara Kostic Lucía Peyre                      |
| 11 de julio | Monastir, Túnez Dura W15 Cuadro individual y dobles                                                         | Zeynep Sönmez 6–2, 4–6, 7–6(7–1)                             | Priska Madelyn Nugroho                         |
| 11 de julio | Monastir, Túnez Dura W15 Cuadro individual y dobles                                                         | Chen Mengyi Zdena Šafářová 7–5, 6–1                          | Elena Milovanović Eliessa Vanlangendonck       |
| 11 de julio | Lakewood, Estados Unidos Dura W15 Cuadro individual y dobles                                                | Han Jiangxue 7–5, 7–5                                        | Kim Da-bin                                     |
| 11 de julio | Lakewood, Estados Unidos Dura W15 Cuadro individual y dobles                                                | Makenna Jones Brienne Minor 6–4, 6–0                         | Taylor Cataldi Isabella Chhiv                  |
| 18 de julio | ITS Cup Olomouc, República Checa Arcilla W60 Cuadro individual y dobles                                     | Sára Bejlek 6–2, 7–6(7–0)                                    | Lina Gjorcheska                                |
| 18 de julio | ITS Cup Olomouc, República Checa Arcilla W60 Cuadro individual y dobles                                     | Giulia Gatto-Monticone Sada Nahimana 6–1, 1–6, [10–5]        | Ilona Georgiana Ghioroaie Oana Georgeta Simion |
| 18 de julio | President's Cup Nur-Sultan, Kazajistán Dura W60 Cuadro individual y dobles                                  | Moyuka Uchijima 6–3, 7–6(7–2)                                | Natalija Stevanović                            |
| 18 de julio | President's Cup Nur-Sultan, Kazajistán Dura W60 Cuadro individual y dobles                                  | Mariia Tkacheva Anastasia Zolotareva 4–6, 6–1, [10–6]        | Momoko Kobori Moyuka Uchijima                  |
| 18 de julio | Open Álava en Femenino Vitoria, España Dura W60 Cuadro individual y dobles                                  | Jessika Ponchet 6–4, 7–5                                     | Jenny Dürst                                    |
| 18 de julio | Open Álava en Femenino Vitoria, España Dura W60 Cuadro individual y dobles                                  | Maria Bondarenko Ioana Loredana Roșca 4–6, 6–4, [11–9]       | Isabelle Haverlag Justina Mikulskytė           |
| 18 de julio | The Women's Hospital Classic Evansville, Estados Unidos Dura W60 Cuadro individual y dobles                 | Ashlyn Krueger 6–3, 7–5                                      | Sachia Vickery                                 |
| 18 de julio | The Women's Hospital Classic Evansville, Estados Unidos Dura W60 Cuadro individual y dobles                 | Kolie Allen Ava Markham 3–6, 6–1, [10–3]                     | Kylie Collins Ashlyn Krueger                   |
| 18 de julio | Saskatoon, Canadá Dura W25 Cuadro individual y dobles                                                       | Victoria Mboko 6–2, 6–0                                      | Madison Sieg                                   |
| 18 de julio | Saskatoon, Canadá Dura W25 Cuadro individual y dobles                                                       | Kayla Cross Marina Stakusic 6–3, 7–6(7–4)                    | Kendra Bunch Katarina Kozarov                  |
| 18 de julio | Darmstadt, Alemania Arcilla W25 Cuadro individual y dobles                                                  | Antonia Ružić 6–3, 6–2                                       | Irina Khromacheva                              |
| 18 de julio | Darmstadt, Alemania Arcilla W25 Cuadro individual y dobles                                                  | Elena Malõgina Alice Robbe 7–5, 7–5                          | Jéssica Bouzas Maneiro Leyre Romero Gormaz     |
| 18 de julio | Perugia, Italia Arcilla W25 Cuadro individual y dobles                                                      | Séléna Janicijevic 6–2, 6–2                                  | Anna Turati                                    |
| 18 de julio | Perugia, Italia Arcilla W25 Cuadro individual y dobles                                                      | Veronika Erjavec Valeriya Strakhova Walkover                 | Ángela Fita Boluda Angelica Moratelli          |
| 18 de julio | Figueira da Foz, Portugal Dura W25+H Cuadro individual y dobles                                             | Jamie Loeb 7–5, 6–4                                          | Kimberly Birrell                               |
| 18 de julio | Figueira da Foz, Portugal Dura W25+H Cuadro individual y dobles                                             | Alexandra Bozovic Francisca Jorge 6–2, 3–6, [12–10]          | Lee Pei-chi Wu Fang-hsien                      |
| 18 de julio | Caloundra, Australia Dura W15 Cuadro individual y dobles                                                    | Talia Gibson 7–6(7–4), 6–4                                   | Destanee Aiava                                 |
| 18 de julio | Caloundra, Australia Dura W15 Cuadro individual y dobles                                                    | Monique Barry Vivian Yang 6–2, 7–6(7–5)                      | Aoi Ito Nanari Katsumi                         |
| 18 de julio | Les Contamines-Montjoie, France Dura W15 Cuadro individual y dobles                                         | Jenny Lim 6–1, 7–6(10–8)                                     | Nina Radovanovic                               |
| 18 de julio | Les Contamines-Montjoie, France Dura W15 Cuadro individual y dobles                                         | Naïma Karamoko Valentina Ryser 6–7(5–7), 6–2, [10–8]         | Marine Szostak Lucie Wargnier                  |
| 18 de julio | Cancún, México Dura W15 Cuadro individual y dobles                                                          | Lya Fernández 6–3, 6–2                                       | Sophia Biolay                                  |
| 18 de julio | Cancún, México Dura W15 Cuadro individual y dobles                                                          | Hikaru Sato Vanessa Wong 6–2, 6–4                            | Alicia Herrero Liñana Melany Krywoj            |
| 18 de julio | Monastir, Túnez Dura W15 Cuadro individual y dobles                                                         | Priska Madelyn Nugroho 6–3, 1–6, 6–4                         | Vaidehi Chaudhari                              |
| 18 de julio | Monastir, Túnez Dura W15 Cuadro individual y dobles                                                         | Priska Madelyn Nugroho Wei Sijia 6–4, 6–1                    | Back Da-yeon Jeong Bo-young                    |
| 25 de julio | Internazionali di Tennis del Friuli Venezia Giulia Cordenons, Italia Arcilla W60 Cuadro individual y dobles | Panna Udvardy 6–2, 6–0                                       | Elina Avanesyan                                |
| 25 de julio | Internazionali di Tennis del Friuli Venezia Giulia Cordenons, Italia Arcilla W60 Cuadro individual y dobles | Angelica Moratelli Eva Vedder 6–3, 6–2                       | Yuliana Lizarazo Aurora Zantedeschi            |
| 25 de julio | Horb am Neckar, Alemania Arcilla W25 Cuadro individual y dobles                                             | Ekaterina Makarova 6–1, 6–0                                  | Jaimee Fourlis                                 |
| 25 de julio | Horb am Neckar, Alemania Arcilla W25 Cuadro individual y dobles                                             | Ekaterina Makarova Ekaterina Reyngold 2–6, 6–4, [10–8]       | Jaimee Fourlis Alana Parnaby                   |
| 25 de julio | Open Castilla y León El Espinar, España Dura W25 Cuadro individual y dobles                                 | Mirra Andreeva 6–4, 6–2                                      | Eva Guerrero Álvarez                           |
| 25 de julio | Open Castilla y León El Espinar, España Dura W25 Cuadro individual y dobles                                 | Eudice Chong Cody Wong Hong-yi 6–2, 4–6, [10–6]              | Marta González Encinas María Fernanda Navarro  |
| 25 de julio | Nottingham, Reino Unido Dura W25 Cuadro individual y dobles                                                 | Priscilla Hon 6–3, 3–6, 6–3                                  | Maia Lumsden                                   |
| 25 de julio | Nottingham, Reino Unido Dura W25 Cuadro individual y dobles                                                 | Lee Pei-chi Wu Fang-hsien 6–3, 6–2                           | Jasmijn Gimbrère Isabelle Haverlag             |
| 25 de julio | Dallas, Estados Unidos Dura W25 Cuadro individual y dobles                                                  | Katrina Scott 6–1, 6–0                                       | Elvina Kalieva                                 |
| 25 de julio | Dallas, Estados Unidos Dura W25 Cuadro individual y dobles                                                  | Maria Kozyreva Veronica Miroshnichenko 6–4, 6–7(7–9), [10–5] | Jessie Aney Jessica Failla                     |
| 25 de julio | Caloundra, Australia Dura W15 Cuadro individual y dobles                                                    | Talia Gibson 6–4, 3–2, ret.                                  | Destanee Aiava                                 |
| 25 de julio | Caloundra, Australia Dura W15 Cuadro individual y dobles                                                    | Aoi Ito Nanari Katsumi 6–2, 6–2                              | Monique Barry Stefani Webb                     |
| 25 de julio | Kottingbrunn, Austria Arcilla W15 Cuadro individual y dobles                                                | Manon Arcangioli 0–6, 6–4, 6–0                               | Dalila Spiteri                                 |
| 25 de julio | Kottingbrunn, Austria Arcilla W15 Cuadro individual y dobles                                                | Amarissa Kiara Tóth Doğa Türkmen Walkover                    | Fernanda Labraña Dalila Spiteri                |
| 25 de julio | Vejle, Dinamarca Arcilla W15 Cuadro individual y dobles                                                     | Johanne Svendsen 6–1, 6–0                                    | Hannah Viller Møller                           |
| 25 de julio | Vejle, Dinamarca Arcilla W15 Cuadro individual y dobles                                                     | Valentina Ivanov Hannah Viller Møller 6–2, 7–6(7–4)          | Klaudija Bubelytė Patricija Paukštytė          |
| 25 de julio | Monastir, Túnez Dura W15 Cuadro individual y dobles                                                         | Priska Madelyn Nugroho 6–2, 6–1                              | Anastasiia Gureva                              |
| 25 de julio | Monastir, Túnez Dura W15 Cuadro individual y dobles                                                         | Priska Madelyn Nugroho Wei Sijia 6–2, 4–6, [10–5]            | Anastasiia Gureva Michaela Laki                |

### Torneos en agosto
| 1 de agosto  | Polish Open Grodzisk Mazowiecki, Polonia Dura W100 Cuadro individual y dobles                               | Kateřina Siniaková 6–4, 6–1                                 | Magda Linette                                  |
| 1 de agosto  | Polish Open Grodzisk Mazowiecki, Polonia Dura W100 Cuadro individual y dobles                               | Alicia Barnett Olivia Nicholls 6–1, 7–6(7–3)                | Vivian Heisen Katarzyna Kawa                   |
| 1 de agosto  | Ladies Open Hechingen Hechingen, Alemania Arcilla W60 Cuadro individual y dobles                            | Lea Bošković 7–5, 3–6, 6–4                                  | Noma Noha Akugue                               |
| 1 de agosto  | Ladies Open Hechingen Hechingen, Alemania Arcilla W60 Cuadro individual y dobles                            | Irina Khromacheva Diana Shnaider 6–2, 6–3                   | Tamara Čurović Chiara Scholl                   |
| 1 de agosto  | ITF World Tennis Tour Gran Canaria San Bartolomé de Tirajana, España Arcilla W60 Cuadro individual y dobles | Arantxa Rus 6–3, 3–6, 6–1                                   | Polina Kudermetova                             |
| 1 de agosto  | ITF World Tennis Tour Gran Canaria San Bartolomé de Tirajana, España Arcilla W60 Cuadro individual y dobles | Jéssica Bouzas Maneiro Leyre Romero Gormaz 1–6, 7–5, [10–6] | Lucía Cortez Llorca Rosa Vicens Mas            |
| 1 de agosto  | Lexington Challenger Lexington, Estados Unidos Dura W60 Cuadro individual y dobles                          | Katie Swan 6–0, 3–6, 6–3                                    | Jodie Burrage                                  |
| 1 de agosto  | Lexington Challenger Lexington, Estados Unidos Dura W60 Cuadro individual y dobles                          | Aldila Sutjiadi Kateryna Volodko 7–5, 6–3                   | Jada Hart Dalayna Hewitt                       |
| 1 de agosto  | Eupen, Bélgica Arcilla W25 Cuadro individual y dobles                                                       | Aneta Kučmová 7–5, 6–4                                      | Marie Benoît                                   |
| 1 de agosto  | Eupen, Bélgica Arcilla W25 Cuadro individual y dobles                                                       | Aneta Kučmová Misaki Matsuda 7–6(7–5), 6–3                  | Fernanda Labraña Anna Turati                   |
| 1 de agosto  | Río de Janeiro, Brasil Arcilla W25 Cuadro individual y dobles                                               | Gabriela Cé 4–6, 7–5, 6–3                                   | Noelia Zeballos                                |
| 1 de agosto  | Río de Janeiro, Brasil Arcilla W25 Cuadro individual y dobles                                               | Thaísa Grana Pedretti Noelia Zeballos 6–3, 6–1              | Riya Bhatia María Paulina Pérez                |
| 1 de agosto  | Agadir, Marruecos Arcilla W25 Cuadro individual y dobles                                                    | Gergana Topalova 2–6, 6–2, 6–3                              | Angelica Moratelli                             |
| 1 de agosto  | Agadir, Marruecos Arcilla W25 Cuadro individual y dobles                                                    | Angelica Moratelli Aurora Zantedeschi 6–2, 4–6, [10–7]      | Jacqueline Cabaj Awad Martina Colmegna         |
| 1 de agosto  | Foxhills, Reino Unido Dura (en pista cubierta) W25 Cuadro individual y dobles                               | Joanna Garland 3–6, 6–1, 6–2                                | Kyōka Okamura                                  |
| 1 de agosto  | Foxhills, Reino Unido Dura (en pista cubierta) W25 Cuadro individual y dobles                               | Freya Christie Ali Collins 6–3, 6–3                         | Naiktha Bains Maia Lumsden                     |
| 1 de agosto  | Kottingbrunn, Austria Arcilla W15 Cuadro individual y dobles                                                | Amarissa Kiara Tóth 6–3, 7–5                                | Carolina Kuhl                                  |
| 1 de agosto  | Kottingbrunn, Austria Arcilla W15 Cuadro individual y dobles                                                | Karolína Kubáňová Ivana Šebestová 6–4, 6–0                  | Linda Ševčíková Karolína Vlčková               |
| 1 de agosto  | Frederiksberg, Dinamarca Arcilla W15 Cuadro individual y dobles                                             | Rebecca Munk Mortensen 5–7, 6–1, 6–3                        | Jessica Luisa Alsola                           |
| 1 de agosto  | Frederiksberg, Dinamarca Arcilla W15 Cuadro individual y dobles                                             | Jessica Luisa Alsola Johanne Svendsen 6–4, 3–6, [10–7]      | Vilma Krebs Hyllested Rebecca Munk Mortensen   |
| 1 de agosto  | Savitaipale, Finlandia Arcilla W15 Cuadro individual y dobles                                               | Antonia Schmidt 7–5, 6–2                                    | Miriana Tona                                   |
| 1 de agosto  | Savitaipale, Finlandia Arcilla W15 Cuadro individual y dobles                                               | Anet Angelika Koskel Katriin Saar 5–7, 6–3, [10–2]          | Miriana Tona Ani Vangelova                     |
| 1 de agosto  | Pescara, Italia Arcilla W15 Cuadro individual y dobles                                                      | Anastasia Grymalska 6–3, 3–6, 6–3                           | Tatiana Pieri                                  |
| 1 de agosto  | Pescara, Italia Arcilla W15 Cuadro individual y dobles                                                      | Anastasia Grymalska Anne Schäfer 5–7, 6–1, [12–10]          | Giorgia Pinto Gaia Squarcialupi                |
| 1 de agosto  | Monastir, Túnez Dura W15 Cuadro individual y dobles                                                         | Wei Sijia 4–6, 7–6(7–3), 6–4                                | Yao Xinxin                                     |
| 1 de agosto  | Monastir, Túnez Dura W15 Cuadro individual y dobles                                                         | Saki Imamura Priska Madelyn Nugroho 6–3, 6–2                | Nina Radovanovic Yao Xinxin                    |
| 8 de agosto  | Koser Jewelers Tennis Challenge Landisville, Estados Unidos Dura W100 Cuadro individual y dobles            | Zhu Lin 6–2, 6–3                                            | Elizabeth Mandlik                              |
| 8 de agosto  | Koser Jewelers Tennis Challenge Landisville, Estados Unidos Dura W100 Cuadro individual y dobles            | Sophie Chang Anna Danilina 2–6, 7–6(7–4), [11–9]            | Han Na-lae Jang Su-jeong                       |
| 8 de agosto  | ITF World Tennis Tour Maspalomas San Bartolomé de Tirajana, España Arcilla W60 Cuadro individual y dobles   | Julia Grabher 6–4, 6–3                                      | Nadia Podoroska                                |
| 8 de agosto  | ITF World Tennis Tour Maspalomas San Bartolomé de Tirajana, España Arcilla W60 Cuadro individual y dobles   | Ángela Fita Boluda Arantxa Rus 6–4, 6–4                     | Elina Avanesyan Diana Shnaider                 |
| 8 de agosto  | Koksijde, Bélgica Arcilla W25 Cuadro individual y dobles                                                    | Marie Benoît 7–5, 6–3                                       | Julia Riera                                    |
| 8 de agosto  | Koksijde, Bélgica Arcilla W25 Cuadro individual y dobles                                                    | Magali Kempen Lara Salden 6–2, 6–2                          | Amelie Van Impe Hanne Vandewinkel              |
| 8 de agosto  | Pärnu, Estonia Arcilla W25 Cuadro individual y dobles                                                       | Weronika Falkowska 7–5, 6–2                                 | Gergana Topalova                               |
| 8 de agosto  | Pärnu, Estonia Arcilla W25 Cuadro individual y dobles                                                       | Justina Mikulskytė Valeriya Strakhova 6–2, 4–6, [10–8]      | Eleni Christofi Gergana Topalova               |
| 8 de agosto  | Leipzig, Alemania Arcilla W25+H Cuadro individual y dobles                                                  | Nina Potočnik 4–6, 6–2, 7–5                                 | Mara Guth                                      |
| 8 de agosto  | Leipzig, Alemania Arcilla W25+H Cuadro individual y dobles                                                  | Noma Noha Akugue Ella Seidel 6–0, 7–5                       | Tea Lukic Joëlle Steur                         |
| 8 de agosto  | Ust-Kamenogorsk, Kazajistán Dura W25 Cuadro individual y dobles                                             | Anna Kubareva 6–4, 7–6(8–6)                                 | Tatiana Barkova                                |
| 8 de agosto  | Ust-Kamenogorsk, Kazajistán Dura W25 Cuadro individual y dobles                                             | Ekaterina Maklakova Aleksandra Pospelova 7–6(7–5), 6–1      | Ekaterina Kazionova Zhibek Kulambayeva         |
| 8 de agosto  | Radom, Polonia Arcilla W25 Cuadro individual y dobles                                                       | Çağla Büyükakçay 4–1, ret.                                  | Vera Lapko                                     |
| 8 de agosto  | Radom, Polonia Arcilla W25 Cuadro individual y dobles                                                       | Denisa Hindová Karolína Kubáňová 6–1, 6–2                   | Funa Kozaki İlay Yörük                         |
| 8 de agosto  | Brașov, Rumania Arcilla W25 Cuadro individual y dobles                                                      | Andreea Roșca 6–1, 6–7(5–7), 7–6(7–1)                       | Julia Avdeeva                                  |
| 8 de agosto  | Brașov, Rumania Arcilla W25 Cuadro individual y dobles                                                      | Ilona Georgiana Ghioroaie Oana Georgeta Simion 7–5, 6–3     | Cristina Dinu Andreea Roșca                    |
| 8 de agosto  | Danderyd, Suecia Arcilla W25 Cuadro individual y dobles                                                     | Brenda Fruhvirtová 6–1, 6–3                                 | Mona Barthel                                   |
| 8 de agosto  | Danderyd, Suecia Arcilla W25 Cuadro individual y dobles                                                     | Rina Saigo Yukina Saigo 2–6, 7–5, [10–7]                    | Ashley Lahey Lisa Zaar                         |
| 8 de agosto  | Cairo, Egipto Arcilla W15 Cuadro individual y dobles                                                        | Elena Pridankina 6–1, 6–1                                   | Alexandra Iordache                             |
| 8 de agosto  | Cairo, Egipto Arcilla W15 Cuadro individual y dobles                                                        | Yasmin Ezzat Dimitra Pavlou 6–4, 2–6, [12–10]               | Vanessa Ersöz Anastasiia Poplavska             |
| 8 de agosto  | Padova, Italia Arcilla W15 Cuadro individual y dobles                                                       | Federica Bilardo 6–2, 6–1                                   | Laura Mair                                     |
| 8 de agosto  | Padova, Italia Arcilla W15 Cuadro individual y dobles                                                       | Virginia Ferrara Georgia Pedone 6–3, 6–4                    | Jessica Bertoldo Enola Chiesa                  |
| 8 de agosto  | Cancún, México Dura W15 Cuadro individual y dobles                                                          | Eryn Cayetano 6–2, 6–2                                      | Lya Fernández                                  |
| 8 de agosto  | Cancún, México Dura W15 Cuadro individual y dobles                                                          | Gabriella Broadfoot Abigail Rencheli 6–5, ret.              | Mao Mushika Mio Mushika                        |
| 8 de agosto  | Monastir, Túnez Dura W15 Cuadro individual y dobles                                                         | Priska Madelyn Nugroho 6–0, 6–3                             | Saki Imamura                                   |
| 8 de agosto  | Monastir, Túnez Dura W15 Cuadro individual y dobles                                                         | Saki Imamura Priska Madelyn Nugroho 6–1, 6–3                | Yasmine Mansouri Naho Sato                     |
| 15 de agosto | Bronx Open The Bronx, Estados Unidos Dura W60 Cuadro individual y dobles                                    | Kamilla Rakhimova 6–2, 6–3                                  | Mirjam Björklund                               |
| 15 de agosto | Bronx Open The Bronx, Estados Unidos Dura W60 Cuadro individual y dobles                                    | Anna Blinkova Simona Waltert 6–3, 6–3                       | Han Na-lae Hiroko Kuwata                       |
| 15 de agosto | Mogyoród, Hungría Arcilla W25 Cuadro individual y dobles                                                    | Brenda Fruhvirtová 6–0, 6–0                                 | Luisa Meyer auf der Heide                      |
| 15 de agosto | Mogyoród, Hungría Arcilla W25 Cuadro individual y dobles                                                    | Ilona Georgiana Ghioroaie Amarissa Kiara Tóth 7–5, 6–0      | Carole Monnet Marine Partaud                   |
| 15 de agosto | Vrnjačka Banja, Serbia Arcilla W25 Cuadro individual y dobles                                               | Mia Ristić 0–6, 7–5, 7–5                                    | Cristina Dinu                                  |
| 15 de agosto | Vrnjačka Banja, Serbia Arcilla W25 Cuadro individual y dobles                                               | Cristina Dinu Valeriya Strakhova 6–1, 4–6, [10–8]           | Emily Appleton Prarthana Thombare              |
| 15 de agosto | Orense, España Dura W25 Cuadro individual y dobles                                                          | Kristina Dmitruk 7–5, 6–1                                   | Nefisa Berberović                              |
| 15 de agosto | Orense, España Dura W25 Cuadro individual y dobles                                                          | Maria Mateas Arantxa Rus 6–4, 5–7, [10–7]                   | Yvonne Cavallé Reimers Lucía Cortez Llorca     |
| 15 de agosto | Aldershot, Reino Unido Dura W25 Cuadro individual y dobles                                                  | Joanna Garland 6–2, 6–4                                     | Ankita Raina                                   |
| 15 de agosto | Aldershot, Reino Unido Dura W25 Cuadro individual y dobles                                                  | Freya Christie Ali Collins 6–4, 6–2                         | Andrė Lukošiūtė Eliz Maloney                   |
| 15 de agosto | Bad Waltersdorf, Austria Arcilla W15 Cuadro individual y dobles                                             | Polina Leykina 6–2, 6–3                                     | Pia Lovrič                                     |
| 15 de agosto | Bad Waltersdorf, Austria Arcilla W15 Cuadro individual y dobles                                             | Ekaterina Ovcharenko Zdena Šafářová 6–1, 6–3                | Panna Bartha Ștefania Bojica                   |
| 15 de agosto | Duffel, Bélgica Arcilla W15 Cuadro individual y dobles                                                      | Vicky Van de Peer 6–0, 6–3                                  | Hanne Vandewinkel                              |
| 15 de agosto | Duffel, Bélgica Arcilla W15 Cuadro individual y dobles                                                      | Giulia Crescenzi Anastasia Sukhotina 6–4, 3–6, [10–8]       | Amelie Van Impe Hanne Vandewinkel              |
| 15 de agosto | Cairo, Egipto Arcilla W15 Cuadro individual y dobles                                                        | Gaia Squarcialupi 6–4, 6–3                                  | Mayuka Aikawa                                  |
| 15 de agosto | Cairo, Egipto Arcilla W15 Cuadro individual y dobles                                                        | Yasmin Ezzat Dimitra Pavlou 7–5, 6–3                        | Elena Pridankina Elizaveta Shebekina           |
| 15 de agosto | Erwitte, Alemania Arcilla W15 Cuadro individual y dobles                                                    | Julia Middendorf 3–6, 6–3, 6–4                              | Martha Matoula                                 |
| 15 de agosto | Erwitte, Alemania Arcilla W15 Cuadro individual y dobles                                                    | Lisa-Marie Rioux Chiara Scholl 6–7(5–7), 6–1, [10–7]        | Martha Matoula Arina Vasilescu                 |
| 15 de agosto | Cancún, México Dura W15 Cuadro individual y dobles                                                          | Solana Sierra 2–6, 6–3, 7–6(9–7)                            | Han Jiangxue                                   |
| 15 de agosto | Cancún, México Dura W15 Cuadro individual y dobles                                                          | Paris Corley Melany Krywoj 7–6(8–6), 6–3                    | Mao Mushika Mio Mushika                        |
| 15 de agosto | Eindhoven, Países Bajos Arcilla W15 Cuadro individual y dobles                                              | Maileen Nuudi 6–3, 7–5                                      | Anouck Vrancken Peeters                        |
| 15 de agosto | Eindhoven, Países Bajos Arcilla W15 Cuadro individual y dobles                                              | Patricija Paukštytė Laïa Petretic 4–6, 7–5, [11–9]          | Demi Tran Lian Tran                            |
| 15 de agosto | Bydgoszcz, Polonia Arcilla W15 Cuadro individual y dobles                                                   | Valeriia Olianovskaia 6–3, 6–1                              | Linda Klimovičová                              |
| 15 de agosto | Bydgoszcz, Polonia Arcilla W15 Cuadro individual y dobles                                                   | Maryna Kolb Nadiya Kolb 6–4, 1–6, [10–7]                    | Valeriia Olianovskaia Stefania Rogozińska Dzik |
| 15 de agosto | Monastir, Túnez Dura W15 Cuadro individual y dobles                                                         | Saki Imamura 6–1, 6–1                                       | Jennifer Luikham                               |
| 15 de agosto | Monastir, Túnez Dura W15 Cuadro individual y dobles                                                         | Jiang Zijun Li Zongyu 6–1, 6–2                              | Bhuvana Kalva Jennifer Luikham                 |
| 22 de agosto | Zubr Cup Přerov, República Checa Arcilla W60 Cuadro individual y dobles                                     | Barbora Palicová 6–2, 1–6, 6–0                              | Sada Nahimana                                  |
| 22 de agosto | Zubr Cup Přerov, República Checa Arcilla W60 Cuadro individual y dobles                                     | Anastasia Dețiuc Miriam Kolodziejová 7–6(7–4), 4–6, [10–5]  | Funa Kozaki Misaki Matsuda                     |
| 22 de agosto | Braunschweig, Alemania Arcilla W25 Cuadro individual y dobles                                               | Brenda Fruhvirtová 6–3, 6–1                                 | Noma Noha Akugue                               |
| 22 de agosto | Braunschweig, Alemania Arcilla W25 Cuadro individual y dobles                                               | Martina Colmegna Anna Klasen 6–3, 2–6, [10–5]               | Veronika Erjavec Weronika Falkowska            |
| 22 de agosto | Oldenzaal, Países Bajos Arcilla W25 Cuadro individual y dobles                                              | Leyre Romero Gormaz 6–4, 7–6(7–2)                           | Ekaterina Makarova                             |
| 22 de agosto | Oldenzaal, Países Bajos Arcilla W25 Cuadro individual y dobles                                              | Jacqueline Cabaj Awad Caijsa Hennemann 6–1, 6–3             | Rikke de Koning Marente Sijbesma               |
| 22 de agosto | Goyang, Corea del Sur Dura W25 Cuadro individual y dobles                                                   | Kyōka Okamura 1–6, 6–4, 6–3                                 | Peangtarn Plipuech                             |
| 22 de agosto | Goyang, Corea del Sur Dura W25 Cuadro individual y dobles                                                   | Kyōka Okamura Peangtarn Plipuech 6–1, 6–0                   | Kim Da-bin Punnin Kovapitukted                 |
| 22 de agosto | Vigo, España Dura W25 Cuadro individual y dobles                                                            | Antonia Ružić 6–1, 6–1                                      | Anna Brogan                                    |
| 22 de agosto | Vigo, España Dura W25 Cuadro individual y dobles                                                            | Francesca Curmi Elaine Genovese 6–0, 6–3                    | Olga Helmi Kathleen Kanev                      |
| 22 de agosto | Verbier, Suiza Arcilla W25 Cuadro individual y dobles                                                       | Matilde Paoletti 6–2, 3–6, 7–6(7–2)                         | Zeynep Sönmez                                  |
| 22 de agosto | Verbier, Suiza Arcilla W25 Cuadro individual y dobles                                                       | Erina Hayashi Kanako Morisaki 6–2, 6–1                      | Michaela Bayerlová Nicole Fossa Huergo         |
| 22 de agosto | Roehampton, Reino Unido Dura W25 Cuadro individual y dobles                                                 | Gao Xinyu 6–1, 6–0                                          | Amarni Banks                                   |
| 22 de agosto | Roehampton, Reino Unido Dura W25 Cuadro individual y dobles                                                 | Rutuja Bhosale Erika Sema 4–6, 6–3, [11–9]                  | Naiktha Bains Maia Lumsden                     |
| 22 de agosto | Bad Waltersdorf, Austria Arcilla W15 Cuadro individual y dobles                                             | Tiphanie Fiquet 7–6(7–2), 6–3                               | Pia Lovrič                                     |
| 22 de agosto | Bad Waltersdorf, Austria Arcilla W15 Cuadro individual y dobles                                             | Karola Bejenaru Tiphanie Fiquet 2–6, 6–1, [10–5]            | Nikola Břečková Romana Čisovská                |
| 22 de agosto | Wanfercée-Baulet, Bélgica Arcilla W15 Cuadro individual y dobles                                            | Stéphanie Visscher 6–1, 6–4                                 | Amelie Van Impe                                |
| 22 de agosto | Wanfercée-Baulet, Bélgica Arcilla W15 Cuadro individual y dobles                                            | Polina Bakhmutkina Anna Zyryanova 6–4, 6–3                  | Mariia Bergen Agustina Chlpac                  |
| 22 de agosto | Cairo, Egipto Arcilla W15 Cuadro individual y dobles                                                        | Mayuka Aikawa 6–3, 7–5                                      | Sandra Samir                                   |
| 22 de agosto | Cairo, Egipto Arcilla W15 Cuadro individual y dobles                                                        | Anastasia Abbagnato Beatrice Stagno 6–1, 6–2                | Vanessa Ersöz Doğa Türkmen                     |
| 22 de agosto | Cancún, México Dura W15 Cuadro individual y dobles                                                          | Solana Sierra 6–3, 6–3                                      | Victoria Rodríguez                             |
| 22 de agosto | Cancún, México Dura W15 Cuadro individual y dobles                                                          | Alisha Reayer Camila Romero 6–3, 7–6(7–3)                   | Noel Saidenova Jantje Tilbürger                |
| 22 de agosto | Norrköping, Suecia Arcilla W15 Cuadro individual y dobles                                                   | Laura Hietaranta 6–0, 6–0                                   | Enola Chiesa                                   |
| 22 de agosto | Norrköping, Suecia Arcilla W15 Cuadro individual y dobles                                                   | Laura Hietaranta Laïa Petretic 6–4, 6–3                     | Weronika Baszak Astrid Wanja Brune Olsen       |
| 22 de agosto | Monastir, Túnez Dura W15 Cuadro individual y dobles                                                         | Li Zongyu 6–4, 6–3                                          | Wei Sijia                                      |
| 22 de agosto | Monastir, Túnez Dura W15 Cuadro individual y dobles                                                         | Saki Imamura Honoka Kobayashi 3–6, 6–0, [10–6]              | Li Zongyu Mia Repac                            |
| 29 de agosto | Kuchyně Gorenje Prague Open Praga, República Checa Arcilla W60 Cuadro individual y dobles                   | Réka Luca Jani 6–3, 7–6(7–4)                                | Noma Noha Akugue                               |
| 29 de agosto | Kuchyně Gorenje Prague Open Praga, República Checa Arcilla W60 Cuadro individual y dobles                   | Elixane Lechemia Julia Lohoff 7–5, 7–5                      | Linda Klimovičová Dominika Šalková             |
| 29 de agosto | TCCB Open Collonge-Bellerive, Suiza Arcilla W60 Cuadro individual y dobles                                  | Lucrezia Stefanini 6–2, 2–1, ret.                           | Sinja Kraus                                    |
| 29 de agosto | TCCB Open Collonge-Bellerive, Suiza Arcilla W60 Cuadro individual y dobles                                  | Jenny Dürst Weronika Falkowska 7–6(7–5), 6–1                | Michaela Bayerlová Jacqueline Cabaj Awad       |
| 29 de agosto | Vienna, Austria Arcilla W25 Cuadro individual y dobles                                                      | Natália Szabanin 7–5, 6–3                                   | Tena Lukas                                     |
| 29 de agosto | Vienna, Austria Arcilla W25 Cuadro individual y dobles                                                      | Lena Papadakis Anna Sisková 7–6(10–8), 6–4                  | Živa Falkner Amarissa Kiara Tóth               |
| 29 de agosto | Trieste, Italia Arcilla W25 Cuadro individual y dobles                                                      | Julia Riera 6–1, 6–4                                        | Oana Georgeta Simion                           |
| 29 de agosto | Trieste, Italia Arcilla W25 Cuadro individual y dobles                                                      | Lu Jiajing Nika Radišić 7–5, 3–6, [15–13]                   | Lucija Ćirić Bagarić Diāna Marcinkēviča        |
| 29 de agosto | Almaty, Kazajistán Arcilla W25 Cuadro individual y dobles                                                   | Ekaterina Maklakova 6–4, 1–6, 6–4                           | Zhibek Kulambayeva                             |
| 29 de agosto | Almaty, Kazajistán Arcilla W25 Cuadro individual y dobles                                                   | Zhibek Kulambayeva Ekaterina Yashina 7–6(7–4), 5–7, [10–8]  | Amina Anshba Sofya Lansere                     |
| 29 de agosto | Leiria, Portugal Dura W25 Cuadro individual y dobles                                                        | Natalija Stevanović 2–6, 6–4, 6–4                           | Kateryna Volodko                               |
| 29 de agosto | Leiria, Portugal Dura W25 Cuadro individual y dobles                                                        | Francisca Jorge Matilde Jorge 6–4, 6–0                      | Choi Ji-hee Natalija Stevanović                |
| 29 de agosto | Cairo, Egipto Arcilla W15 Cuadro individual y dobles                                                        | Sandra Samir 6–2, 6–0                                       | Anastasia Abbagnato                            |
| 29 de agosto | Cairo, Egipto Arcilla W15 Cuadro individual y dobles                                                        | Yasmin Ezzat Dimitra Pavlou 6–4, 6–4                        | Mayuka Aikawa Gao Xinyu                        |
| 29 de agosto | Haren, Países Bajos Arcilla W15 Cuadro individual y dobles                                                  | Sina Herrmann 7–5, 5–7, 6–3                                 | Anouk Koevermans                               |
| 29 de agosto | Haren, Países Bajos Arcilla W15 Cuadro individual y dobles                                                  | Annelin Bakker Sarah van Emst 6–3, 6–7(2–7), [10–5]         | Mariia Bergen Agustina Chlpac                  |
| 29 de agosto | Brașov, Rumania Arcilla W15 Cuadro individual y dobles                                                      | Ilinca Amariei 6–1, 6–2                                     | Alina Granwehr                                 |
| 29 de agosto | Brașov, Rumania Arcilla W15 Cuadro individual y dobles                                                      | Nastja Kolar Bojana Marinković 6–4, 6–4                     | Ilinca Amariei Ioana Gașpar                    |
| 29 de agosto | Yeongwol, Corea del Sur Dura W15 Cuadro individual y dobles                                                 | Jeong Su-nam 6–4, 6–1                                       | Clara Vlasselaer                               |
| 29 de agosto | Yeongwol, Corea del Sur Dura W15 Cuadro individual y dobles                                                 | Back Da-yeon Lee Eun-hye 7–5, 3–6, [13–11]                  | Junri Namigata Riko Sawayanagi                 |
| 29 de agosto | Monastir, Túnez Dura W15 Cuadro individual y dobles                                                         | Wei Sijia 6–1, 6–4                                          | Bai Zhuoxuan                                   |
| 29 de agosto | Monastir, Túnez Dura W15 Cuadro individual y dobles                                                         | Honoka Kobayashi Jennifer Luikham 6–3, 0–6, [10–5]          | Anastasia Iamachkine Teja Tirunelveli          |

### Torneos en septiembre
| 5 de septiembre                                                                               | Montreux Ladies Open Montreux, Suiza Arcilla W60 Cuadro individual y dobles                      | Tamara Korpatsch 6–4, 6–1                                         | Emma Navarro                                            |                                                         |
| 5 de septiembre                                                                               | Montreux Ladies Open Montreux, Suiza Arcilla W60 Cuadro individual y dobles                      | Inès Ibbou Naïma Karamoko 2–6, 6–3, [16–14]                       | Jenny Dürst Weronika Falkowska                          |                                                         |
| 5 de septiembre                                                                               | Frýdek-Místek, República Checa Arcilla W25 Cuadro individual y dobles                            | Julie Štruplová 6–3, 2–6, 6–4                                     | Lena Papadakis                                          |                                                         |
| 5 de septiembre                                                                               | Frýdek-Místek, República Checa Arcilla W25 Cuadro individual y dobles                            | Miriam Kolodziejová Dominika Šalková 6–2, 6–3                     | Funa Kozaki Misaki Matsuda                              |                                                         |
| 5 de septiembre                                                                               | Cairo, Egipto Arcilla W25 Cuadro individual y dobles                                             | Anastasia Zolotareva 7–5, 6–7(4–7), 6–4                           | Rosa Vicens Mas                                         |                                                         |
| 5 de septiembre                                                                               | Cairo, Egipto Arcilla W25 Cuadro individual y dobles                                             | Mayuka Aikawa Vanessa Ersöz 6–1, 7–5                              | Elena-Teodora Cadar Sandra Samir                        |                                                         |
| 5 de septiembre                                                                               | Saint-Palais-sur-Mer, Francia Arcilla W25 Cuadro individual y dobles                             | Jessika Ponchet 6–1, 6–4                                          | Séléna Janicijevic                                      |                                                         |
| 5 de septiembre                                                                               | Saint-Palais-sur-Mer, Francia Arcilla W25 Cuadro individual y dobles                             | Magali Kempen Lu Jiajing 6–4, 6–4                                 | Marine Partaud Valeriya Strakhova                       |                                                         |
| 5 de septiembre                                                                               | Santarém, Portugal Dura W25 Cuadro individual y dobles                                           | Vitalia Diatchenko 6–3, 6–2                                       | Isabella Kruger                                         |                                                         |
| 5 de septiembre                                                                               | Santarém, Portugal Dura W25 Cuadro individual y dobles                                           | Mai Hontama Maddison Inglis 6–0, 6–4                              | Suzan Lamens Anastasia Tikhonova                        |                                                         |
| 5 de septiembre                                                                               | Marbella, España Arcilla W25 Cuadro individual y dobles                                          | Leyre Romero Gormaz 6–7(2–7), 6–2, 6–0                            | Carlota Martínez Círez                                  |                                                         |
| 5 de septiembre                                                                               | Marbella, España Arcilla W25 Cuadro individual y dobles                                          | Jéssica Bouzas Maneiro Leyre Romero Gormaz 6–4, 6–2               | Julia Riera Daniela Seguel                              |                                                         |
| 5 de septiembre                                                                               | Cancún, México Dura W15 Cuadro individual y dobles                                               | Ava Markham 6–3, 3–6, 6–1                                         | Wakana Sonobe                                           |                                                         |
| 5 de septiembre                                                                               | Cancún, México Dura W15 Cuadro individual y dobles                                               | Paris Corley Lexington Reed 7–5, 6–3                              | Louise Kwong Anna Ulyashchenko                          |                                                         |
| 5 de septiembre                                                                               | Casablanca, Marruecos Arcilla W15 Cuadro individual y dobles                                     | Alina Korneeva 7–5, 6–4                                           | Laura Hietaranta                                        |                                                         |
| 5 de septiembre                                                                               | Casablanca, Marruecos Arcilla W15 Cuadro individual y dobles                                     | Laura Hietaranta Stéphanie Visscher 1–6, 7–5, [10–8]              | Mariana Dražić Aleksandra Pospelova                     |                                                         |
| 5 de septiembre                                                                               | Yeongwol, Corea del Sur Dura W15 Cuadro individual y dobles                                      | Back Da-yeon 7–6(7–2), 3–0 ret.                                   | Kim Da-bin                                              |                                                         |
| 5 de septiembre                                                                               | Yeongwol, Corea del Sur Dura W15 Cuadro individual y dobles                                      | Kim Da-bin Lee So-ra 6–4, 3–6, [12–10]                            | Back Da-yeon Lee Eun-hye                                |                                                         |
| 5 de septiembre                                                                               | Monastir, Túnez Dura W15 Cuadro individual y dobles                                              | Wei Sijia 6–3, 6–1                                                | Li Zongyu                                               |                                                         |
| 5 de septiembre                                                                               | Monastir, Túnez Dura W15 Cuadro individual y dobles                                              | Honoka Kobayashi Milana Zhabrailova 7–5, 6–2                      | Paula Cembranos Sophie Lüscher                          |                                                         |
| 12 de septiembre                                                                              |                                                                                                  |                                                                   |                                                         |                                                         |
| ITF Féminin Le Neubourg Le Neubourg, Francia Dura W80+H Cuadro individual y dobles            | Jaqueline Cristian 6–4, 6–4                                                                      | Magali Kempen                                                     |                                                         |                                                         |
| ITF Féminin Le Neubourg Le Neubourg, Francia Dura W80+H Cuadro individual y dobles            | Freya Christie Ali Collins 1–6, 7–6(7–4), [10–3]                                                 | Weronika Falkowska Sarah Beth Grey                                |                                                         |                                                         |
| Caldas da Rainha Ladies Open Caldas da Rainha, Portugal Dura W60+H Cuadro individual y dobles | Lucrezia Stefanini 3–6, 6–1, 7–6(7–3)                                                            | Marina Bassols Ribera                                             |                                                         |                                                         |
| Caldas da Rainha Ladies Open Caldas da Rainha, Portugal Dura W60+H Cuadro individual y dobles | Adriana Reami Anna Rogers 6–4, 7–5                                                               | Elysia Bolton Jamie Loeb                                          |                                                         |                                                         |
| Darwin Tennis International Darwin, Australia Dura W25 Cuadro individual y dobles             | Alexandra Bozovic 6–1, 6–4                                                                       | Destanee Aiava                                                    |                                                         |                                                         |
| Darwin Tennis International Darwin, Australia Dura W25 Cuadro individual y dobles             | Momoko Kobori Luksika Kumkhum 6–2, 7–6(7–3)                                                      | Yui Chikaraishi Nanari Katsumi                                    |                                                         |                                                         |
| Jablonec nad Nisou, República Checa Arcilla W25 Cuadro individual y dobles                    | Leyre Romero Gormaz 6–1, 7–6(7–1)                                                                | Misaki Matsuda                                                    |                                                         |                                                         |
| Jablonec nad Nisou, República Checa Arcilla W25 Cuadro individual y dobles                    | Anna Danilina Valeriya Strakhova 7–5, 6–1                                                        | Lena Papadakis Anna Sisková                                       |                                                         |                                                         |
| Santa Margherita di Pula, Italia Arcilla W25 Cuadro individual y dobles                       | Brenda Fruhvirtová 6–4, 2–0 ret.                                                                 | Jessica Pieri                                                     |                                                         |                                                         |
| Santa Margherita di Pula, Italia Arcilla W25 Cuadro individual y dobles                       | Zhibek Kulambayeva Darja Semenistaja 6–2, 6–2                                                    | Lu Jiajing Anita Wagner                                           |                                                         |                                                         |
| Varna, Bulgaria Arcilla W15 Cuadro individual y dobles                                        | Patricia Maria Țig 6–1, 6–0                                                                      | Lucija Ćirić Bagarić                                              |                                                         |                                                         |
| Varna, Bulgaria Arcilla W15 Cuadro individual y dobles                                        | Patricia Maria Țig Maria Toma 6–4, 6–4                                                           | Melis Sezer Julia Stamatova                                       |                                                         |                                                         |
| Sharm El Sheikh, Egipto Dura W15 Cuadro individual y dobles                                   | Polina Iatcenko 7–6(8–6), 6–2                                                                    | Jacqueline Cabaj Awad                                             |                                                         |                                                         |
| Sharm El Sheikh, Egipto Dura W15 Cuadro individual y dobles                                   | Aliona Falei Nino Natsvlishvili 6–3, 6–4                                                         | Chen Pei-hsuan Lin Fang-an                                        |                                                         |                                                         |
| Dijon, Francia Arcilla W15 Cuadro individual y dobles                                         | Loïs Boisson 7–5, 3–6, 7–5                                                                       | Vivian Wolff                                                      |                                                         |                                                         |
| Dijon, Francia Arcilla W15 Cuadro individual y dobles                                         | Jade Bornay Alina Granwehr 6–2, 6–3                                                              | Nicole Gadient Chelsea Vanhoutte                                  |                                                         |                                                         |
| Cancún, México Dura W15 Cuadro individual y dobles                                            | Kaitlin Quevedo 6–4, 6–3                                                                         | Thaísa Grana Pedretti                                             |                                                         |                                                         |
| Cancún, México Dura W15 Cuadro individual y dobles                                            | Anna Ulyashchenko Kelly Williford 7–6(7–5), 4–6, [10–6]                                          | Nadia Echeverría Alam Jessica Hinojosa Gomez                      |                                                         |                                                         |
| Casablanca, Marruecos Arcilla W15 Cuadro individual y dobles                                  | Laura Hietaranta 6–2, 6–2                                                                        | Marie Mettraux                                                    |                                                         |                                                         |
| Casablanca, Marruecos Arcilla W15 Cuadro individual y dobles                                  | Ilinca Amariei Linda Ševčíková 4–6, 6–2, [10–5]                                                  | Matilde Mariani Linda Salvi                                       |                                                         |                                                         |
| Melilla, España Arcilla W15 Cuadro individual y dobles                                        | Karola Bejenaru 7–5, 6–1                                                                         | Amy Zhu                                                           |                                                         |                                                         |
| Melilla, España Arcilla W15 Cuadro individual y dobles                                        | Karola Bejenaru Amy Zhu 6–3, 6–3                                                                 | Giorgia Pinto Gaia Squarcialupi                                   |                                                         |                                                         |
| Monastir, Túnez Dura W15 Cuadro individual y dobles                                           | Bai Zhuoxuan 6–2, 6–4                                                                            | Samira De Stefano                                                 |                                                         |                                                         |
| Monastir, Túnez Dura W15 Cuadro individual y dobles                                           | Lee Ya-hsin Tsao Chia-yi 7–6(8–6), 6–4                                                           | Emilia Durska Camilla Zanolini                                    |                                                         |                                                         |
| 19 de septiembre                                                                              | Vrnjačka Banja Open Vrnjačka Banja, Serbia Arcilla W60 Cuadro individual y dobles                | Aliona Bolsova 7–5, 6–1                                           | Nina Potočnik                                           |                                                         |
| 19 de septiembre                                                                              | Vrnjačka Banja Open Vrnjačka Banja, Serbia Arcilla W60 Cuadro individual y dobles                | Darya Astakhova Ekaterina Reyngold 3–6, 6–2, [10–8]               | Cristina Dinu Nika Radišić                              |                                                         |
| 19 de septiembre                                                                              | Berkeley Tennis Club Challenge Berkeley, Estados Unidos Dura W60 Cuadro individual y dobles      | Madison Brengle 6–7(3–7), 6–3, 6–2                                | Yuan Yue                                                |                                                         |
| 19 de septiembre                                                                              | Berkeley Tennis Club Challenge Berkeley, Estados Unidos Dura W60 Cuadro individual y dobles      | Elvina Kalieva Peyton Stearns 7–6(7–5), 7–6(7–5)                  | Allura Zamarripa Maribella Zamarripa                    |                                                         |
| 19 de septiembre                                                                              | Darwin Tennis International Darwin, Australia Dura W25 Cuadro individual y dobles                | Alexandra Bozovic 3–6, 6–3, 6–3                                   | Talia Gibson                                            |                                                         |
| 19 de septiembre                                                                              | Darwin Tennis International Darwin, Australia Dura W25 Cuadro individual y dobles                | Talia Gibson Petra Hule 2–6, 7–5, [10–5]                          | Lisa Mays Ramu Ueda                                     |                                                         |
| 19 de septiembre                                                                              | Santa Margherita di Pula, Italia Arcilla W25 Cuadro individual y dobles                          | Katharina Hobgarski 6–1, 6–1                                      | Camilla Rosatello                                       |                                                         |
| 19 de septiembre                                                                              | Santa Margherita di Pula, Italia Arcilla W25 Cuadro individual y dobles                          | Angelica Moratelli Camilla Rosatello 6–4, 6–4                     | Jennifer Ruggeri Noelia Zeballos                        |                                                         |
| 19 de septiembre                                                                              | Otočec, Eslovenia Arcilla W25 Cuadro individual y dobles                                         | Miriam Bulgaru 7–5, 6–4                                           | Paula Ormaechea                                         |                                                         |
| 19 de septiembre                                                                              | Otočec, Eslovenia Arcilla W25 Cuadro individual y dobles                                         | Irina Khromacheva Iryna Shymanovich 6–2, 6–4                      | Sandra Samir Yang Ya-yi                                 |                                                         |
| 19 de septiembre                                                                              | Guayaquil, Ecuador Arcilla W15 Cuadro individual y dobles                                        | Sofia Sewing 4–6, 6–3, 6–2                                        | María Herazo González                                   |                                                         |
| 19 de septiembre                                                                              | Guayaquil, Ecuador Arcilla W15 Cuadro individual y dobles                                        | María Paulina Pérez Sofia Sewing 6–4, 1–6, [10–2]                 | Romina Ccuno María Herazo González                      |                                                         |
| 19 de septiembre                                                                              | Sharm El Sheikh, Egipto Dura W15 Cuadro individual y dobles                                      | Elena Pridankina 3–6, 6–4, 6–4                                    | Katarína Kužmová                                        |                                                         |
| 19 de septiembre                                                                              | Sharm El Sheikh, Egipto Dura W15 Cuadro individual y dobles                                      | Aglaya Fedorova Elena Pridankina 7–5, 6–1                         | Yasmin Ezzat Aliona Falei                               |                                                         |
| 19 de septiembre                                                                              | Cancún, México Dura W15 Cuadro individual y dobles                                               | Gabriela Rivera 4–3, ret.                                         | Salma Ewing                                             |                                                         |
| 19 de septiembre                                                                              | Cancún, México Dura W15 Cuadro individual y dobles                                               | María Fernanda Navarro Lauren Proctor 6–3, 5–7, [10–7]            | Jessica Hinojosa Gómez Victoria Rodríguez               |                                                         |
| 19 de septiembre                                                                              | Ceuta, España Dura W15 Cuadro individual y dobles                                                | Olga Helmi 4–0, ret.                                              | Louise Brunskog                                         |                                                         |
| 19 de septiembre                                                                              | Ceuta, España Dura W15 Cuadro individual y dobles                                                | Maryna Kolb Nadiya Kolb 6–4, 6–2                                  | Lucía Llinares Domingo Olga Parres Azcoitia             |                                                         |
| 19 de septiembre                                                                              | Monastir, Túnez Dura W15 Cuadro individual y dobles                                              | Nadine Keller 6–2, 7–6(9–7)                                       | Yasmine Mansouri                                        |                                                         |
| 19 de septiembre                                                                              | Monastir, Túnez Dura W15 Cuadro individual y dobles                                              | Lee Ya-hsin Tsao Chia-yi 6–0, 6–1                                 | Abigail Amos Jaeda Daniel                               |                                                         |
| 19 de septiembre                                                                              | Lubbock, Estados Unidos Dura W15 Cuadro individual y dobles                                      | Liv Hovde 7–6(7–2), 6–1                                           | Carson Branstine                                        |                                                         |
| 19 de septiembre                                                                              | Lubbock, Estados Unidos Dura W15 Cuadro individual y dobles                                      | Katarina Kozarov Veronica Miroshnichenko 6–1, 4–6, [11–9]         | Hsu Chieh-yu Maria Kononova                             |                                                         |
| 26 de septiembre                                                                              | Open Internacional de San Sebastián San Sebastián, España Arcilla W60 Cuadro individual y dobles | Julia Grabher 6–3, 7–6(7–3)                                       | Aliona Bolsova                                          |                                                         |
| 26 de septiembre                                                                              | Open Internacional de San Sebastián San Sebastián, España Arcilla W60 Cuadro individual y dobles | Aliona Bolsova Katarina Zavatska 1–2, ret.                        | Ángela Fita Boluda Guiomar Maristany                    |                                                         |
| 26 de septiembre                                                                              | Central Coast Pro Tennis Open Templeton, Estados Unidos Dura W60 Cuadro individual y dobles      | Madison Brengle 4–6, 6–4, 6–2                                     | Robin Montgomery                                        |                                                         |
| 26 de septiembre                                                                              | Central Coast Pro Tennis Open Templeton, Estados Unidos Dura W60 Cuadro individual y dobles      | Nao Hibino Sabrina Santamaria 6–4, 7–6(7–4)                       | Sophie Chang Katarzyna Kawa                             |                                                         |
| 26 de septiembre                                                                              | Nanao, Japón Carpet W25 Cuadro individual y dobles                                               | Haruka Kaji 3–6, 6–3, 6–3                                         | Momoko Kobori                                           |                                                         |
| 26 de septiembre                                                                              | Nanao, Japón Carpet W25 Cuadro individual y dobles                                               | Funa Kozaki Ikumi Yamazaki 3–6, 7–6(7–5), [10–5]                  | Aoi Ito Rinon Okuwaki                                   |                                                         |
| 26 de septiembre                                                                              | Santa Margherita di Pula, Italia Arcilla W25 Cuadro individual y dobles                          | Ylena In-Albon 6–3, 6–2                                           | Noma Noha Akugue                                        |                                                         |
| 26 de septiembre                                                                              | Santa Margherita di Pula, Italia Arcilla W25 Cuadro individual y dobles                          | Amina Anshba Oana Georgeta Simion 6–3, 6–1                        | Angelica Moratelli Lisa Pigato                          |                                                         |
| 26 de septiembre                                                                              | Lisboa Belém Open Lisbon, Portugal Arcilla W25 Cuadro individual y dobles                        | Carole Monnet 1–6, 6–3, 6–2                                       | Joanne Züger                                            |                                                         |
| 26 de septiembre                                                                              | Lisboa Belém Open Lisbon, Portugal Arcilla W25 Cuadro individual y dobles                        | Francisca Jorge Matilde Jorge 6–2, 6–2                            | Irene Burillo Escorihuela Andrea Lázaro García          |                                                         |
| 26 de septiembre                                                                              | Otočec, Eslovenia Arcilla W25 Cuadro individual y dobles                                         | Iryna Shymanovich 6–3, 3–6, 6–3                                   | Miriam Bulgaru                                          |                                                         |
| 26 de septiembre                                                                              | Otočec, Eslovenia Arcilla W25 Cuadro individual y dobles                                         | Jessie Aney Anna Sisková 3–0 ret.                                 | Irina Khromacheva Iryna Shymanovich                     |                                                         |
| 26 de septiembre                                                                              | Austin, Estados Unidos Dura W25 Cuadro individual y dobles                                       | Peyton Stearns 6–1, 6–0                                           | Clervie Ngounoue                                        |                                                         |
| 26 de septiembre                                                                              | Austin, Estados Unidos Dura W25 Cuadro individual y dobles                                       | Elysia Bolton Jamie Loeb 6–3, 6–3                                 | Martyna Kubka Ashley Lahey                              |                                                         |
| 26 de septiembre                                                                              | Eldorado, Argentina Arcilla W15 Cuadro individual y dobles                                       | Solana Sierra 6–3, 6–3                                            | Luisina Giovannini                                      |                                                         |
| 26 de septiembre                                                                              | Eldorado, Argentina Arcilla W15 Cuadro individual y dobles                                       | Júlia Konishi Camargo Silva Emma Léné 6–2, 6–0                    | Luciana Blatter Tiziana Rossini                         |                                                         |
| 26 de septiembre                                                                              | Guayaquil, Ecuador Arcilla W15 Cuadro individual y dobles                                        | María Herazo González 6–4, 6–3                                    | Sofia Sewing                                            |                                                         |
| 26 de septiembre                                                                              | Guayaquil, Ecuador Arcilla W15 Cuadro individual y dobles                                        | Romina Ccuno María Herazo González 6–2, 5–7, [11–9]               | María Paulina Pérez Sofia Sewing                        |                                                         |
| 26 de septiembre                                                                              | Sharm El Sheikh, Egipto Dura W15 Cuadro individual y dobles                                      | Darya Shauha 6–2, 7–6(7–3)                                        | Aliona Falei                                            |                                                         |
| 26 de septiembre                                                                              | Sharm El Sheikh, Egipto Dura W15 Cuadro individual y dobles                                      | Anastasia Abbagnato Beatrice Stagno 2–6, 6–3, [10–5]              | Aglaya Fedorova Elena Pridankina                        |                                                         |
| 26 de septiembre                                                                              | Cancún, México Dura W15 Cuadro individual y dobles                                               | Kaitlin Quevedo 6–2, 6–3                                          | Mika Dagan Fruchtman                                    |                                                         |
| 26 de septiembre                                                                              | Cancún, México Dura W15 Cuadro individual y dobles                                               | Louise Kwong Anna Ulyashchenko 6–4, 6–4                           | Jessica Hinojosa Gómez Kaitlin Quevedo                  |                                                         |
| 26 de septiembre                                                                              | Monastir, Túnez Dura W15 Cuadro individual y dobles                                              | Wei Sijia 6–3, 6–2                                                | Yao Xinxin                                              |                                                         |
| 26 de septiembre                                                                              | Monastir, Túnez Dura W15 Cuadro individual y dobles                                              | Dong Na Jennifer Luikham 6–7(6–8), 6–4, [10–6]                    | Abigail Amos Arabella Koller                            |                                                         |
| 26 de septiembre                                                                              | Hilton Head Island, Estados Unidos Arcilla W15 Cuadro individual y dobles                        | Toda la competencia fue cancelada debido al huracán Ian           | Toda la competencia fue cancelada debido al huracán Ian | Toda la competencia fue cancelada debido al huracán Ian |
| 26 de septiembre                                                                              | Hilton Head Island, Estados Unidos Arcilla W15 Cuadro individual y dobles                        | Paris Corley / Lexington Reed vs Daria Kuczer / Eléonora Molinaro |                                                         |                                                         |

### Torneos en octubre
| 3 de octubre  | Rancho Santa Fe Open Rancho Santa Fe, Estados Unidos Dura W80 Cuadro individual y dobles                       | Marcela Zacarías 6–1, 6–2                                     | Katrina Scott                                          |
| 3 de octubre  | Rancho Santa Fe Open Rancho Santa Fe, Estados Unidos Dura W80 Cuadro individual y dobles                       | Elvina Kalieva Katarzyna Kawa 6–1, 3–6, [10–2]                | Giuliana Olmos Marcela Zacarías                        |
| 3 de octubre  | Empire Women's Indoor Trnava, Eslovaquia Dura (en pista cubierta) W60 Cuadro individual y dobles               | Katie Swan 6–1, 3–6, 6–4                                      | Wang Xinyu                                             |
| 3 de octubre  | Empire Women's Indoor Trnava, Eslovaquia Dura (en pista cubierta) W60 Cuadro individual y dobles               | Mariam Bolkvadze Maia Lumsden 6–2, 6–3                        | Diāna Marcinkēviča Conny Perrin                        |
| 3 de octubre  | Cairns, Australia Dura W25 Cuadro individual y dobles                                                          | Priscilla Hon 4–6, 7–6(8–6), 6–4                              | Kimberly Birrell                                       |
| 3 de octubre  | Cairns, Australia Dura W25 Cuadro individual y dobles                                                          | Naiktha Bains Alexandra Bozovic 6–4, 6–4                      | Destanee Aiava Lisa Mays                               |
| 3 de octubre  | Sozopol, Bulgaria Dura W25 Cuadro individual y dobles                                                          | Denislava Glushkova 6–3, 6–3                                  | Maria Bondarenko                                       |
| 3 de octubre  | Sozopol, Bulgaria Dura W25 Cuadro individual y dobles                                                          | Irina Khromacheva Elena Malõgina 7–6(7–3), 6–2                | Ilona Georgiana Ghioroaie Rebeka Stolmár               |
| 3 de octubre  | Šibenik, Croacia Arcilla W25 Cuadro individual y dobles                                                        | Jéssica Bouzas Maneiro 6–3, 6–3                               | Leyre Romero Gormaz                                    |
| 3 de octubre  | Šibenik, Croacia Arcilla W25 Cuadro individual y dobles                                                        | Weronika Falkowska Jaimee Fourlis 6–4, 6–2                    | Eleni Christofi Christina Rosca                        |
| 3 de octubre  | Santa Margherita di Pula, Italia Arcilla W25 Cuadro individual y dobles                                        | Caijsa Hennemann 6–1, 7–5                                     | Ylena In-Albon                                         |
| 3 de octubre  | Santa Margherita di Pula, Italia Arcilla W25 Cuadro individual y dobles                                        | Jessie Aney Sapfo Sakellaridi 7–6(7–1), 6–4                   | Camilla Rosatello Aurora Zantedeschi                   |
| 3 de octubre  | Makinohara, Japón Carpet W25 Cuadro individual y dobles                                                        | Ikumi Yamazaki 7–5, 6–4                                       | Hayu Kinoshita                                         |
| 3 de octubre  | Makinohara, Japón Carpet W25 Cuadro individual y dobles                                                        | Mayuka Aikawa Momoko Kobori 6–4, 5–7, [10–7]                  | Mana Ayukawa Riko Sawayanagi                           |
| 3 de octubre  | Hua Hin, Tailandia Dura W25 Cuadro individual y dobles                                                         | Bai Zhuoxuan 7–5, 6–4                                         | You Xiaodi                                             |
| 3 de octubre  | Hua Hin, Tailandia Dura W25 Cuadro individual y dobles                                                         | Peangtarn Plipuech Erika Sema 2–6, 7–6(7–0), [13–11]          | Gozal Ainitdinova Ekaterina Maklakova                  |
| 3 de octubre  | Redding, Estados Unidos Dura W25 Cuadro individual y dobles                                                    | Kayla Day 6–3, 6–4                                            | Jamie Loeb                                             |
| 3 de octubre  | Redding, Estados Unidos Dura W25 Cuadro individual y dobles                                                    | Rasheeda McAdoo Ganna Poznikhirenko 7–6(7–3), 7–5             | Alexa Glatch Aldila Sutjiadi                           |
| 3 de octubre  | Eldorado, Argentina Arcilla W15 Cuadro individual y dobles                                                     | Luciana Moyano 1–6, 6–4, 6–4                                  | Emma Léné                                              |
| 3 de octubre  | Eldorado, Argentina Arcilla W15 Cuadro individual y dobles                                                     | Berta Bonardi Tiziana Rossini 7–6(7–3), 4–6, [10–7]           | Marian Gómez Pezuela Cano Luciana Moyano               |
| 3 de octubre  | Sharm El Sheikh, Egipto Dura W15 Cuadro individual y dobles                                                    | Polina Iatcenko 6–1, 6–1                                      | Vivian Yang                                            |
| 3 de octubre  | Sharm El Sheikh, Egipto Dura W15 Cuadro individual y dobles                                                    | Patricija Paukštytė Vivian Yang 7–5, 6–4                      | Romana Čisovská Barbora Matúšová                       |
| 3 de octubre  | Reims, Francia Dura (en pista cubierta) W15 Cuadro individual y dobles                                         | Céline Naef 6–2, 6–7(3–7), 6–3                                | Manon Léonard                                          |
| 3 de octubre  | Reims, Francia Dura (en pista cubierta) W15 Cuadro individual y dobles                                         | Irina Balus Céline Naef 6–2, 6–0                              | Mallaurie Noël Margot Yerolymos                        |
| 3 de octubre  | Baza, España Dura W15 Cuadro individual y dobles                                                               | Lucía Peyre 6–3, 6–3                                          | Nadiya Kolb                                            |
| 3 de octubre  | Baza, España Dura W15 Cuadro individual y dobles                                                               | Lucía Llinares Domingo Olga Parres Azcoitia 7–5, 2–6, [13–11] | Maryna Kolb Nadiya Kolb                                |
| 3 de octubre  | Monastir, Túnez Dura W15 Cuadro individual y dobles                                                            | Wei Sijia 6–2, 6–0                                            | Kyoka Kubo                                             |
| 3 de octubre  | Monastir, Túnez Dura W15 Cuadro individual y dobles                                                            | Lee Ya-hsin Tsao Chia-yi 1–6, 6–1, [10–3]                     | Priska Madelyn Nugroho Wei Sijia                       |
| 10 de octubre | Empire Women's Indoor Trnava, Eslovaquia Dura (en pista cubierta) W60 Cuadro individual y dobles               | Eva Lys 6–2, 4–6, 6–2                                         | Anna Karolína Schmiedlová                              |
| 10 de octubre | Empire Women's Indoor Trnava, Eslovaquia Dura (en pista cubierta) W60 Cuadro individual y dobles               | Sofya Lansere Rebecca Šramková 4–6, 6–2, [11–9]               | Lee Pei-chi Wu Fang-hsien                              |
| 10 de octubre | Open Feu Aziz Zouhir Monastir, Túnez Dura W60 Cuadro individual y dobles                                       | Kristina Mladenovic 6–1, 3–6, 7–5                             | Tamara Zidanšek                                        |
| 10 de octubre | Open Feu Aziz Zouhir Monastir, Túnez Dura W60 Cuadro individual y dobles                                       | Priska Madelyn Nugroho Wei Sijia 6–3, 6–2                     | Isabelle Haverlag Suzan Lamens                         |
| 10 de octubre | Henderson Tennis Open Las Vegas, Estados Unidos Dura W60 Cuadro individual y dobles                            | Yuan Yue 4–6, 6–3, 6–1                                        | Diana Shnaider                                         |
| 10 de octubre | Henderson Tennis Open Las Vegas, Estados Unidos Dura W60 Cuadro individual y dobles                            | Carmen Corley Ivana Corley 6–2, 6–0                           | Katarina Kozarov Veronica Miroshnichenko               |
| 10 de octubre | Tucumán, Argentina Arcilla W25 Cuadro individual y dobles                                                      | Paula Ormaechea 6–2, 6–3                                      | Valeriya Strakhova                                     |
| 10 de octubre | Tucumán, Argentina Arcilla W25 Cuadro individual y dobles                                                      | Lexie Stevens Valeriya Strakhova 6–3, 6–2                     | Marian Gómez Pezuela Cano Luciana Moyano               |
| 10 de octubre | Cairns, Australia Dura W25 Cuadro individual y dobles                                                          | Lizette Cabrera 5–7, 6–3, 6–2                                 | Naiktha Bains                                          |
| 10 de octubre | Cairns, Australia Dura W25 Cuadro individual y dobles                                                          | Talia Gibson Petra Hule 6–1, 6–4                              | Alana Parnaby Taylah Preston                           |
| 10 de octubre | Sozopol, Bulgaria Dura W25 Cuadro individual y dobles                                                          | Zeynep Sönmez 7–5, 6–4                                        | Darya Astakhova                                        |
| 10 de octubre | Sozopol, Bulgaria Dura W25 Cuadro individual y dobles                                                          | Darya Astakhova Irina Khromacheva Walkover                    | Jasmijn Gimbrère Elena Malõgina                        |
| 10 de octubre | Fredericton, Canadá Dura (en pista cubierta) W25 Cuadro individual y dobles                                    | Stacey Fung 7–5, 6–3                                          | Arianne Hartono                                        |
| 10 de octubre | Fredericton, Canadá Dura (en pista cubierta) W25 Cuadro individual y dobles                                    | Arianne Hartono Olivia Tjandramulia 7–5, 6–1                  | Viktória Morvayová Anna Sisková                        |
| 10 de octubre | Cherbourg-en-Cotentin, Francia Dura (en pista cubierta) W25+H Cuadro individual y dobles                       | Céline Naef 3–6, 7–5, 6–2                                     | Irene Burillo Escorihuela                              |
| 10 de octubre | Cherbourg-en-Cotentin, Francia Dura (en pista cubierta) W25+H Cuadro individual y dobles                       | Irene Burillo Escorihuela Andrea Lázaro García 6–3, 6–4       | Ankita Raina Rosalie van der Hoek                      |
| 10 de octubre | Santa Margherita di Pula, Italia Arcilla W25 Cuadro individual y dobles                                        | Carlota Martínez Círez 7–5, 7–5                               | Misaki Matsuda                                         |
| 10 de octubre | Santa Margherita di Pula, Italia Arcilla W25 Cuadro individual y dobles                                        | Angelica Moratelli Camilla Rosatello 6–7(4–7), 7–5, [10–5]    | Jessie Aney Sapfo Sakellaridi                          |
| 10 de octubre | Hamamatsu, Japón Carpet W25 Cuadro individual y dobles                                                         | Haruka Kaji 1–1, ret.                                         | Ikumi Yamazaki                                         |
| 10 de octubre | Hamamatsu, Japón Carpet W25 Cuadro individual y dobles                                                         | Haruna Arakawa Aoi Ito 6–1, 7–6(8–6)                          | Erina Hayashi Kanako Morisaki                          |
| 10 de octubre | Quinta do Lago, Portugal Dura W25 Cuadro individual y dobles                                                   | Jéssica Bouzas Maneiro 7–5, 5–4 ret.                          | Tara Würth                                             |
| 10 de octubre | Quinta do Lago, Portugal Dura W25 Cuadro individual y dobles                                                   | Francisca Jorge Matilde Jorge 6–4, 6–4                        | Ku Yeon-woo Adrienn Nagy                               |
| 10 de octubre | Hua Hin, Tailandia Dura W25 Cuadro individual y dobles                                                         | Bai Zhuoxuan 3–6, 6–0, 6–3                                    | Cody Wong Hong-yi                                      |
| 10 de octubre | Hua Hin, Tailandia Dura W25 Cuadro individual y dobles                                                         | Sofia Costoulas Punnin Kovapitukted 6–1, 6–2                  | Risa Ushijima Wi Hwi-won                               |
| 10 de octubre | Florence, Estados Unidos Dura W25 Cuadro individual y dobles                                                   | Peyton Stearns 6–7(4–7), 6–2, 7–5                             | Alexandra Vecic                                        |
| 10 de octubre | Florence, Estados Unidos Dura W25 Cuadro individual y dobles                                                   | Allura Zamarripa Maribella Zamarripa 6–3, 6–4                 | Samantha Crawford Clervie Ngounoue                     |
| 10 de octubre | Sharm El Sheikh, Egipto Dura W15 Cuadro individual y dobles                                                    | Karola Bejenaru 7–6(7–3), 6–4                                 | Ksenia Zaytseva                                        |
| 10 de octubre | Sharm El Sheikh, Egipto Dura W15 Cuadro individual y dobles                                                    | Cho I-hsuan Cho Yi-tsen 6–0, 6–0                              | Patricija Paukštytė Liisa Varul                        |
| 10 de octubre | Heraklion, Grecia Arcilla W15 Cuadro individual y dobles                                                       | Ivana Šebestová 6–0, 7–6(8–6)                                 | Elena Korokozidi                                       |
| 10 de octubre | Heraklion, Grecia Arcilla W15 Cuadro individual y dobles                                                       | Silvia Ambrosio Ivana Šebestová 7–5, 7–5                      | Simona Ogescu Dimitra Pavlou                           |
| 10 de octubre | Monastir, Túnez Dura W15 Cuadro individual y dobles                                                            | Kristina Paskauskas 6–2, 4–6, 7–6(10–8)                       | Tsao Chia-yi                                           |
| 10 de octubre | Monastir, Túnez Dura W15 Cuadro individual y dobles                                                            | Lee Ya-hsin Tsao Chia-yi 6–4, 6–0                             | Flavie Brugnone Stéphanie Visscher                     |
| 17 de octubre | Challenger de Saguenay Saguenay, Canadá Dura (en pista cubierta) W60 Cuadro individual y dobles                | Karman Thandi 3–6, 6–4, 6–3                                   | Katherine Sebov                                        |
| 17 de octubre | Challenger de Saguenay Saguenay, Canadá Dura (en pista cubierta) W60 Cuadro individual y dobles                | Arianne Hartono Olivia Tjandramulia 5–7, 7–6(7–3), [10–8]     | Catherine Harrison Yanina Wickmayer                    |
| 17 de octubre | Hamburg Ladies & Gents Cup Hamburgo, Alemania Dura (en pista cubierta) W60 Cuadro individual y dobles          | Rebeka Masarova 6–4, 6–3                                      | Ysaline Bonaventure                                    |
| 17 de octubre | Hamburg Ladies & Gents Cup Hamburgo, Alemania Dura (en pista cubierta) W60 Cuadro individual y dobles          | Miriam Kolodziejová Jesika Malečková 6–4, 6–2                 | Veronika Erjavec Malene Helgø                          |
| 17 de octubre | GB Pro-Series Glasgow Glasgow, Reino Unido Dura (en pista cubierta) W60 Cuadro individual y dobles             | Yuriko Miyazaki 5–7, 7–6(7–5), 6–2                            | Heather Watson                                         |
| 17 de octubre | GB Pro-Series Glasgow Glasgow, Reino Unido Dura (en pista cubierta) W60 Cuadro individual y dobles             | Freya Christie Ali Collins 6–4, 6–1                           | Irene Burillo Escorihuela Andrea Lázaro García         |
| 17 de octubre | Tennis Classic of Macon Macon, Estados Unidos Dura W60 Cuadro individual y dobles                              | Madison Brengle 6–3, 6–1                                      | Panna Udvardy                                          |
| 17 de octubre | Tennis Classic of Macon Macon, Estados Unidos Dura W60 Cuadro individual y dobles                              | Anna Rogers Christina Rosca 6–4, 6–4                          | Madison Brengle Maria Mateas                           |
| 17 de octubre | Sozopol, Bulgaria Dura W25 Cuadro individual y dobles                                                          | Adithya Karunaratne 6–3, 6–1                                  | Mia Ristić                                             |
| 17 de octubre | Sozopol, Bulgaria Dura W25 Cuadro individual y dobles                                                          | Ma Yexin Yang Ya-yi 6–3, 6–1                                  | Cristina Dinu Lu Jiajing                               |
| 17 de octubre | Santa Margherita di Pula, Italia Arcilla W25 Cuadro individual y dobles                                        | Brenda Fruhvirtová 6–0, 6–1                                   | Ylena In-Albon                                         |
| 17 de octubre | Santa Margherita di Pula, Italia Arcilla W25 Cuadro individual y dobles                                        | Jessie Aney Sapfo Sakellaridi 7–6(7–2), 7–5                   | Nuria Brancaccio Angelica Moratelli                    |
| 17 de octubre | Loulé, Portugal Dura W25 Cuadro individual y dobles                                                            | Victoria Jiménez Kasintseva 6–1, 6–4                          | Katarina Zavatska                                      |
| 17 de octubre | Loulé, Portugal Dura W25 Cuadro individual y dobles                                                            | Francisca Jorge Matilde Jorge 6–3, 7–5                        | Lee Pei-chi Wu Fang-hsien                              |
| 17 de octubre | Seville, España Arcilla W25 Cuadro individual y dobles                                                         | Raluca Șerban 6–3, 6–0                                        | İpek Öz                                                |
| 17 de octubre | Seville, España Arcilla W25 Cuadro individual y dobles                                                         | İpek Öz Nika Radišić 7–5, 7–6(7–3)                            | Maryna Kolb Nadiya Kolb                                |
| 17 de octubre | Fort Worth, Estados Unidos Dura W25 Cuadro individual y dobles                                                 | Liv Hovde 7–6(7–1), 6–4                                       | Reese Brantmeier                                       |
| 17 de octubre | Fort Worth, Estados Unidos Dura W25 Cuadro individual y dobles                                                 | Katarina Kozarov Maria Kozyreva 6–4, 6–7(12–14), [10–7]       | Allura Zamarripa Maribella Zamarripa                   |
| 17 de octubre | Bucaramanga, Colombia Arcilla W15 Cuadro individual y dobles                                                   | Kaitlin Quevedo 6–3, 6–7(6–8), 7–5                            | Sofia Sewing                                           |
| 17 de octubre | Bucaramanga, Colombia Arcilla W15 Cuadro individual y dobles                                                   | Lexie Stevens Valeriya Strakhova 7–6(7–4), 6–3                | Romina Ccuno María Paulina Pérez                       |
| 17 de octubre | Sharm El Sheikh, Egipto Dura W15 Cuadro individual y dobles                                                    | Anastasiia Gureva 6–3, 6–1                                    | Andrė Lukošiūtė                                        |
| 17 de octubre | Sharm El Sheikh, Egipto Dura W15 Cuadro individual y dobles                                                    | Tilwith Di Girolami Anastasiia Gureva 6–2, 4–6, [10–7]        | Cho I-hsuan Cho Yi-tsen                                |
| 17 de octubre | Heraklion, Grecia Arcilla W15 Cuadro individual y dobles                                                       | Oleksandra Oliynykova 6–4, 1–0 ret.                           | Vanda Lukács                                           |
| 17 de octubre | Heraklion, Grecia Arcilla W15 Cuadro individual y dobles                                                       | Ilinca Amariei Lauryn John-Baptiste 6–1, 6–1                  | Giorgia Pinto Gaia Squarcialupi                        |
| 17 de octubre | Monastir, Túnez Dura W15 Cuadro individual y dobles                                                            | Hanne Vandewinkel 6–3, 1–6, 6–1                               | Eleni Kordolaimi                                       |
| 17 de octubre | Monastir, Túnez Dura W15 Cuadro individual y dobles                                                            | Lee Ya-hsin Tsao Chia-yi 6–2, 6–4                             | Hanne Vandewinkel Radka Zelníčková                     |
| 17 de octubre | Antalya, Turquía Arcilla W15 Cuadro individual y dobles                                                        | Tamara Čurović 6–2, 4–6, 6–3                                  | Anika Jašková                                          |
| 17 de octubre | Antalya, Turquía Arcilla W15 Cuadro individual y dobles                                                        | Celine Simunyu Melis Ayda Uyar 6–4, 3–6, [10–6]               | Tamara Čurović Bojana Marinković                       |
| 24 de octubre | Torneig Internacional Els Gorchs Les Franqueses del Vallès, España Dura W100 Cuadro individual y dobles        | Jasmine Paolini 6–4, 6–4                                      | Kateryna Baindl                                        |
| 24 de octubre | Torneig Internacional Els Gorchs Les Franqueses del Vallès, España Dura W100 Cuadro individual y dobles        | Aliona Bolsova Rebeka Masarova 7–5, 1–6, [10–3]               | Misaki Doi Beatrice Gumulya                            |
| 24 de octubre | Internationaux Féminins de la Vienne Poitiers, Francia Dura (en pista cubierta) W80 Cuadro individual y dobles | Petra Marčinko 6–3, 7–6(7–2)                                  | Ysaline Bonaventure                                    |
| 24 de octubre | Internationaux Féminins de la Vienne Poitiers, Francia Dura (en pista cubierta) W80 Cuadro individual y dobles | Miriam Kolodziejová Markéta Vondroušová 6–4, 6–3              | Jessika Ponchet Renata Voráčová                        |
| 24 de octubre | Tyler Pro Challenge Tyler, Estados Unidos Dura W80 Cuadro individual y dobles                                  | Taylor Townsend 6–4, 6–2                                      | Yuan Yue                                               |
| 24 de octubre | Tyler Pro Challenge Tyler, Estados Unidos Dura W80 Cuadro individual y dobles                                  | Maria Kozyreva Ashley Lahey 7–5, 6–2                          | Jaeda Daniel Nell Miller                               |
| 24 de octubre | City of Playford Tennis International Playford, Australia Dura W60 Cuadro individual y dobles                  | Kimberly Birrell 3–6, 7–5, 6–4                                | Maddison Inglis                                        |
| 24 de octubre | City of Playford Tennis International Playford, Australia Dura W60 Cuadro individual y dobles                  | Alexandra Bozovic Talia Gibson 7–5, 6–4                       | Han Na-lae Priska Madelyn Nugroho                      |
| 24 de octubre | Tevlin Women's Challenger Toronto, Canadá Dura (en pista cubierta) W60 Cuadro individual y dobles              | Robin Anderson 6–2, 6–4                                       | Jang Su-jeong                                          |
| 24 de octubre | Tevlin Women's Challenger Toronto, Canadá Dura (en pista cubierta) W60 Cuadro individual y dobles              | Michaela Bayerlová Jang Su-jeong 6–3, 6–2                     | Elysia Bolton Jamie Loeb                               |
| 24 de octubre | Ibagué, Colombia Arcilla W25 Cuadro individual y dobles                                                        | María Herazo González 6–3, 6–3                                | Gabriela Cé                                            |
| 24 de octubre | Ibagué, Colombia Arcilla W25 Cuadro individual y dobles                                                        | Yuliana Lizarazo María Paulina Pérez 6–4, 7–5                 | María Herazo González Sofia Sewing                     |
| 24 de octubre | Empire Women's Indoor Trnava, Eslovaquia Dura (en pista cubierta) W25 Cuadro individual y dobles               | Vera Lapko 4–6, 7–6(7–1), 6–2                                 | Lucie Havlíčková                                       |
| 24 de octubre | Empire Women's Indoor Trnava, Eslovaquia Dura (en pista cubierta) W25 Cuadro individual y dobles               | Lea Bošković Weronika Falkowska 7–6(9–7), 2–6, [10–6]         | Lu Jiajing Oana Georgeta Simion                        |
| 24 de octubre | Estambul, Turquía Dura (en pista cubierta) W25 Cuadro individual y dobles                                      | Polina Kudermetova 6–3, 6–1                                   | Tatiana Barkova                                        |
| 24 de octubre | Estambul, Turquía Dura (en pista cubierta) W25 Cuadro individual y dobles                                      | Jasmijn Gimbrère Ekaterina Yashina 6–1, 3–6, [13–11]          | Cristina Dinu Sofia Shapatava                          |
| 24 de octubre | GB Pro-Series Loughborough Loughborough, Reino Unido Dura (en pista cubierta) W25 Cuadro individual y dobles   | Emily Appleton 6–4, 6–4                                       | Nigina Abduraimova                                     |
| 24 de octubre | GB Pro-Series Loughborough Loughborough, Reino Unido Dura (en pista cubierta) W25 Cuadro individual y dobles   | Joanna Garland Gabriela Knutson 6–3, 6–3                      | Martyna Kubka Elena Malõgina                           |
| 24 de octubre | Sharm El Sheikh, Egipto Dura W15 Cuadro individual y dobles                                                    | Elena Pridankina 6–7(5–7), 6–4, 7–6(7–2)                      | Anastasiia Gureva                                      |
| 24 de octubre | Sharm El Sheikh, Egipto Dura W15 Cuadro individual y dobles                                                    | Anastasiia Gureva Elena Pridankina 6–7(3–7), 6–1, [10–6]      | Cho I-hsuan Cho Yi-tsen                                |
| 24 de octubre | Heraklion, Grecia Arcilla W15 Cuadro individual y dobles                                                       | Ilinca Amariei 7–6(7–1), 6–2                                  | Anne Schäfer                                           |
| 24 de octubre | Heraklion, Grecia Arcilla W15 Cuadro individual y dobles                                                       | Lauryn John-Baptiste Oleksandra Oliynykova 6–0, 6–1           | Ginevra Parentini Vallega Montebruno Aleksandra Simeva |
| 24 de octubre | Monastir, Túnez Dura W15 Cuadro individual y dobles                                                            | Manon Léonard 7–6(7–5), 6–3                                   | Yao Xinxin                                             |
| 24 de octubre | Monastir, Túnez Dura W15 Cuadro individual y dobles                                                            | Elena Milovanović Wei Sijia 6–4, 6–1                          | Feryel Ben Hassen Gina Feistel                         |
| 24 de octubre | Antalya, Turquía Arcilla W15 Cuadro individual y dobles                                                        | Anca Alexia Todoni 6–2, 7–6(7–4)                              | Patricia Maria Țig                                     |
| 24 de octubre | Antalya, Turquía Arcilla W15 Cuadro individual y dobles                                                        | Anna Ureke Valeriya Yushchenko 6–0, 4–6, [10–7]               | Denise Hrdinková Zoziya Kardava                        |
| 31 de octubre | GB Pro-Series Shrewsbury Shrewsbury, Reino Unido Dura (en pista cubierta) W100 Cuadro individual y dobles      | Markéta Vondroušová 7–5, 6–2                                  | Eva Lys                                                |
| 31 de octubre | GB Pro-Series Shrewsbury Shrewsbury, Reino Unido Dura (en pista cubierta) W100 Cuadro individual y dobles      | Miriam Kolodziejová Markéta Vondroušová 7–6(7–4), 6–2         | Jessika Ponchet Renata Voráčová                        |
| 31 de octubre | NSW Open Sídney, Australia Dura W60 Cuadro individual y dobles                                                 | Mai Hontama 7–6(7–1), 3–6, 7–5                                | Petra Hule                                             |
| 31 de octubre | NSW Open Sídney, Australia Dura W60 Cuadro individual y dobles                                                 | Destanee Aiava Lisa Mays 5–7, 6–3, [10–6]                     | Alexandra Osborne Jessy Rompies                        |
| 31 de octubre | Barranquilla Open Barranquilla, Colombia Arcilla W60 Cuadro individual y dobles                                | Panna Udvardy 6–2, 7–5                                        | Laura Pigossi                                          |
| 31 de octubre | Barranquilla Open Barranquilla, Colombia Arcilla W60 Cuadro individual y dobles                                | Tímea Babos Kateryna Volodko 3–6, 7–5, [10–7]                 | Carolina Alves Valeriya Strakhova                      |
| 31 de octubre | Open Nantes Atlantique Nantes, Francia Dura (en pista cubierta) W60 Cuadro individual y dobles                 | Kamilla Rakhimova 6–4, 6–4                                    | Wang Xinyu                                             |
| 31 de octubre | Open Nantes Atlantique Nantes, Francia Dura (en pista cubierta) W60 Cuadro individual y dobles                 | Magali Kempen Wu Fang-hsien 6–2, 6–4                          | Veronika Erjavec Emily Webley-Smith                    |
| 31 de octubre | Haabneeme, Estonia Dura (en pista cubierta) W25 Cuadro individual y dobles                                     | Malene Helgø 6–4, 6–2                                         | Arantxa Rus                                            |
| 31 de octubre | Haabneeme, Estonia Dura (en pista cubierta) W25 Cuadro individual y dobles                                     | Malene Helgø Suzan Lamens 6–2, 6–1                            | Dalila Jakupović Arantxa Rus                           |
| 31 de octubre | Jerusalén, Israel Dura W25 Cuadro individual y dobles                                                          | Polina Kudermetova 6–1, 6–1                                   | Ekaterina Reyngold                                     |
| 31 de octubre | Jerusalén, Israel Dura W25 Cuadro individual y dobles                                                          | Lee Pei-chi Sofia Shapatava 6–2, 6–4                          | Polina Kudermetova Ekaterina Reyngold                  |
| 31 de octubre | Empire Women's Indoor Trnava, Eslovaquia Dura (en pista cubierta) W25 Cuadro individual y dobles               | Jana Fett 6–3, 6–2                                            | Natália Szabanin                                       |
| 31 de octubre | Empire Women's Indoor Trnava, Eslovaquia Dura (en pista cubierta) W25 Cuadro individual y dobles               | Ekaterina Makarova Alice Robbe 6–3, 7–5                       | Katarína Kužmová Anna Sisková                          |
| 31 de octubre | Sharm El Sheikh, Egipto Dura W15 Cuadro individual y dobles                                                    | Li Zongyu 6–3, 6–2                                            | Ekaterina Shalimova                                    |
| 31 de octubre | Sharm El Sheikh, Egipto Dura W15 Cuadro individual y dobles                                                    | Cho I-hsuan Cho Yi-tsen 6–2, 7–6(7–4)                         | Dong Na Mananchaya Sawangkaew                          |
| 31 de octubre | Heraklion, Grecia Arcilla W15 Cuadro individual y dobles                                                       | Oleksandra Oliynykova 6–3, 7–5                                | Silvia Ambrosio                                        |
| 31 de octubre | Heraklion, Grecia Arcilla W15 Cuadro individual y dobles                                                       | Ilinca Amariei Elena Korokozidi 7–5, 7–6(7–5)                 | Silvia Ambrosio Eleni Christofi                        |
| 31 de octubre | Solarino, Italia Carpet W15 Cuadro individual y dobles                                                         | Maria Vittoria Viviani 7–5, 0–6, 6–3                          | Jacqueline Cabaj Awad                                  |
| 31 de octubre | Solarino, Italia Carpet W15 Cuadro individual y dobles                                                         | Leonie Küng Lian Tran 6–2, 6–2                                | Giulia Crescenzi Miriana Tona                          |
| 31 de octubre | Castellón, España Arcilla W15 Cuadro individual y dobles                                                       | Alina Charaeva 7–6(7–4), 6–3                                  | Natalia Siedliska                                      |
| 31 de octubre | Castellón, España Arcilla W15 Cuadro individual y dobles                                                       | Laura Böhner Noelia Bouzó Zanotti 7–6(7–3), 4–6, [10–7]       | Inês Murta Chantal Sauvant                             |
| 31 de octubre | Monastir, Túnez Dura W15 Cuadro individual y dobles                                                            | Merna Refaat 6–3, 6–1                                         | Sarah Iliev                                            |
| 31 de octubre | Monastir, Túnez Dura W15 Cuadro individual y dobles                                                            | Eleni Kordolaimi Merna Refaat 6–3, 0–6, [10–8]                | Océane Babel Manon Léonard                             |
| 31 de octubre | Antalya, Turquía Arcilla W15 Cuadro individual y dobles                                                        | Anastasia Zolotareva 6–0, 6–1                                 | Denise Hrdinková                                       |
| 31 de octubre | Antalya, Turquía Arcilla W15 Cuadro individual y dobles                                                        | Li Yu-yun Aruzhan Sagandikova 7–5, 3–6, [10–4]                | Anastasia Zolotareva Rada Zolotareva                   |

### Torneos en noviembre
| 7 de noviembre  | Calgary Challenger Calgary, Canadá Dura (en pista cubierta) W60 Cuadro individual y dobles                         | Robin Montgomery 7–6(8–6), 7–5                                       | Urszula Radwańska                                   |
| 7 de noviembre  | Calgary Challenger Calgary, Canadá Dura (en pista cubierta) W60 Cuadro individual y dobles                         | Catherine Harrison Sabrina Santamaria 7–6(7–2), 6–4                  | Kayla Cross Marina Stakusic                         |
| 7 de noviembre  | Sharm El Sheikh, Egipto Dura W25 Cuadro individual y dobles                                                        | Arantxa Rus 6–2, 6–1                                                 | Yuliya Hatouka                                      |
| 7 de noviembre  | Sharm El Sheikh, Egipto Dura W25 Cuadro individual y dobles                                                        | Arantxa Rus Nina Stojanović 7–6(7–1), 6–2                            | Magali Kempen Lu Jiajing                            |
| 7 de noviembre  | Kiryat Motzkin, Israel Dura W25 Cuadro individual y dobles                                                         | Anna Kubareva 7–6(7–5), 5–7, 7–5                                     | Noma Noha Akugue                                    |
| 7 de noviembre  | Kiryat Motzkin, Israel Dura W25 Cuadro individual y dobles                                                         | Weronika Falkowska Ekaterina Reyngold 4–6, 6–4, [10–4]               | Jasmijn Gimbrère Ekaterina Yashina                  |
| 7 de noviembre  | Keio Challenger Yokohama, Japón Dura W25 Cuadro individual y dobles                                                | Han Na-lae 7–5, 6–0                                                  | Miyu Kato                                           |
| 7 de noviembre  | Keio Challenger Yokohama, Japón Dura W25 Cuadro individual y dobles                                                | Saki Imamura Naho Sato 6–4, 4–6, [10–5]                              | Han Na-lae Mai Hontama                              |
| 7 de noviembre  | Heraklion, Grecia Arcilla W15 Cuadro individual y dobles                                                           | Lucija Ćirić Bagarić 6–3, 4–6, 6–4                                   | Michaela Laki                                       |
| 7 de noviembre  | Heraklion, Grecia Arcilla W15 Cuadro individual y dobles                                                           | Simona Ogescu Sapfo Sakellaridi 6–4, 6–3                             | Margarita Ignatjeva Elena Korokozidi                |
| 7 de noviembre  | Solarino, Italia Carpet W15 Cuadro individual y dobles                                                             | Federica Bilardo 6–4, 4–6, 6–3                                       | Jacqueline Cabaj Awad                               |
| 7 de noviembre  | Solarino, Italia Carpet W15 Cuadro individual y dobles                                                             | Virginia Ferrara Georgia Pedone 6–3, 6–2                             | Lian Tran Sevil Yuldasheva                          |
| 7 de noviembre  | Lima, Perú Arcilla W15 Cuadro individual y dobles                                                                  | Noelia Zeballos 3–6, 6–3, 6–0                                        | Sofia Sewing                                        |
| 7 de noviembre  | Lima, Perú Arcilla W15 Cuadro individual y dobles                                                                  | Anastasia Iamachkine Lucciana Pérez Alarcón 6–2, 6–4                 | Romina Ccuno María Camila Torres Murcia             |
| 7 de noviembre  | Monastir, Túnez Dura W15 Cuadro individual y dobles                                                                | Manon Léonard 6–4, 6–2                                               | Emily Welker                                        |
| 7 de noviembre  | Monastir, Túnez Dura W15 Cuadro individual y dobles                                                                | Naïma Karamoko Bojana Marinković 6–4, 6–4                            | Émeline Dartron Emmanuelle Girard                   |
| 7 de noviembre  | Antalya, Turquía Arcilla W15 Cuadro individual y dobles                                                            | Anastasia Zolotareva 2–6, 7–6(7–2), 6–4                              | Tamara Čurović                                      |
| 7 de noviembre  | Antalya, Turquía Arcilla W15 Cuadro individual y dobles                                                            | Mayuka Aikawa Tamara Čurović 6–3, 7–5                                | Ksenia Laskutova Anna Ureke                         |
| 7 de noviembre  | Champaign, Estados Unidos Dura W15 Cuadro individual y dobles                                                      | Tian Fangran 6–1, 6–3                                                | Sara Daavettila                                     |
| 7 de noviembre  | Champaign, Estados Unidos Dura W15 Cuadro individual y dobles                                                      | Katherine Duong Megan Heuser 6–0, 7–6(7–5)                           | Maria Kononova Maria Kozyreva                       |
| 14 de noviembre | Open Villa de Madrid Madrid, España Arcilla W80 individual y dobles                                                | Aliona Bolsova 6–4, 6–2                                              | Tamara Korpatsch                                    |
| 14 de noviembre | Open Villa de Madrid Madrid, España Arcilla W80 individual y dobles                                                | Aliona Bolsova Rebeka Masarova 6–3, 6–3                              | Lea Bošković Daniela Vismane                        |
| 14 de noviembre | Meitar Open Meitar, Israel Dura W60 Cuadro individual y dobles                                                     | Mirra Andreeva 6–1, 6–4                                              | Rebecca Peterson                                    |
| 14 de noviembre | Meitar Open Meitar, Israel Dura W60 Cuadro individual y dobles                                                     | Valentini Grammatikopoulou Ekaterina Yashina 6–3, 7–5                | Anna Kubareva Maria Timofeeva                       |
| 14 de noviembre | Ando Securities Open Tokio, Japón Dura (en pista cubierta) W60 Cuadro individual y dobles                          | Wang Xinyu 6–1, 4–6, 6–3                                             | Moyuka Uchijima                                     |
| 14 de noviembre | Ando Securities Open Tokio, Japón Dura (en pista cubierta) W60 Cuadro individual y dobles                          | Hsieh Yu-chieh Jessy Rompies 6–4, 6–3                                | Mai Hontama Junri Namigata                          |
| 14 de noviembre | Slovak Open Bratislava, Eslovaquia Dura (en pista cubierta) W60 Cuadro individual y dobles                         | Ana Konjuh 2–6, 6–0, 7–6(7–2)                                        | Nigina Abduraimova                                  |
| 14 de noviembre | Slovak Open Bratislava, Eslovaquia Dura (en pista cubierta) W60 Cuadro individual y dobles                         | Jesika Malečková Renata Voráčová 2–6, 7–5, [13–11]                   | Katarína Kužmová Viktória Kužmová                   |
| 14 de noviembre | Traralgon International Traralgon, Australia Dura W25 Cuadro individual y dobles                                   | Priska Madelyn Nugroho 6–4, 6–4                                      | Naiktha Bains                                       |
| 14 de noviembre | Traralgon International Traralgon, Australia Dura W25 Cuadro individual y dobles                                   | Naiktha Bains Alana Parnaby 7–6(7–4), 6–2                            | Haruna Arakawa Natsuho Arakawa                      |
| 14 de noviembre | Sharm El Sheikh, Egipto Dura W25 Cuadro individual y dobles                                                        | Nina Stojanović 7–6(12–10), 5–7, 6–1                                 | Tatiana Prozorova                                   |
| 14 de noviembre | Sharm El Sheikh, Egipto Dura W25 Cuadro individual y dobles                                                        | Polina Iatcenko Alina Korneeva 6–1, 6–7(1–7), [10–5]                 | Jenny Dürst Park So-hyun                            |
| 14 de noviembre | Helsinki, Finlandia Dura (en pista cubierta) W25 Cuadro individual y dobles                                        | Taylor Ng 6–4, 2–6, 7–6(7–5)                                         | Mona Barthel                                        |
| 14 de noviembre | Helsinki, Finlandia Dura (en pista cubierta) W25 Cuadro individual y dobles                                        | Katarina Jokić Taylor Ng 3–6, 6–2, [10–7]                            | Anna Klasen Eliessa Vanlangendonck                  |
| 14 de noviembre | Saint-Étienne, Francia Dura (en pista cubierta) W25 Cuadro individual y dobles                                     | Audrey Albié 6–4, 3–0 ret.                                           | Émeline Dartron                                     |
| 14 de noviembre | Saint-Étienne, Francia Dura (en pista cubierta) W25 Cuadro individual y dobles                                     | Conny Perrin Eden Silva 6–4, 4–6, [10–6]                             | Ekaterina Kazionova Ekaterina Makarova              |
| 14 de noviembre | Heraklion, Grecia Arcilla W25 Cuadro individual y dobles                                                           | Lina Gjorcheska 6–3, 6–4                                             | Miriam Bulgaru                                      |
| 14 de noviembre | Heraklion, Grecia Arcilla W25 Cuadro individual y dobles                                                           | Oana Gavrilă Lia Karatancheva 6–4, 6–4                               | Lina Gjorcheska Dea Herdželaš                       |
| 14 de noviembre | Funchal, Portugal Dura W25 Cuadro individual y dobles                                                              | Emina Bektas 2–6, 6–3, 6–2                                           | Ashley Lahey                                        |
| 14 de noviembre | Funchal, Portugal Dura W25 Cuadro individual y dobles                                                              | Francisca Jorge Matilde Jorge 5–7, 7–5, [10–7]                       | Joëlle Steur Stéphanie Visscher                     |
| 14 de noviembre | Solarino, Italia Carpet W15 Cuadro individual y dobles                                                             | Beatrice Ricci 7–5, 6–0                                              | Denise Valente                                      |
| 14 de noviembre | Solarino, Italia Carpet W15 Cuadro individual y dobles                                                             | Samira De Stefano Camilla Gennaro 7–5, 4–6, [10–8]                   | Nicole Gadient Ivana Šebestová                      |
| 14 de noviembre | Nairobi, Kenia Arcilla W15 Cuadro individual y dobles                                                              | Emily Seibold 6–3, 6–2                                               | Angella Okutoyi                                     |
| 14 de noviembre | Nairobi, Kenia Arcilla W15 Cuadro individual y dobles                                                              | Sravya Shivani Chilakalapudi Celine Simunyu 6–4, 7–6(7–3)            | Sabastiani León Divine Dasam Nweke                  |
| 14 de noviembre | Lima, Perú Arcilla W15 Cuadro individual y dobles                                                                  | Sofia Sewing 7–6(7–3), 6–1                                           | María Herazo González                               |
| 14 de noviembre | Lima, Perú Arcilla W15 Cuadro individual y dobles                                                                  | Romina Ccuno María Herazo González 6–1, 6–3                          | Leslie Espinoza Gamarra Anastasia Iamachkine        |
| 14 de noviembre | Nules, España Arcilla W15 Cuadro individual y dobles                                                               | Alina Charaeva 6–4, 6–3                                              | Noelia Bouzó Zanotti                                |
| 14 de noviembre | Nules, España Arcilla W15 Cuadro individual y dobles                                                               | Jimar Geraldine Gerald González Antonia Samudio 7–5, 2–6, [8–6] ret. | Laura Böhner Mihaela Đaković                        |
| 14 de noviembre | Monastir, Túnez Dura W15 Cuadro individual y dobles                                                                | Hanne Vandewinkel 6–2, 6–1                                           | Anastasiia Gureva                                   |
| 14 de noviembre | Monastir, Túnez Dura W15 Cuadro individual y dobles                                                                | Tsao Chia-yi Wu Fang-hsien 6–0, 7–5                                  | Kamilla Bartone Bojana Marinković                   |
| 14 de noviembre | Antalya, Turquía Arcilla W15 Cuadro individual y dobles                                                            | Tamara Čurović 6–3, 2–6, 6–4                                         | Amelie Van Impe                                     |
| 14 de noviembre | Antalya, Turquía Arcilla W15 Cuadro individual y dobles                                                            | Li Yu-yun Koharu Niimi 6–1, 6–2                                      | Mayuka Aikawa Amelie Van Impe                       |
| 14 de noviembre | Waco, Estados Unidos Dura W15 Cuadro individual y dobles                                                           | Martina Okáľová 6–3, 6–2                                             | Victoria Hu                                         |
| 14 de noviembre | Waco, Estados Unidos Dura W15 Cuadro individual y dobles                                                           | Alicia Herrero Liñana Maria Kononova 4–6, 6–3, [10–7]                | Melany Krywoj Vanda Vargová                         |
| 21 de noviembre | Open Ciudad de Valencia Valencia, España Arcilla W80+H Cuadro individual y dobles                                  | Marina Bassols Ribera 6–4, 6–0                                       | Ylena In-Albon                                      |
| 21 de noviembre | Open Ciudad de Valencia Valencia, España Arcilla W80+H Cuadro individual y dobles                                  | Cristina Bucșa Ylena In-Albon 6–3, 6–2                               | Irina Khromacheva Iryna Shymanovich                 |
| 21 de noviembre | Traralgon International Traralgon, Australia Dura W25 Cuadro individual y dobles                                   | Destanee Aiava 6–3, 6–7(4–7), 6–4                                    | Lizette Cabrera                                     |
| 21 de noviembre | Traralgon International Traralgon, Australia Dura W25 Cuadro individual y dobles                                   | Destanee Aiava Katherine Westbury 6–1, 4–6, [10–5]                   | Priska Madelyn Nugroho Ankita Raina                 |
| 21 de noviembre | Heraklion, Grecia Arcilla W25 Cuadro individual y dobles                                                           | Ekaterina Makarova 6–4, 5–7, 7–5                                     | Lina Gjorcheska                                     |
| 21 de noviembre | Heraklion, Grecia Arcilla W25 Cuadro individual y dobles                                                           | Oana Gavrilă Ekaterina Makarova 6–1, 6–3                             | Denislava Glushkova Anastasiya Soboleva             |
| 21 de noviembre | Internazionali Tennis Val Gardena Südtirol Ortisei, Italia Dura (en pista cubierta) W25 Cuadro individual y dobles | Ana Konjuh 3–6, 7–5, 7–6(7–2)                                        | Viktória Kužmová                                    |
| 21 de noviembre | Internazionali Tennis Val Gardena Südtirol Ortisei, Italia Dura (en pista cubierta) W25 Cuadro individual y dobles | Ekaterina Ovcharenko Sapfo Sakellaridi 6–2, 6–4                      | María Fernanda Navarro Taylor Ng                    |
| 21 de noviembre | Pétange, Luxemburgo Dura (en pista cubierta) W25 Cuadro individual y dobles                                        | Mona Barthel 7–6(7–2), 6–2                                           | Daria Snigur                                        |
| 21 de noviembre | Pétange, Luxemburgo Dura (en pista cubierta) W25 Cuadro individual y dobles                                        | Magali Kempen Xenia Knoll 6–0, 6–4                                   | Bibiane Schoofs Rosalie van der Hoek                |
| 21 de noviembre | Mar del Plata, Argentina Arcilla W15 Cuadro individual y dobles                                                    | Luisa Meyer auf der Heide 7–6(9–7), 6–2                              | Berta Bonardi                                       |
| 21 de noviembre | Mar del Plata, Argentina Arcilla W15 Cuadro individual y dobles                                                    | Ana Candiotto Anastasia Iamachkine 6–3, 6–3                          | Luciana Blatter Josefina Estévez                    |
| 21 de noviembre | Santo Domingo, República Dominicana Dura W15 Cuadro individual y dobles                                            | Amelia Rajecki 6–3, 6–1                                              | Victoria Hu                                         |
| 21 de noviembre | Santo Domingo, República Dominicana Dura W15 Cuadro individual y dobles                                            | Nell Miller Amelia Rajecki 7–5, 6–1                                  | Brittany Collens Louise Kwong                       |
| 21 de noviembre | Sharm El Sheikh, Egipto Dura W15 Cuadro individual y dobles                                                        | Aliona Falei 6–1, 7–5                                                | Mananchaya Sawangkaew                               |
| 21 de noviembre | Sharm El Sheikh, Egipto Dura W15 Cuadro individual y dobles                                                        | Cho I-hsuan Cho Yi-tsen 6–3, 3–6, [10–5]                             | Aliona Falei Aglaya Fedorova                        |
| 21 de noviembre | Nairobi, Kenia Arcilla W15 Cuadro individual y dobles                                                              | Caroline Roméo 6–2, 6–7(2–7), 6–3                                    | Alexandra Iordache                                  |
| 21 de noviembre | Nairobi, Kenia Arcilla W15 Cuadro individual y dobles                                                              | Smriti Bhasin Angella Okutoyi 6–3, 7–5                               | Sharmada Balu Sabastiani León                       |
| 21 de noviembre | Lousada, Portugal Dura (en pista cubierta) W15 Cuadro individual y dobles                                          | Kajsa Rinaldo Persson 7–5, 6–2                                       | Celia Cerviño Ruiz                                  |
| 21 de noviembre | Lousada, Portugal Dura (en pista cubierta) W15 Cuadro individual y dobles                                          | Océane Babel Leonie Küng 7–6(7–3), 5–7, [10–2]                       | Celia Cerviño Ruiz Tess Sugnaux                     |
| 21 de noviembre | Monastir, Túnez Dura W15 Cuadro individual y dobles                                                                | Hanne Vandewinkel 6–2, 7–5                                           | Tsao Chia-yi                                        |
| 21 de noviembre | Monastir, Túnez Dura W15 Cuadro individual y dobles                                                                | Tsao Chia-yi Wu Fang-hsien 6–3, 6–4                                  | Anastasiia Gureva Vlada Mincheva                    |
| 21 de noviembre | Antalya, Turquía Arcilla W15 Cuadro individual y dobles                                                            | Ksenia Laskutova 4–6, 6–1, 6–1                                       | Emma Léné                                           |
| 21 de noviembre | Antalya, Turquía Arcilla W15 Cuadro individual y dobles                                                            | Li Yu-yun Amelie Van Impe 6–2, 5–7, [10–3]                           | Daria Lodikova Melis Ayda Uyar                      |
| 28 de noviembre | Aberto da República Río de Janeiro, Brasil Arcilla W60 Cuadro individual y dobles                                  | Iryna Shymanovich 6–2, 5–7, 6–4                                      | Irina Khromacheva                                   |
| 28 de noviembre | Aberto da República Río de Janeiro, Brasil Arcilla W60 Cuadro individual y dobles                                  | Ingrid Gamarra Martins Francisca Jorge 6–4, 6–3                      | Anna Rogers Christina Rosca                         |
| 28 de noviembre | Sëlva, Italia Dura (en pista cubierta) W25 Cuadro individual y dobles                                              | Clara Tauson 6–3, 7–5                                                | Emina Bektas                                        |
| 28 de noviembre | Sëlva, Italia Dura (en pista cubierta) W25 Cuadro individual y dobles                                              | Katarina Jokić Taylor Ng 6–3, 6–2                                    | Xenia Knoll Angelica Moratelli                      |
| 28 de noviembre | Buenos Aires, Argentina Arcilla W15 Cuadro individual y dobles                                                     | Luisa Meyer auf der Heide 6–3, 7–5                                   | Lourdes Ayala                                       |
| 28 de noviembre | Buenos Aires, Argentina Arcilla W15 Cuadro individual y dobles                                                     | Fernanda Astete Anastasia Iamachkine 7–5, 6–4                        | Marian Gómez Pezuela Cano María Victoria Marchesini |
| 28 de noviembre | Oberpullendorf, Austria Dura (en pista cubierta) W15 Cuadro individual y dobles                                    | Lucija Ćirić Bagarić 6–4, 6–2                                        | Denisa Hindová                                      |
| 28 de noviembre | Oberpullendorf, Austria Dura (en pista cubierta) W15 Cuadro individual y dobles                                    | Polina Leykina Sofiia Nagornaia 6–4, 7–6 (11–9)                      | Veronika Bokor Laura Radaković                      |
| 28 de noviembre | Santo Domingo, República Dominicana Dura W15 Cuadro individual y dobles                                            | Jenna DeFalco 6–2, 6–0                                               | Carolyn Ansari                                      |
| 28 de noviembre | Santo Domingo, República Dominicana Dura W15 Cuadro individual y dobles                                            | Lucie Petruželová Ruxandra Schech 6–2, 3–6, [12–10]                  | Meisha Kendall-Woseley Tiffany William              |
| 28 de noviembre | Sharm El Sheikh, Egipto Dura W15 Cuadro individual y dobles                                                        | Nahia Berecoechea 6–2, 6–3                                           | Ayla Aksu                                           |
| 28 de noviembre | Sharm El Sheikh, Egipto Dura W15 Cuadro individual y dobles                                                        | Cho I-hsuan Cho Yi-tsen Walkover                                     | Aglaya Fedorova Elizaveta Masnaia                   |
| 28 de noviembre | Lousada, Portugal Dura (en pista cubierta) W15 Cuadro individual y dobles                                          | Tess Sugnaux 6–1, 6–2                                                | Valentina Ryser                                     |
| 28 de noviembre | Lousada, Portugal Dura (en pista cubierta) W15 Cuadro individual y dobles                                          | Iveta Dapkutė Julita Saner 6–3, 4–6, [10–7]                          | Lee Pei-chi Maria Vittoria Viviani                  |
| 28 de noviembre | Valencia, España Arcilla W15 Cuadro individual y dobles                                                            | Alba Rey García 6–2, 6–0                                             | Claudia Hoste Ferrer                                |
| 28 de noviembre | Valencia, España Arcilla W15 Cuadro individual y dobles                                                            | Darja Semeņistaja Marine Szostak Walkover                            | Lucía Cortez Llorca Claudia Hoste Ferrer            |
| 28 de noviembre | Monastir, Túnez Dura W15 Cuadro individual y dobles                                                                | Caroline Roméo 6–2, 6–1                                              | Karola Bejenaru                                     |
| 28 de noviembre | Monastir, Túnez Dura W15 Cuadro individual y dobles                                                                | Tsao Chia-yi Wu Fang-hsien 6–4, 6–3                                  | Oana Gavrilă Emilie Lindh                           |
| 28 de noviembre | Antalya, Turquía Arcilla W15 Cuadro individual y dobles                                                            | Mayuka Aikawa 6–1, 6–0                                               | Anca Alexia Todoni                                  |
| 28 de noviembre | Antalya, Turquía Arcilla W15 Cuadro individual y dobles                                                            | Li Yu-yun Anna Zyryanova 3–6, 6–4, [10–7]                            | Ksenia Laskutova Aleksandra Pospelova               |

### Torneos en diciembre
| 5 de diciembre  | Al Habtoor Tennis Challenge Dubái, Emiratos Árabes Unidos Dura W100+H Cuadro individual y dobles         | Elsa Jacquemot 7–5, 6–2                                                    | Magdalena Fręch                                                            |
| 5 de diciembre  | Al Habtoor Tennis Challenge Dubái, Emiratos Árabes Unidos Dura W100+H Cuadro individual y dobles         | Tímea Babos Kristina Mladenovic 6–1, 6–3                                   | Magdalena Fręch Kateryna Volodko                                           |
| 5 de diciembre  | Monastir, Túnez Dura W25 Cuadro individual y dobles                                                      | Çağla Büyükakçay 7–5, 0–6, 6–2                                             | Lea Bošković                                                               |
| 5 de diciembre  | Monastir, Túnez Dura W25 Cuadro individual y dobles                                                      | Oana Gavrilă Sapfo Sakellaridi 6–1, 6–1                                    | Diletta Cherubini Olga Helmi                                               |
| 5 de diciembre  | Oberpullendorf, Austria Dura (en pista cubierta) W15 Cuadro individual y dobles                          | Lucija Ćirić Bagarić 6–3, 6–0                                              | Victoria Kan                                                               |
| 5 de diciembre  | Oberpullendorf, Austria Dura (en pista cubierta) W15 Cuadro individual y dobles                          | Mia Kupres Ksenia Laskutova 7–5, 7–5                                       | Arabella Koller Mavie Österreicher                                         |
| 5 de diciembre  | Sharm El Sheikh, Egipto Dura W15 Cuadro individual y dobles                                              | Katy Dunne 6–2, 6–2                                                        | Lamis Alhussein Abdel Aziz                                                 |
| 5 de diciembre  | Sharm El Sheikh, Egipto Dura W15 Cuadro individual y dobles                                              | Cho I-hsuan Cho Yi-tsen 6–1, 6–0                                           | Zhanel Rustemova Aruzhan Sagandikova                                       |
| 5 de diciembre  | Valencia, España Arcilla W15 Cuadro individual y dobles                                                  | Tiantsoa Sarah Rakotomanga Rajaonah 6–3, 4–6, 6–3                          | Alba Rey García                                                            |
| 5 de diciembre  | Valencia, España Arcilla W15 Cuadro individual y dobles                                                  | Candela Aparisi Lucía Marzal Martínez 7–5, 6–0                             | Jimar Geraldine Gerald González Antonia Samudio                            |
| 5 de diciembre  | Antalya, Turquía Arcilla W15 Cuadro individual y dobles                                                  | Daria Lodikova vs. Natalija Senić 6–4, 2–0 Abandonada debido al mal tiempo | Daria Lodikova vs. Natalija Senić 6–4, 2–0 Abandonada debido al mal tiempo |
| 5 de diciembre  | Antalya, Turquía Arcilla W15 Cuadro individual y dobles                                                  | Mariana Dražić Amarissa Kiara Tóth 1–6, 7–5, [10–4]                        | Eleni Christofi Anna Ureke                                                 |
| 12 de diciembre | Solapur, India Dura W25 Cuadro individual y dobles                                                       | Priska Madelyn Nugroho 6–4, 6–2                                            | Anastasia Kulikova                                                         |
| 12 de diciembre | Solapur, India Dura W25 Cuadro individual y dobles                                                       | Ankita Raina Prarthana Thombare 6–1, 6–2                                   | Ekaterina Yashina Priska Madelyn Nugroho                                   |
| 12 de diciembre | Monastir, Túnez Dura W25 Cuadro individual y dobles                                                      | Silvia Ambrosio 4–6, 6–0, 7–5                                              | Alice Robbe                                                                |
| 12 de diciembre | Monastir, Túnez Dura W25 Cuadro individual y dobles                                                      | Sapfo Sakellaridi Chiara Scholl 6–3, 6–3                                   | Emilie Lindh Eri Shimizu                                                   |
| 12 de diciembre | Sharm El Sheikh, Egipto Dura W15 Cuadro individual y dobles                                              | Katy Dunne 6–3, 6–2                                                        | Nahia Berecoechea                                                          |
| 12 de diciembre | Sharm El Sheikh, Egipto Dura W15 Cuadro individual y dobles                                              | Nahia Berecoechea Vilma Gómez 7–6(7–5), 6–4                                | Kira Pavlova Vanessa Popa Teiușanu                                         |
| 12 de diciembre | Wellington, Nueva Zelanda Dura W15 Cuadro individual y dobles                                            | Vivian Yang 6–3, 6–3                                                       | Jade Otway                                                                 |
| 12 de diciembre | Wellington, Nueva Zelanda Dura W15 Cuadro individual y dobles                                            | Monique Adamczak Sophie McDonald 4–6, 6–1, [10–6]                          | Mia Repac Alicia Smith                                                     |
| 12 de diciembre | Antalya, Turquía Arcilla W15 Cuadro individual y dobles                                                  | Anastasiya Soboleva 6–4, 2–6, 6–3                                          | Amarissa Kiara Tóth                                                        |
| 12 de diciembre | Antalya, Turquía Arcilla W15 Cuadro individual y dobles                                                  | Yana Karpovich Daria Lodikova 7–5, 6–2                                     | Mariana Dražić Amarissa Kiara Tóth                                         |
| 19 de diciembre | Shimadzu All Japan Indoor Tennis Championships Kyoto, Japón Dura (indoor) W60 Cuadro individual y dobles | Miyu Kato 6–4, 2–6, 6–2                                                    | Yuriko Miyazaki                                                            |
| 19 de diciembre | Shimadzu All Japan Indoor Tennis Championships Kyoto, Japón Dura (indoor) W60 Cuadro individual y dobles | Liang En-shuo Wu Fang-hsien 2–6, 7–6(7–5), [10–2]                          | Momoko Kobori Luksika Kumkhum                                              |
| 19 de diciembre | Navi Mumbai, India Dura W25 Cuadro individual y dobles                                                   | Valeria Savinykh 6–2, 7–6(7–4)                                             | Priska Madelyn Nugroho                                                     |
| 19 de diciembre | Navi Mumbai, India Dura W25 Cuadro individual y dobles                                                   | Priska Madelyn Nugroho Ekaterina Yashina 6–3, 6–1                          | Ankita Raina Prarthana Thombare                                            |
| 19 de diciembre | Tauranga, Nueva Zelanda Dura W25 Cuadro individual y dobles                                              | Katherine Sebov 6–0, 6–4                                                   | Michaela Bayerlová                                                         |
| 19 de diciembre | Tauranga, Nueva Zelanda Dura W25 Cuadro individual y dobles                                              | Paige Hourigan Erin Routliffe 6–1, 6–0                                     | Ashmitha Easwaramurthi Yuka Hosoki                                         |
| 19 de diciembre | Sharm El Sheikh, Egipto Dura W15 Cuadro individual y dobles                                              | Stéphanie Visscher 4–6, 6–4, 6–4                                           | Jasmine Conway                                                             |
| 19 de diciembre | Sharm El Sheikh, Egipto Dura W15 Cuadro individual y dobles                                              | Anastasia Abbagnato Sandra Samir Walkover                                  | Tilwith Di Girolami Stéphanie Visscher                                     |
| 19 de diciembre | Monastir, Túnez Dura W15 Cuadro individual y dobles                                                      | Sapfo Sakellaridi 6–2, 6–2                                                 | Arianna Zucchini                                                           |
| 19 de diciembre | Monastir, Túnez Dura W15 Cuadro individual y dobles                                                      | Magdalini Adaloglou Sapfo Sakellaridi 7–5, 6–4                             | Chiraz Bechri Milana Zhabrailova                                           |

## Distribución de puntos de clasificación
| Description        | G   | F  | SF | CF | R16 | R32 | QLFR | Q3 | Q2 | Q1 |
| ------------------ | --- | -- | -- | -- | --- | --- | ---- | -- | -- | -- |
| ITF $100,000+H (S) | 150 | 90 | 55 | 28 | 14  | 1   | 6    | 4  | 1  | –  |
| ITF $100,000+H (D) | 150 | 90 | 55 | 28 | 1   | –   | –    | –  | –  | –  |
| ITF $100,000 (S)   | 140 | 85 | 50 | 25 | 13  | 1   | 6    | 4  | 1  | –  |
| ITF $100,000 (D)   | 140 | 85 | 50 | 25 | 1   | –   | –    | –  | –  | –  |
| ITF $80,000+H (S)  | 130 | 80 | 48 | 24 | 12  | 1   | 5    | 3  | 1  | –  |
| ITF $80,000+H (D)  | 130 | 80 | 48 | 24 | 1   | –   | –    | –  | –  | –  |
| ITF $80,000 (S)    | 115 | 70 | 42 | 21 | 10  | 1   | 5    | 3  | 1  | –  |
| ITF $80,000 (D)    | 115 | 70 | 42 | 21 | 1   | –   | –    | –  | –  | –  |
| ITF $60,000+H (S)  | 100 | 60 | 36 | 18 | 9   | 1   | 5    | 3  | 1  | –  |
| ITF $60,000+H (D)  | 100 | 60 | 36 | 18 | 1   | –   | –    | –  | –  | –  |
| ITF $60,000 (S)    | 80  | 48 | 29 | 15 | 8   | 1   | 5    | 3  | 1  | –  |
| ITF $60,000 (D)    | 80  | 48 | 29 | 15 | 1   | –   | –    | –  | –  | –  |
| ITF $25,000+H (S)  | 60  | 36 | 22 | 11 | 6   | 1   | 2    | –  | –  | –  |
| ITF $25,000+H (D)  | 60  | 36 | 22 | 11 | 1   | –   | –    | –  | –  | –  |
| ITF $25,000 (S)    | 50  | 30 | 18 | 9  | 5   | 1   | 1    | –  | –  | –  |
| ITF $25,000 (D)    | 50  | 30 | 18 | 9  | 1   | –   | –    | –  | –  | –  |
| ITF $15,000+H (S)  | 25  | 15 | 9  | 5  | 1   | –   | –    | –  | –  | –  |
| ITF $15,000+H (D)  | 25  | 15 | 9  | 1  | 0   | –   | –    | –  | –  | –  |
| ITF $15,000 (S)    | 12  | 7  | 4  | 2  | 1   | –   | –    | –  | –  | –  |
| ITF $15,000 (D)    | 12  | 7  | 4  | 1  | 0   | –   | –    | –  | –  | –  |

"+H" indica que se proporciona hospitalidad.